# Sclavia în Statele Unite ale Americii

O animație care arată când a fost interzisă sau permisă sclavia în teritoriile și statele Statelor Unite, 1789–1865

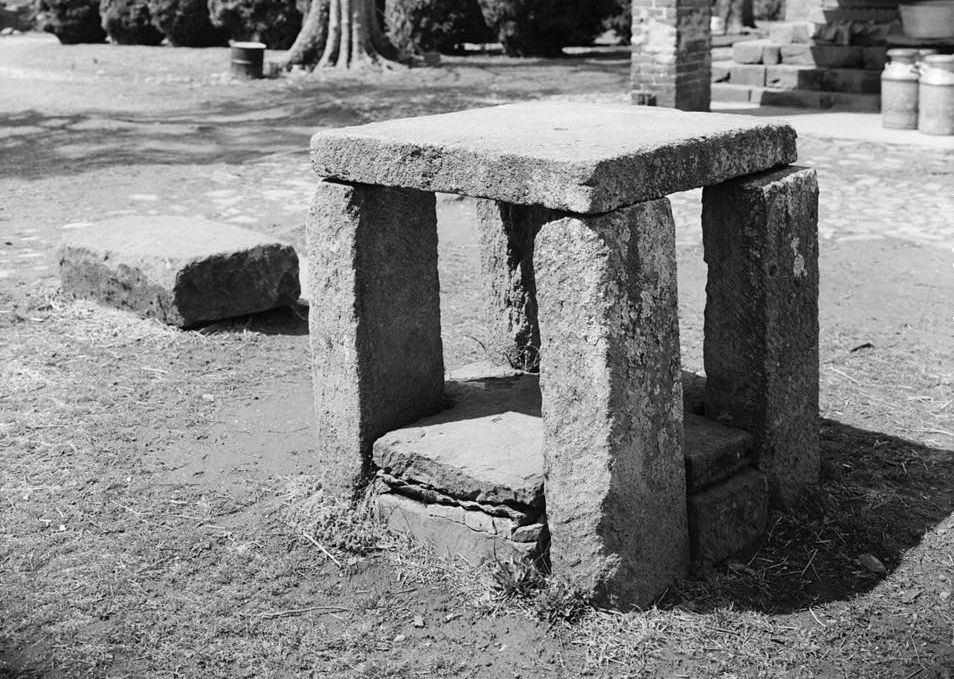
Bloc pentru licitație de sclavi, Green Hill Plantation, Campbell County, Virginia,

Sclavia în Statele Unite ale Americii a fost instituția legală a înrobirii umane sub formă de bunuri mobiliare, în primul rând a africanilor și a afro-americanilor, care a existat în Statele Unite ale Americii de la înființarea lor în 1776 până la adoptarea celui de al treisprezecelea amendament în 1865. Sclavia a fost stabilită de-a lungul colonizării europene a Americii. De la începuturile ei din epoca colonială, a fost practicată în coloniile Marii Britanii⁠(d), inclusiv în cele Treisprezece Colonii care au format Statele Unite. Conform legii, o persoană înrobită era tratată ca proprietate și putea fi cumpărată, vândută sau dăruită. În aproximativ jumătate din statele SUA, sclavia a durat până în 1865. Ca sistem economic, sclavia a fost în mare parte înlocuită de arendă și închirierea deținuților⁠(d).
În vremea Revoluției Americane (1775–1783), statutul sclavilor era instituționalizat drept castă rasială asociată descendenței africane. În timpul Revoluției și imediat după, au fost adoptate legi aboliționiste⁠(d) în majoritatea statelor din Nord⁠(d) și s-a dezvoltat o mișcare pentru abolirea sclaviei. Rolul sclaviei în raport cu Constituția SUA (1789) a fost cea mai controversată problemă din timpul redactării acesteia. Deși creatorii Constituției nu au folosit niciodată cuvântul „sclavie”, documentul final, prin clauza celor trei cincimi⁠(d), le-a dat proprietarilor de sclavi o putere politică disproporționată. Toate statele nordice au abolit în câte un fel sclavia până în 1805; uneori, desființarea a fost un proces treptat și sute de oameni au rămas înrobiți în statele din Nord până la recensământul din 1840. Unii proprietari de sclavi — în principal în Sudul superior — și-au eliberat⁠(d) sclavii, iar filantropii și organizațiile de caritate au cumpărat și eliberat alți sclavi. Comerțul cu sclavi din Atlantic a fost scos în afara legii de statele individuale începând cu perioada Revoluției Americane. Comerțul cu sclavi importați a fost interzis de către Congres în 1808, deși ulterior contrabanda a rămas prezentă.:7
Extinderea rapidă a industriei bumbacului în Sudul Profund⁠(d) după inventarea mașinii de egrenat bumbac⁠(d) a crescut foarte mult cererea de forță muncă de sclavi, iar statele sudice au continuat să fie societăți sclavagiste. Statele Unite au devenit tot mai polarizate în ceea ce privește problema sclaviei, împărțite în state libere și state sclavagiste. Impulsionat de cererea de forță de muncă din partea noilor plantații de bumbac din Sudul Profund, Sudul Superior⁠(d) a vândut peste un milion de sclavi care au fost duși în Sudul Profund. Populația totală de sclavi din Sud a ajuns în cele din urmă la patru milioane. Pe măsură ce Statele Unite s-au extins, statele din Sud au încercat să extindă sclavia în noile teritorii occidentale, pentru a permite forțelor pro-sclavie⁠(d) să-și mențină puterea în țară. Noile teritorii dobândite prin achiziția Louisianei și cesiunea mexicană⁠(d) au făcut obiectul unor crize și compromisuri politice majore. Până în 1850, Sudul nou-îmbogățit, cultivator de bumbac, amenința să se separe de Uniune, iar tensiunile continuau să crească. Sclavia era apărată în Sud ca un „bun pozitiv”, iar cele mai mari culte religioase s-au împărțit pe problema sclaviei în organizații regionale ale Nordului și Sudului. 
Când Abraham Lincoln, primul președinte republican, a câștigat alegerile din 1860 pe o platformă de stopare a extinderii sclaviei, șapte state s-au separat pentru a forma Confederația. La scurt timp, a izbucnit Războiul Civil când forțele confederaților au atacat Fort Sumter, o cetate a armatei SUA. Patru alte state sclavagiste s-au alăturat apoi Confederației după ce Lincoln a cerut trupe de la toate statele pentru a da un răspuns armat. Datorită măsurilor luate de Uniune, precum legile de confiscare⁠(d) și Proclamația de Emancipare din 1863, războiul a pus capăt sclaviei, chiar înainte ca instituția să fie interzisă prin amendament constituțional. În urma victoriei Uniunii în Războiul Civil, sclavia a fost declarată ilegală în Statele Unite, prin ratificarea celui de al treisprezecelea amendament în decembrie 1865.

## Origini
În 1508, Ponce de Leon a fondat o așezare spaniolă în Puerto Rico (astăzi, teritoriu al Statelor Unite), care folosea băștinași Tainos pentru muncă. Tribul Tainos a fost în mare parte exterminat de război, suprasolicitare și bolile aduse de spanioli. În 1513, pentru a suplimenta populația Tainos aflată în scădere, primii sclavi africani au fost importați în Puerto Rico.
Coloniștii au efectuat raiduri de capturat sclavi în ceea ce este acum Georgia, Tennessee, Carolina de Nord, Carolina de Sud, Florida și, posibil, Alabama. Comerțul cu sclavi din Carolina, care a inclus atât operațiuni comerciale cât și raiduri directe ale coloniștilor, a fost cel mai amplu din coloniile britanice din America de Nord. Între 1670 și 1715, între 24.000 și 51.000 de amerindieni captivi au fost exportați din Carolina de Sud — mai mult decât numărul de africani importați în coloniile viitoarelor SUA în aceeași perioadă. Alți amerindieni înrobiți au fost exportați din Carolina de Sud în Virginia, Pennsylvania, New York, Rhode Island și Massachusetts. Istoricul Alan Gallay spune că „comerțul cu sclavi indieni a fost în centrul dezvoltării Imperiului Englez în Sudul american. Comerțul cu sclavi indieni a fost cel mai important factor care a afectat Sudul în perioada 1670-1715;” războaiele intertribale de capturat sclavi au destabilizat coloniile engleze, Florida și Louisiana. 
Primii africani înrobiți în Statele Unite continentale au ajuns prin Santo Domingo⁠(d) la colonia San Miguel de Gualdape⁠(d) (situată cel mai probabil în zona Golfului Winyah⁠(d) din actuala Carolină de Sud), fondată de exploratorul spaniol Lucas Vázquez de Ayllón⁠(d) în 1526. Colonia a fost perturbată aproape imediat de o luptă pentru putere, în timpul căreia sclavii s-au răsculat și au fugit din colonie pentru a căuta refugiu în rândul localnicilor amerindieni. De Ayllón și mulți dintre coloniști au murit la scurt timp în urma unei epidemii, și colonia a fost abandonată. Coloniștii și sclavii care nu fugiseră s-au întors la Santo Domingo. 
La 28 august 1565, St. Augustine, Florida, a fost fondată de conchistadorul spaniol Don Pedro Menendez de Aviles, care a adus cu el trei sclavi africani. În timpul secolelor al XVI-lea și al XVII-lea, St. Augustine a fost centrul comerțului cu sclavi din Florida colonială spaniolă și prima așezare permanentă din ceea ce avea să devină Statele Unite continentale în care au fost sclavi africani.

### Muncitorii datornici
Șaizeci de ani mai târziu, în primii ani ai așezărilor din Golful Chesapeake⁠(d), oficialii coloniali au avut dificultăți în a atrage și păstra muncitori în condițiile grele de la frontieră, unde rata mortalității era ridicată. Majoritatea muncitorilor proveneau din Marea Britanie ca muncitori datornici⁠(d), care semnaseră contracte prin care se angajau să plătească prin muncă călatoria, întreținerea și pregătirea lor, de obicei la o fermă. Coloniile aveau economii agrare. Acești muncitori datornici erau adesea tineri care intenționau să devină rezidenți permanenți. În unele cazuri, unii infractori condamnați erau transportați în colonii ca muncitori datornici, în loc să fie încarcerați. Muncitorii datornici nu erau sclavi, dar erau obligați să muncească între patru și șapte ani în Virginia pentru a plăti costurile călătoriei și întreținerii lor. Mulți germani, scoțiano-irlandezi și irlandezi au venit în colonii în secolul al XVIII-lea, stabilindu-se în zona rurală din Pennsylvania și mai în sud.
| Destinație                                                      | Procentaj |
| --------------------------------------------------------------- | --------- |
| America de Nord Britanică continentală                          | 3,7%      |
| Insulele Leeward britanice                                      | 3,2%      |
| Insulele Windward⁠(d) britanice și Trinidad (britanic 1797-1867) | 3,8%      |
| Jamaica (spaniolă 1519–1655, britanică 1655–1867)               | 11,2%     |
| Barbados (britanic)                                             | 5,1%      |
| Guianele (britanică, olandeză, franceză)                        | 4,2%      |
| Insulele Windward franceze                                      | 3,1%      |
| Saint-Domingue (franceză)                                       | 8,2%      |
| America de Nord și de Sud continentale spaniole                 | 4,4%      |
| Insulele spaniole din Caraibe                                   | 8,2%      |
| Insulele olandeze din Caraibe                                   | 1,3%      |
| Brazilia de nord-est (portugheză)                               | 9,3%      |
| Bahia⁠(d), Brazilia (portugheză)                                 | 10,7%     |
| Brazilia de Sud-Est (portugheză)                                | 21,1%     |
| Alte zone din America                                           | 1,1%      |
| Africa                                                          | 1,4%      |

Primii 19 africani care au ajuns în coloniile britanice au sosit la Point Comfort, Virginia, în apropiere de Jamestown⁠(d), în 1619, aduși de soldați britanici care i-au confiscat de pe o navă portugheză de sclavi⁠(d) capturată. Sclavii erau de obicei botezați în Africa înainte de îmbarcare. Întrucât obiceiul englezesc era de a-i considera pe creștinii botezați scutiți de sclavie, coloniștii i-au tratat pe acești africani ca pe niște muncitori datornici, care s-au alăturat celor circa 1.000 de muncitori datornici care se aflau deja în colonie. Africanii au fost eliberați după perioada prescrisă și au primit pământ și provizii de la foștii lor stăpâni. Istoricul Ira Berlin⁠(d) observa că ceea ce el a numit „charter generation” în colonii era uneori alcătuită din bărbați de rasă mixtă (creoli atlantici), care erau muncitori datornici și ai căror strămoși erau africani și iberici. Ei erau descendenți ai femeilor africane și ai bărbaților portughezi sau spanioli care munceau în porturile africane ca negustori sau facilitatori ai comerțului de sclavi. De exemplu, Anthony Johnson⁠(d) a ajuns în Virginia în 1621, din Angola, ca muncitor datornic; a devenit liber și proprietar de pământ, în cele din urmă cumpărând și deținând el însuși sclavi. Transformarea statutului social al africanilor, de la statutul de muncitori datornici care deveneau liberi după un timp, la cel de sclavi dintr-o casă rasială pe care nu o puteau evita sau părăsi, s-a întâmplat treptat. 

### Primele legi pentru sclavi
Nu existau legi cu privire la sclavie la începuturile istoriei Virginiei. Dar, în 1640, o instanță din Virginia l-a condamnat pe John Punch⁠(d), un african, la servitute pe viață după ce a încercat să fugă din serviciu. Cei doi albi cu care a fugit el au fost condamnați doar la un an suplimentar din munca cu care erau datornici și la trei ani de muncă în folosul coloniei. Aceasta a marcat prima sancționare legală de facto a sclaviei în coloniile engleze și a fost una dintre primele distincții legale făcute între europeni și africani.
| Data      | Sclavi |
| --------- | ------ |
| 1620-1650 | 141    |
| 1651-1675 | 5508   |
| 1676-1700 | 14306  |
| 1701-1725 | 49096  |
| 1726-1750 | 129004 |
| 1751-1775 | 144468 |
| 1776-1800 | 36277  |
| 1801-1825 | 93000  |
| 1826-1850 | 105    |
| 1851-1866 | 476    |
| Total     | 472381 |

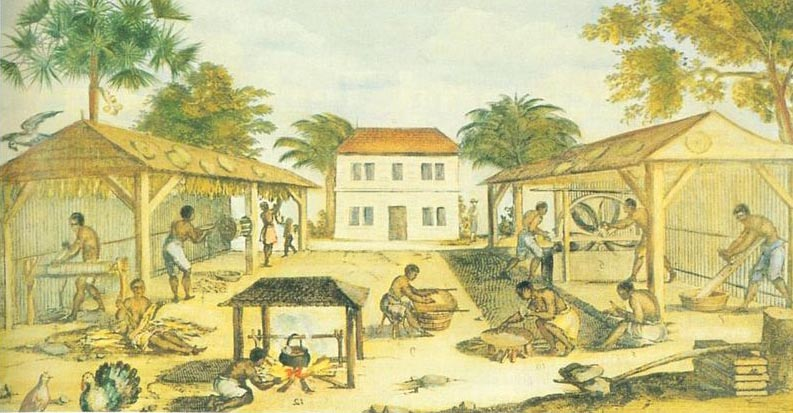
Sclavii prelucrând tutunul în Virginia secolului al XVII-lea

În 1641, Massachusetts a devenit prima colonie care a autorizat sclavia printr-o lege adoptată. Massachusetts a adoptat Corpul Libertăților, care interzicea sclavia în multe cazuri, dar care permitea ca oamenii să fie înrobiți dacă erau prizonieri de război, dacă s-au vândut singuri în sclavie sau au fost cumpărați în altă parte sau dacă erau condamnați la sclavie ca pedeapsă de către autorități. Corpul Libertăților folosea cuvântul „străini” pentru a se referi la persoane cumpărate și vândute ca sclavi; ei în general nu erau cetățeni englezi. Coloniștii au ajuns să echivaleze acest termen cu amerindienii și cu africanii.
În 1654, John Casor⁠(d), un muncitor datornic negru din Virginia colonială, a fost primul om care a fost declarat sclav într-un proces civil. El susținuse în fața unui ofițer că stăpânul său, Anthony Johnson⁠(d), el însuși negru liber⁠(d), l-a ținut mai mult timp decât datora. Un vecin, Robert Parker, i-a spus lui Johnson că, dacă nu îl eliberează pe Casor, va depune mărturie în instanță despre acest fapt. Conform legilor locale, Johnson risca să piardă o parte din terenurile primite de la colonie pentru încălcarea condițiilor de folosire a muncitorilor datornici. Sub presiune, Johnson l-a eliberat pe Casor. Casor a intrat apoi într-o relație de îndatorare cu Parker. Simțindu-se înșelat, Johnson l-a dat în judecată pe Parker pentru a-l reprimi pe Casor. Un tribunal din districtul Northampton, Virginia s-a pronunțat în favoarea lui Johnson, declarând că Parker l-a obținut ilegal pe Casor de la stăpânul său legitim care îl deținea legal „pe toată durata vieții sale”.

### Primele legi privind moștenirea statutului
În perioada colonială, statutul de sclav era afectat de interpretările legate de statutul străinilor în Anglia. Anglia nu avea un sistem de naturalizare a imigranților pe insula sa metropolitană sau în coloniile sale. Întrucât persoanele de origine africană nu erau supuși englezi prin naștere, acestea erau printre acele popoare considerate străine și în general în afara dreptului comun englez⁠(d). Coloniile nu știau cum să clasifice persoanele cu descendență mixtă. În Virginia anului 1656, Elizabeth Key Grinstead⁠(d), o femeie de rasă mixtă, și-a câștigat cu succes libertatea ei și pe cea a fiului său, contestându-și statutul pe motiv că era fiica botezată creștină a englezului liber Thomas Key. Avocatul ei era supus englez, ceea ce a ajutat-o. (El era și tatăl fiului ei de rasă mixtă, iar cuplul s-a căsătorit după ce Key a fost eliberată.)

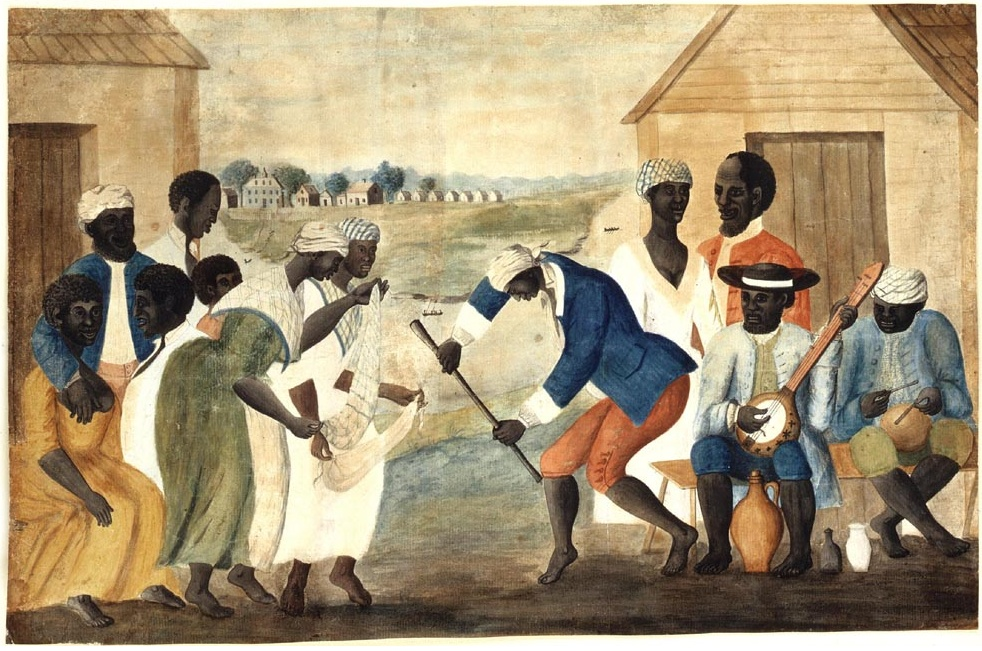
Sclavi pe o plantație din Carolina de Sud (', c. 1790)

La scurt timp după procesul lui Elizabeth Key și alte acțiuni similare, în 1662, colonia regală⁠(d) din Virginia a aprobat o lege care adopta principiul partus sequitur ventrem⁠(d) (numit pe scurt partus), care precizează că orice copil născuți în colonie va moșteni statutul mamei. Un copil al unei mame sclave se năștea în sclavie, indiferent dacă tatăl era englez sau născut creștin liber. Aceasta a fost o inversare a practicilor din dreptul comun din Anglia, care hotăra că copiii supușilor englezi moștenesc statutul tatăului. Schimbarea a instituționalizat relațiile de putere dezechilibrate între proprietarii de sclavi și femeile sclave, i-a degrevat pe bărbații albi de responsabilitatea legală de a-și recunoaște sau de a-și susține financiar copiii de rasă mixtă, a limitat oarecum scandalul produs de nașterea unor copii de rasă mixtă și a restrâns acest fenomen din punct de vedere legal la interiorul comunităților de sclavi. 

### Creșterea comerțului cu sclavi
În 1672, regele Carol al II-lea a reautorizat Compania Regală Africană⁠(d) (inițial înființată în 1660), ca monopol englezesc asupra comerțului cu sclavi și mărfuri africane — ulterior, în 1698, prin statut, parlamentul englez a deschis comerțul tuturor supușilor englezi. Comerțul de sclavi către coloniile din Atlanticul mijlociu a crescut substanțial în anii 1680, iar până în 1710 populația africană din Virginia a crescut la 23100 (42% din total); Maryland conținea 8.000 de africani (14,5% din total). La începutul secolului al XVIII-lea, Anglia a depășit Spania și Portugalia și a devenit principalul comerciant mondial de sclavi. De la începutul secolului al XVIII-lea, negustorii americani, în special din Charleston, Carolina de Sud, au contestat monopolul Companiei Regale Africane, iar Joseph Wragg⁠(d) și Benjamin Savage au devenit primii negustori independenți de sclavi care au spart monopolul prin anii 1730.

### Primele legi privind statutul religios
Codurile sclavilor⁠(d) din 1705 din Virginia îi defineau în continuare drept sclavi pe acei oameni aduși din țări care nu erau creștine. Amerindienii care erau vânduți coloniștilor de către alți amerindieni (din triburi rivale), sau prinși de europeni în timpul raidurilor pe care le efectuau prin sate, au fost și ei definiți drept sclavi. Aceasta a codificat principiul anterior al înrobirii străinilor necreștini. 

### Primele cauze anti-sclavie

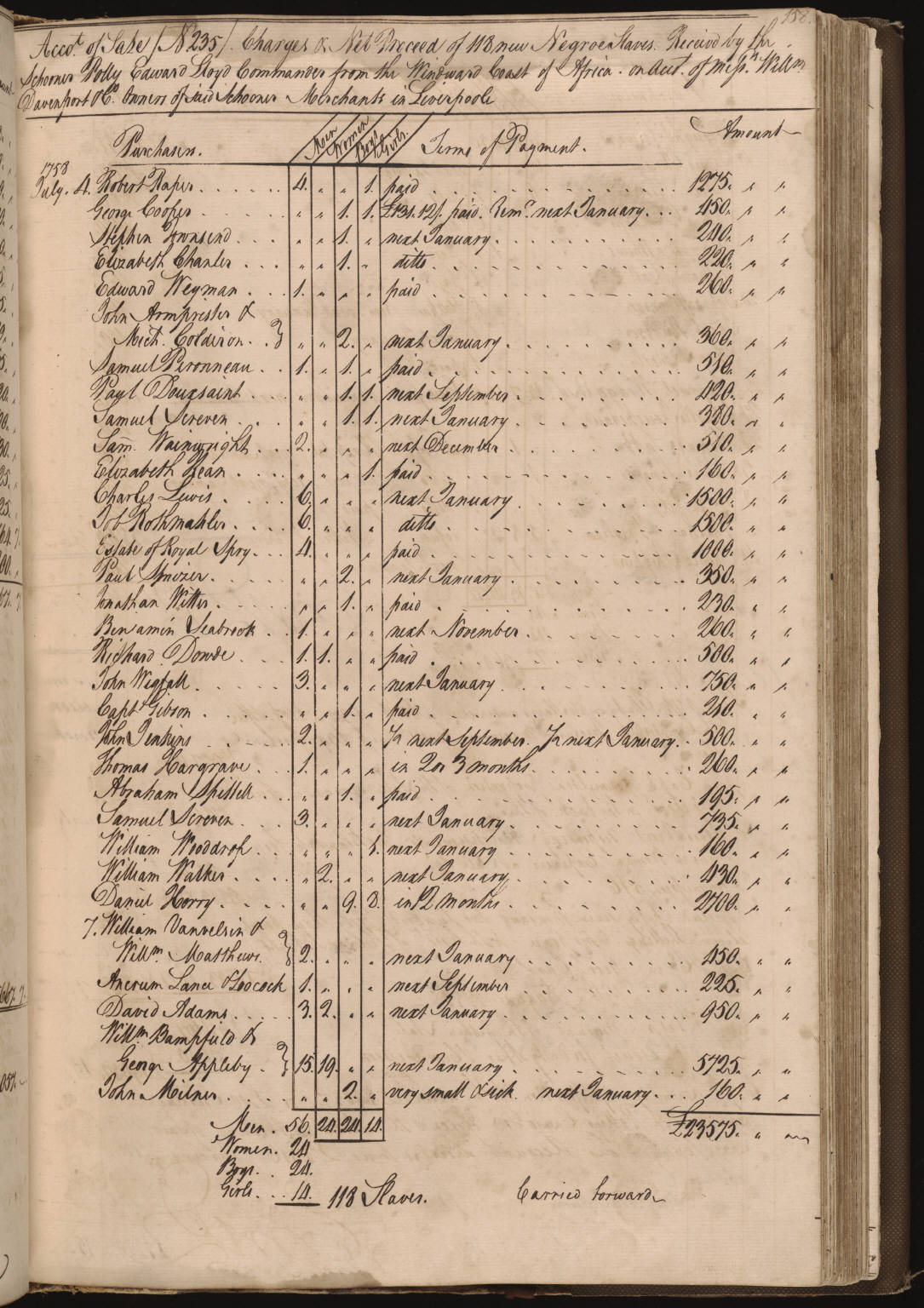
de vânzare a 118 sclavi, Charleston, Carolina de Sud, c. 1754

În 1735, Împuterniciții Georgiei⁠(d) au adoptat o lege care interzicea sclavia în noua colonie, ce fusese înființată în 1733, pentru a permite „săracilor demni”, precum și protestanților europeni persecutați să aibă un nou început. Sclavia era legală în celelalte douăsprezece colonii engleze. Vecina Carolina de Sud avea o economie bazată pe utilizarea forței de muncă sclavizate. Împuterniciții din Georgia au dorit să elimine riscul rebeliunilor de sclavi⁠(d) și să facă Georgia mai capabilă să se apere împotriva atacurilor spaniolilor dinspre sud, care ofereau libertatea sclavilor scăpați. James Edward Oglethorpe a fost forța motrice a coloniei și singurul împuternicit care locuia în Georgia. El s-a opus sclaviei din motive morale, dar și din motive pragmatice, și a apărat cu vigoare interdicția sclaviei împotriva opoziției aprige a negustorilor carolineni de sclavi și împotriva speculatorilor de pământuri.
Highlanderii protestanți scoțieni, care s-au stabilit în ceea ce este acum Darien, Georgia⁠(d), au adăugat un argument moral anti-sclavie, care a devenit din ce în ce mai rar în Sud, în „Petiția locuitorilor din New Inverness” din 1739. Până în 1750, Georgia a autorizat în cele din urmă sclavia în colonie, deoarece nu-și putea asigura suficient de mulți muncitori datornici ca forță de muncă. Deoarece condițiile economice din Anglia au început să se îmbunătățească în prima jumătate a secolului al XVIII-lea, muncitorii nu mai aveau motiv să plece, în special pentru a face față riscurilor din colonii.

### Sclavia în coloniile britanice
În cea mai mare parte a perioadei coloniale britanice, sclavia a existat în toate coloniile. Sclavii din Nord⁠(d) munceau de obicei ca slujitori pe lângă casă, meșteșugari, muncitori și meșteri, mai mult în orașe. Mulți bărbați au lucrat la docuri și în transportul maritim. În 1703, peste 42 la sută din gospodăriile din New York City aveau sclavi, a doua cea mai mare proporție din orice oraș din colonii, după Charleston, Carolina de Sud. Însă sclavii erau folosiți și ca muncitori în agricultură în comunitățile agricole, inclusiv în zonele statului New York și Long Island, Connecticut și New Jersey. Până în 1770 erau 397.924 de negri într-o populație de 2,17 milioane. Ei erau distribuiți eterogen. Erau 14.867 în New England, unde reprezentau 2,7% din populație; 34.679 în coloniile din centrul coastei Atlanticului, unde erau 6% din populație (19.000 erau în New York sau 11%); și 347.378 în cele cinci colonii sudice unde erau 31% din populație.
Sudul a dezvoltat o economie agricolă dependentă de culturile vandabile. Plantatorii de acolo au dobândit rapid un număr și o proporție semnificativ mai mare de sclavi în populație, în condițiile în care culturile comerciale consumau intensiv forță de muncă. La început, sclavii din Sud lucrau în principal la fermele și plantațiile care cultivau indigo, orez și tutun; bumbacul nu a devenit o cultură majoră decât după Revoluția Americană și după anii 1790. Înainte de acea dată, bumbacul cu capsule lungi era cultivat în principal pe Insulele maritime ale Georgiei și Carolinei de Sud. 
Invenția mașinii de egrenat bumbac⁠(d) în 1793 a permis cultivarea bumbacului cu capsule scurte într-o mare varietate de zone continentale, ceea ce a condus la dezvoltarea unor zone întinse din Sudul Profund⁠(d) ca țară a bumbacului în secolul al XIX-lea. Cultivarea orezului și tutunul erau mari consumatoare de forță de muncă. În 1720, aproximativ 65% din populația Carolinei de Sud⁠(d) erau sclavi. Plantatorii (definiți de istoricii din Sudul Superior ca fiind cei care dețineau 20 de sclavi sau mai mulți) foloseau sclavi pentru cultivarea culturilor comerciale. Sclavi lucrau și în meseriile artizanale pe plantații mari și în multe orașe portuare din sud. Fermierii de subzistență, valul ulterior de coloniști din secolul al XVIII-lea, care s-au instalat de-a lungul Munților Apalași și al zonei rurale deluroase adiacente, rareori dețineau sclavi. 
Unele dintre coloniile britanice au încercat să abolească comerțul internațional de sclavi, temându-se că importul de noi africani ar fi perturbator. În acest sens, unele legi din Virginia au fost respinse de Consiliul Britanic de Coroană. Rhode Island⁠(d) a interzis importul de sclavi în 1774. Toate coloniile, cu excepția Georgiei, au interzis sau limitat comerțul cu sclavi africani până în 1786; Georgia a făcut acest lucru în 1798. Unele din aceste legi au fost abrogate ulterior.
Aproximativ 600.000 de sclavi au fost transportați în America, sau 5% din cei 12 milioane de sclavi luați din Africa. Aproximativ 310.000 dintre aceste persoane au fost importate în cele Treisprezece Colonii înainte de 1776: 40% direct, iar restul prin Caraibe. 
| Interval  | Număr de sclavi |
| --------- | --------------- |
| 1620-1700 | 21000           |
| 1701-1760 | 189000          |
| 1761-1770 | 63000           |
| 1771-1790 | 56000           |
| 1791-1800 | 79000           |
| 1801–1810 | 124.000         |
| 1810-1865 | 51000           |
| Total     | 597.000         |

Ei constituiau mai puțin de 5% din cele doisprezece milioane de sclavi aduși din Africa în Americi. Marea majoritate a africanilor sclavi au fost transportați în coloniile de zahăr din Caraibe și în Brazilia. Întrucât acolo speranța de viață era scurtă, numărul lor trebuia reînnoit continuu. Speranța de viață era mult mai mare în SUA, iar populația înrobită a reușit să se și reproducă. Numărul sclavilor din SUA a crescut rapid, ajungând la 4 millioane până la recensământul din 1860. Din 1770 până în 1860, rata de creștere naturală a populației de sclavi din America de Nord a fost mult mai mare decât pentru populația oricărei națiuni din Europa și a fost aproape de două ori mai rapidă decât cea a Angliei.
Numărul de negri înrobiți și liberi a crescut de la 759.000 (60.000 liberi) la recensământul american din 1790 până la 4.450.000 (11% liber sau 480.000), o creștere cu 580% la recensământul american din 1860. Populația albă a crescut de la 3,2 milioane la 27 de milioane, o creștere cu 1180% din cauza natalității ridicate și datorită a 4,5 milioane de imigranți, marea majoritate din Europa, 70% dintre care au ajuns în anii 1840-1860. Procentul populației negre a mers de la 19,3% la 14,1%, după cum urmează: 1790: 757.208 .. 19,3% din populație, dintre care 697.681 (92%) sclavi. 1860: 4.441.830 .. 14,1% din populație, dintre care 3.953.731 (89%) sclavi.

### Sclavia în Louisiana franceză
Louisiana a fost fondată ca o colonie franceză. În 1724, oficialii coloniali au pus în aplicare Codul Negrilor⁠(d) al lui Ludovic al XIV-lea, care reglementa comerțul de sclavi și instituția sclaviei în Noua Franță și în coloniile franceze din Caraibe. Aceasta a dus la un specific diferit al sclaviei în Louisiana, cumpărată de SUA în 1803, comparativ cu restul Statelor Unite. După cum a fost redactat, Codul Negrilor dădea sclavilor unele drepturi, inclusiv cel de a se căsători. Deși autoriza și codifica pedeapsele corporale crude împotriva sclavilor în anumite condiții, el interzicea proprietarilor de sclavi să-i tortureze sau să separe cuplurile căsătorite (sau să separe copiii mici de mamele lor). De asemenea, se solicita proprietarilor să instruiască sclavii în credința catolică.
Împreună cu un sistem francez mai permeabil, care permitea anumite drepturi pentru gens de couleur libres⁠(d) (oameni de culoare liberi), care erau adesea născuți din tați albi și concubine de rasă mixtă, un procent mult mai mare de afro-americani din Louisiana erau liberi la recensământul din 1830 (13,2% în Louisiana, comparativ cu 0,8% în Mississippi, a cărui populație era dominată de anglo-americani⁠(d) albi⁠(d)). Cea mai mare parte a „clasei a treia” din Louisiana, de oameni de culoare liberi, situată între francezii născuți autohtoni și masa sclavilor africani, locuiau în New Orleans. Negrii liberi din Louisiana erau adesea alfabetizați și educați, destul de mulți deținând afaceri, proprietăți și chiar sclavi. Deși Codul Negrilor interzicea căsătoriile interrasiale, relațiile de concubinaj interrasiale erau răspândite în cadrul sistemului cunoscut sub numele de Plaçage⁠(d). Copiii de rasă mixtă⁠(d) (creolii de culoare⁠(d)) rezultați din aceste uniuni au fost printre cei din casta socială intermediară a oamenilor de culoare liberi. În schimb, coloniile engleze insistau pe un sistem binar care îi trata pe sclavii mulatri și pe cei negri în egală măsură în fața legii și care îi discrimina în mod egal, pe cei liberi. Dar mulți oameni liberi de origine africană erau de rasă mixtă.
Când SUA au preluat Louisiana, americanii din Sudul protestant au intrat pe teritoriu și au început să își impună normele. Ei au descurajat oficial relațiile interrasiale (deși bărbații albi au continuat să aibă relații cu femei negre, atât sclave, cât și libere). Americanizarea Louisianei a dus treptat la un sistem binar de rasă, care a făcut ca persoanele libere de culoare să-și piardă statutul pe măsură ce erau grupate cu sclavii. Au pierdut anumite drepturi pe măsură ce au ajuns clasificați oficial de către albii americani drept „negri”.

## Epoca revoluționară
După cum s-a exprimat istoricul Christopher L. Brown, sclavia „nu fusese până atunci pe agendă la o manieră serioasă”, dar Revoluția Americană „a obligat-o să devină o chestiune publică din acel moment înainte.”

### Libertatea oferită ca beneficiu de către britanici
| Origini și procentajele africanilor importați în America de Nord Britanică și Louisiana (1700-1820) | Cantitate % (depășește 100%) |
| --------------------------------------------------------------------------------------------------- | ---------------------------- |
| Africa central-vestică (Kongo⁠(d), Mbundu N.⁠(d), Mbundu S.⁠(d)                                        | 26.1                         |
| Golful Biafra⁠(d) (Igbo, Tikar⁠(d), Ibibio⁠(d), Bamileke⁠(d), Bubi⁠(d)                                   | 24.4                         |
| Sierra Leone (Mende⁠(d), Temne)                                                                      | 15.8                         |
| Senegambia⁠(d) (Mandinka⁠(d), Fula, wolof⁠(d)                                                          | 14.5                         |
| Coasta de Aur⁠(d) (Akan, Fon⁠(d)                                                                      | 13.1                         |
| Coasta Windward⁠(d) (Mandé⁠(d), Kru⁠(d)                                                                | 5.2                          |
| Golful Benin⁠(d) (Yoruba⁠(d), Ewe⁠(d), Fon⁠(d), Allada și Mahi⁠(d)                                       | 4.3                          |
| Africa de Sud-Est (Macua⁠(d), Malgașia)                                                              | 1.8                          |

Câțiva sclavi africani au fost păstrați și vânduți în Anglia, dar sclavia din Marea Britanie nu fusese autorizată prin statut acolo. În 1772, a devenit imposibil de aplicat în dreptul comun⁠(d) în Anglia și Țara Galilor printr-o decizie legală⁠(d). Imperiului Britanic a continuat să joace un rol în comerțul internațional cu sclavi până la abolirea comerțului cu sclavi în 1807. Sclavia a înflorit în majoritatea coloniilor britanice, mulți proprietari bogați de sclavi trăind în Anglia și deținând o putere considerabilă.
La începutul anului 1775, Lordul Dunmore⁠(d), guvernator regal⁠(d) al Virginiei și proprietar de sclavi, i-a scris lui Lord Dartmouth⁠(d) despre intenția sa de a elibera sclavii deținuți de patrioți în caz de rebeliune. La 7 noiembrie 1775, Lordul Dunmore a emis Proclamația Lordului Dunmore,⁠(d) care a declarat legea marțială în Virginia și a promis libertatea oricărui sclav al patriotilor americani⁠(d) care își vor părăsi stăpânii și se vor alătura forțelor regale. Cu toate acestea, sclavii deținuți de stăpâni loialiști nu au fost afectați de Proclamația lui Dunmore. Aproximativ 1500 de sclavi deținuți de patrioți au fugit și s-au alăturat forțelor lui Dunmore. Majoritatea au murit de boli înainte să poată lupta. Trei sute dintre acești sclavi eliberați au ajuns oameni liberi în Marea Britanie.
Mulți sclavi s-au folosit chiar de perturbările produse de război pentru a scăpa de pe plantațiile lor și a se face nevăzuți în orașe sau păduri. De exemplu, în Carolina de Sud, aproape 25.000 de sclavi (30% din populația totală de sclavi) au fugit, au migrat sau au murit în timpul războiului. În tot Sudul, pierderile de sclavi au fost mari, multe din cauza evadărilor. Au fugit sclavi și din întreaga Noua Anglie și în mijlocul Atlanticului, mulți alăturându-se britanicilor care ocupaseră New Yorkul.
În ultimele luni ale războiului, britanicii au evacuat 20.000 de eliberați⁠(d) din marile orașe de pe coastă, transportând peste 3.000 pentru relocare în Nova Scotia, unde au fost înregistrați ca loialiști negri și, în cele din urmă, au primit pământ. Pe alții, i-au transportat către insulele din Caraibe, iar pe unii în Anglia. Pe loialiști împreună cu sclavii lor, britanicii i-au transportat în principal în Caraibe, dar pe unii și în Nova Scotia. De exemplu, peste 5.000 de sclavi africani ai loialiștilor au fost transportați în 1782 împreună cu proprietarii lor din Savannah în Jamaica și St. Augustine, Florida (pe atunci controlat încă de Marea Britanie). În mod similar, peste jumătate dintre negrii evacuați în 1782 de la Charleston de către britanici în Indiile de Vest și în Florida erau sclavi deținuți de loialiștii albi.

### Sclavi și negri liberi care au susținut rebeliunea
Rebelii au început și ei să ofere libertatea pentru a-i motiva pe sclavi să lupte de partea lor. Washington a autorizat eliberarea sclavilor care au luptat alături de Armata Continentală americană. În timpul războiului, aproximativ o cincime din armata rebelă din nord era formată din negri. În 1781, baronul Closen, ofițer german⁠(d) din Regimentul francez Royal Deux-Ponts în bătălia de la Yorktown, a estimat că armata americană este compusă în proporție de aproximativ un sfert din negri. Printre acești bărbați se numărau atât foști sclavi, cât și negri liberi. Mii de negri liberi din statele din Nord au luptat în milițiile statelor și în Armata Continentală. În Sud, ambele tabere au oferit libertatea sclavilor care vor presta serviciul militar. Circa 20.000 de sclavi au luptat în Revoluția Americană.

### Nașterea aboliționismului în Statele Unite
În primele două decenii de după Revoluția Americană, legislativele statelor și diferite persoane individuale au întreprins acțiuni pentru eliberarea sclavilor. Statele din Nord au adoptat noi constituții care conțineau formulări despre drepturi egale sau aboleau explicit sclavia; unele state, cum ar fi New York și New Jersey, în care sclavia era mai răspândită, au adoptat până la sfârșitul secolului al XVIII-lea legi prin care se abolea sclavia treptat. În 1804, toate statele din Nord adoptaseră legi de interzicere a sclaviei, fie imediat, fie eșalonat. În New York, ultimii sclavi au fost eliberați în 1827 (moment sărbătorit cu o mare paradă de 4 Iulie). Servitutea datornicilor (sclavie temporară), care fusese larg răspândită în colonii (jumătate din populația Philadelphiei fusese odinioară formată din muncitori datornici), a scăzut dramatic, și până în 1800 dispăruse. Încă mai existau însă muncitori datornici în New Jersey chiar și în 1860. Niciun stat din Sud nu a abolit sclavia, doar câțiva proprietari, individual, destul de mulți, și-au eliberat sclavii prin decizie personală, adesea stipulând manumisiunea în testamente, dar uneori emițând acte oficiale sau cerând decizii judecătorești pentru eliberarea imediată în timpul vieții. Numeroși stăpâni de sclavi care își eliberau sclavii motivau aceasta în documente prin idealurile lor revoluționare; alții își eliberau sclavii ca răsplată promisă pentru serviciul prestat. Numărul de negri liberi ca proporție a populației de negri din Sudul Superior a scăzut de la mai puțin de un procent la aproape 10 procente între 1790 și 1810 ca urmare a acestor acțiuni.
Începând cu 1777, patrioții au interzis importul de sclavi, stat cu stat. Toate statele au acționat pentru a pune capăt comerțului internațional, dar după război comerțul a fost redeschis în Carolina de Sud și Georgia. În 1807, Congresul a acționat după sfatul președintelui Jefferson și a declarat importul de sclavi din străinătate o infracțiune federală, întrucât Constituția permitea, începând cu 1 ianuarie 1808.
În timpul Revoluției Americane și în anii următori, toate statele de la nord de Maryland au făcut pași spre abolirea sclaviei. În 1777, Republica Vermont, care încă nu era recunoscută de Statele Unite, a adoptat o constituție de stat care abolea sclavia. Societatea pentru Abolire din Pennsylvania⁠(d), condusă în parte de Benjamin Franklin, a fost fondată în 1775, iar în 1780, Pennsylvania a început abolirea treptată⁠(d). În 1783, Curtea Judiciară Supremă a Massachusettsului⁠(d) a decis în cazul Commonwealth v.⁠(d) Jennison⁠(d) că sclavia este neconstituțională conform noii constituții⁠(d) a statului, adoptată în 1780. New Hampshire a început emanciparea treptată în 1783, în timp ce Connecticut și Rhode Island au urmat în 1784. New York Manumission Society⁠(d) a fost fondată în 1785 și a fost condusă de John Jay, Alexander Hamilton și Aaron Burr. Statul New York a început emanciparea treptată în 1799, iar New Jersey a urmat în 1804.
Puțin după Revoluție, a fost înființat Teritoriul de Nord-Vest, de către Manasseh Cutler⁠(d) și Rufus Putnam⁠(d) (care fusese genistul-șef al lui George Washington). Atât Cutler cât și Putnam proveneau din New Englandul puritan⁠(d). Puritanii credeau cu tărie că sclavia este greșită din punct de vedere moral. Influența lor asupra chestiunii sclaviei a fost una de durată, și a căpătat un imbold și mai mare datorită Revoluției. Teritoriul de Nord-Vest (care avea să devină statele Ohio, Michigan, Indiana, Illinois, Wisconsin și o parte din Minnesota) dubla suprafața Statelor Unite, și a fost, de la înființare, în urma insistențelor lui Cutler și Putnam „pământ liber” – fără sclavie. Aceasta avea să se dovedească un aspect crucial câteva decenii mai târziu, în ajunul Războiului Civil.

### Constituția Statelor Unite
Sclavia a fost un subiect de controverse la momentul redactării și aprobării Constituției Statelor Unite. În ea, cuvintele „sclav” și „sclavie” nu apar, deși mai multe dispoziții se referă în mod clar la acest subiect. Constituția nu a interzis sclavia.
Secțiunea 9 a articolului I a interzis guvernului federal să împiedice importul de sclavi, descriși ca „persoane pe care oricare dintre Statele acum existente consideră indicat să le admită”, timp de 20 de ani după ratificarea Constituției (până la 1 ianuarie 1808).
Delegații au aprobat secțiunea 2 a articolului IV⁠(d), care interzicea statelor să elibereze sclavi care au fugit în ele dintr-un alt stat și a cerut restituirea sclavilor la proprietarii lor.

#### Compromisul celor trei cincimi
Într-o secțiune negociată de James Madison din Virginia, secțiunea 2 a articolului I stipula ca „alte persoane” (sclavi) să fie adăugate la totalul populației libere a statului, în proporție de trei cincimi⁠(d) din numărul lor total, la stabilirea populației oficiale a statului în scopul repartizării reprezentării în Congres și în scopul impozitării federale. Acest lucru a întărit în mod disproporționat puterea politică a reprezentanților Sudului, întrucât trei cincimi din populația de sclavi (fără drept de vot) a fost numărată pentru stabilirea numarului de congressmani și de membri ai Colegiului Electoral.

În plus, multe părți ale țării erau legate de economia Sudului. După cum a remarcat istoricul James Oliver Horton, politicienii proeminenți proprietari de sclavi și marile lor culturi agricole din Sud aveau o puternică influență asupra politicii și economiei Statelor Unite. Horton spunea:
din cei 72 de ani de la alegerea lui George Washington până la alegerea lui Abraham Lincoln, în 50 un deținător de sclavi a fost președinte al Statelor Unite și în toată acea perioadă de timp, nimeni nu a fost ales pentru un al doilea mandat dintre cei care nu erau deținători de sclavi.
Această putere excesivă exercitată de statele din Sud în Congres a durat până la Războiul Civil, și a afectat politicile, legislația națională și numirile în funcții publice. Un rezultat a fost că judecătorii numiți la Curtea Supremă erau, și ei, în principal proprietari de sclavi. Elita latidundiarilor a dominat delegațiile din Congres ale statelor din Sud și președinția Statelor Unite pentru aproape 50 de ani.

## 1790–1860

### Comerțul cu sclavi
Constituția SUA a împiedicat guvernul federal să interzică importul de sclavi timp de 20 de ani. Diferite state au adoptat restricții diferite asupra comerțului internațional cu sclavi în acea perioadă; până în 1808, singurul stat care încă permitea importul de sclavi africani era Carolina de Sud. După 1808, importul legal de sclavi a încetat, deși a existat contrabandă ilegală prin Florida Spaniolă⁠(d) aflată în anarhie și spre vest pe coasta Golfului aflată în dispută.:48–49:138 Această rută a fost practic închisă după ce Florida a devenit teritoriu SUA în 1821.
Importului de sclavi din străinătate a fost înlocuit prin creșterea producției interne. Virginia și Maryland nu aveau multe noi dezvoltări agricole, iar nevoia lor de sclavi era în cea mai mare parte pentru înlocuirea celor decedați. Reproducerea normală a furnizat mai mult decât era nevoie: Virginia și Maryland aveau surplusuri de sclavi. Fermele lor de tutun erau „uzate”, iar clima nu era potrivită pentru bumbac sau trestie de zahăr. Excedentul era și mai mare deoarece sclavii erau încurajați să se reproducă⁠(d) (deși nu se puteau căsători). Supremațistul alb din Virginia Thomas Roderick Dew⁠(d) scria în 1832 că Virginia este un „stat care crește negri”; adică Virginia „producea” sclavi. :2 Potrivit acestuia, Virginia exporta în 1832 „peste 6000 de sclavi” pe an, „o sursă de bogăție pentru Virginia”. :198 Un alt autor avansa în 1836 cifra de 40.000, iar câștigurile pentru Virginia le evalua la aproximativ 24.000.000 de dolari pe an.:201 Cererea de sclavi era cea mai puternică în ceea ce era atunci sud-vestul țării: Alabama, Mississippi și Louisiana, iar mai târziu Texas, Arkansas și Missouri. Aici exista teren abundent, potrivit pentru agricultura de plantație, pe care tinerii cu ceva capital au și pus-o în practică. Aceasta era expansiunea populației albe, cu bani: bărbați mai tineri care își căutau averea.
Cea mai valoroasă cultură care putea fi cultivată pe o plantație în acel climat era bumbacul. Acea cultură era intensivă ca forță de muncă, iar muncitorii cei mai ieftini erau sclavii. Cererea de sclavi a depășit oferta în sud-vest; prin urmare, sclavii, niciodată ieftini dacă erau productivi, se vindeau scump. După cum se descrie în Coliba unchiului Tom (coliba „originară” era în Maryland), „vânzarea înspre Sud” era foarte temută. Un exemplu recent publicat (2018) al practicii „vânzării în Sud” este vânzarea din 1838⁠(d) de către iezuiți a 272 de sclavi din Maryland, către plantații din Louisiana, în beneficiul Universității Georgetown, care „își datorează existența” acestei tranzacții.
Cererea a primit răspuns din partea negustorilor, între care John Armfield⁠(d) și unchiul său Isaac Franklin⁠(d), care aveau „reputația că au câștigat peste jumătate de milion de dolari (la valoarea din secolul al XIX-lea)” din comerțul cu sclavi. Înființarea unui birou în ceea ce era atunci Districtul Columbia, centru regional al comerțului cu sclavi, în Alexandria, „un port major de tranzacționare a sclavilor de mai bine de un secol”,  cei doi  s-au angajat în afaceri în 1828 cumpărând sclavi din Nord și vânzându-i în Sud:
Această casă de pe strada Duke găzduiește Muzeul Freedom House, cu exponate despre comerțul cu sclavi și viața sclavilor.
Armfield a rămas în Alexandria să facă achizițiile, cu agenți în Richmond și Warrenton, Virginia⁠(d) și Baltimore, Frederick⁠(d) și Easton, Maryland⁠(d) (pe țărmul estic⁠(d) al Marylandului, aproape de Delaware). Franklin se ocupa de vânzările în New Orleans și Natchez, Mississippi, cu birouri în St. Francisville⁠(d) și Vidalia, Louisiana⁠(d). Parteneriatul lor a crescut până la punctul în care, atunci când a fost dizolvat în 1836 și afacerea s-a vândut, ei dețineau șase nave al căror unic scop era transportul de sclavi, și care făceau curse lunare și apoi bisăptămânale. (Pe drumul de întoarcere, navele transportau produse agricole.) Una dintre aceste nave, Isaac Franklin, a fost construită special pentru ei.
Situl din Alexandria al lui Franklin și Armfield a fost vizitat de diverși aboliționiști, care au lăsat descrieri detaliate ale acestuia. Aceștia sunt de acord cu faptul că Armfield, spre deosebire de Robert Lumpkin⁠(d), printre alții, era cel mai scrupulos dintre principalii negustori de sclavi. El nu achiziționa niciodată cu bună știință sclavi răpiți sau oameni eliberați, iar sclavii lui erau relativ bine tratați cât timp erau în proprietatea lui, cel puțin pe timpul șederii în spațiul din strada Duke. Sclavii păreau să fie de acord cu această imagine relativ pozitivă, cerând ca, dacă vor fi vânduți, să fie vânduți către Armfield. Cu toate acestea, Armfield a luat frecvent copii de la părinți și i-a vândut în Sud.

### „Fancy ladies”
În Statele Unite, la începutul secolului al XIX-lea, proprietarii sclavelor le puteau folosi în mod liber și legal ca obiecte sexuale⁠(d). Aceasta urma după utilizarea liberă a femeilor sclave pe navele de transport de sclavi de către echipajele acestora.:83 „Deținătorul de sclavi are în putere să încalce castitatea sclavilor săi. Și nu puțini sunt suficient de animalici pentru a-și exercita o asemenea putere. Prin urmare, se întâmplă că, în unele familii, este dificil să se distingă copiii liberi de sclavi. Uneori se întâmplă faptul că cea mai mare parte a propriilor copii ai stăpânului se nasc nu din soția sa, ci din soțiile și fiicele sclavilor săi, pe care nu doar că le-a înrobit, ci le-a și prostituat”. :38 „Acest viciu, această urâciune a societății, a devenit deja atât de obișnuită, încât abia dacă este considerată o rușine”.
„Fancy” era cuvântul de cod care indica faptul că fata sau tânăra era potrivită sau instruită pentru uz sexual.:56 În unele cazuri, chiar și copiii erau maltratați în acest mod. Este documentată vânzarea unei tinere de 13 ani „aproape o fancy”. Zephaniah Kingsley, Jr.⁠(d), și-a cumpărat soția când ea avea 13 ani. :191
Mai mult, femeile sclave care aveau vârsta suficientă pentru a avea copii erau încurajate să procreeze, ceea ce le sporea valoarea de sclave, deoarece copiii lor aveau să furnizeze în cele din urmă forță de muncă sau să fie vânduți, îmbogățind proprietarii. Femeile sclave erau uneori tratate medical pentru a le permite sau a le încuraja fertilitatea. Variațiile de culoare ale pielii găsite în Statele Unite sunt o dovadă a cât de des erau femeile negre lăsate însărcinate de albi.:78–79 De exemplu, la recensământul din 1850, 75,4% din „negrii liberi” din Florida erau descriși ca mulatri, de rasă mixtă.:2 Cu toate acestea, abia foarte recent, cu studii pe ADN, se poate furniza vreun număr cert, iar cercetările sunt abia la început. Fetele cu pielea mai deschisă, care contrastau cu muncitoarele mai negre de pe câmp, erau preferate.
Utilizarea sexuală a sclavilor negri de către proprietarii de sclavi sau de către cei care puteau cumpăra serviciile temporare ale unui sclav, luau diverse forme. Un proprietar de sclavi sau fiii săi adolescenți puteau merge în zona reședințelor sclavilor de pe plantație și să facă ceea ce doreau, de obicei de față cu ceilalți sclavi sau cu o intimitate minimală. Era obișnuit ca o femeie „de casă” — menajeră, femeie de serviciu, bucătăreasă, spălătoreasă sau bonă — să fie violată de unul sau mai mulți membri ai gospodăriei. În casele de prostituție din toate statele cu sclavi, lucrătoarele erau în mare parte sclave care furnizau servicii sexuale, în beneficiul proprietarilor lor. Exista și un număr mic de femei negre libere care se ocupau de prostituție sau concubinaj, în special în New Orleans.:41
Proprietarii de sclavi care se angajau în activități sexuale cu femei sclave „erau deseori elita comunității. Nu aveau mare nevoie să se îngrijoreze de disprețul public”. Aceste relații „par să fi fost tolerate și, în unele cazuri, chiar acceptate în liniște”. „Femeile din sud ... nu se deranjau de aceasta”.

Fetele tinere cu pielea deschisă erau vândute pe față pentru uz sexual; prețul lor era mult mai mare decât cel al unei muncitoare de câmp.:38, 55  Piețe speciale pentru comerțul cu fete fancy existau în New Orleans :55 și Lexington, Kentucky. Istoricul Philip Shaw descrie o ocazie în care Abraham Lincoln și Allen Gentry au asistat la astfel de vânzări în New Orleans în 1828:
„Gentry își amintea în amănunt o zi la New Orleans când el, împreună cu Lincoln, pe atunci de 19 ani, au ajuns într-un târg de sclavi. Oprindu-se să privească, Gentry și-a amintit că s-a uitat la mâinile lui Lincoln și a văzut că «a strâns pumnii mai mult; rădăcinile degetelor i s-au albit». Oameni în haine negre și cu pălării albe cumpărau oameni pentru muncile câmpului, «negri și urâți», pentru între 500 și 800 de dolari. Apoi începea adevărata oroare: «când a început vânzarea de fancy girls, Lincoln, «neputând să mai suporte», i-a murmurat lui Gentry «Allen, e o rușine. Dacă mă apropii cumva de așa ceva, o să lovesc tare».””
Acele fete care erau „considerate educate și rafinate, erau cumpărate de cei mai bogați clienți, de obicei proprietari de plantații, pentru a deveni tovarășe sexuale personale”. „Exista o mare cerere în New Orleans pentru «fancy girls».”
Problema care se ridica, totuși, frecvent era amenințarea actului sexual între bărbații negri și femeile albe. Așa cum femeile negre erau percepute ca având „o urmă a Africii, care presupunea că incitau la pasiune și dorință sexuală”,:39 bărbații erau percepuți ca sălbatici, incapabili să-și controleze poftele, dacă au ocazia.:212–213
O altă abordare a întrebării a fost oferită de quakerul și deținătorul de plantații din Florida, Zephaniah Kingsley, Jr.⁠(d) El a susținut și a practicat personal amestecul rasial deliberat prin căsătorie, ca parte a soluției propuse de el la problema sclaviei: integrarea rasială, numită în acea vreme „amalgamare⁠(d)”. Într-un tratat⁠(d) din 1829, el afirma că oamenii de rasă mixtă erau mai sănătoși și adesea mai frumoși, că sexul interrasial este igienic, iar sclavia îl făcea convenabil.:190 Datorită acestor opinii, tolerate în Florida spaniolă⁠(d), lui i-a fost imposibil să rămână mult timp în teritoriul Florida și s-a mutat, împreună cu sclavii săi și cu multiplele soții, la o plantație din Haiti (astăzi în Republica Dominicană). Au fost mulți alții care au practicat mai puțin flagrant căsătoriile interrasiale, legale, cu sclave.

### Justificările date în Sud

#### „Un rău necesar”
În secolul al XIX-lea, susținătorii sclaviei apărau adesea instituția ca un „rău necesar”. La acea vreme, existau temeri că emanciparea sclavilor negri va avea consecințe sociale și economice mai dăunătoare decât continuarea sclaviei. La 22 aprilie 1820, Thomas Jefferson, unul dintre părinții fondatori ai Statelor Unite, scria într-o scrisoare către John Holmes că, cu sclavia,
„Ținem lupul de urechi, și nici nu-l putem ține, nici nu-i putem da drumul în siguranță. Într-un taler atârnă dreptatea, și în celălalt autoconservarea.”
Scriitorul și călătorul francez Alexis de Tocqueville, în influenta sa lucrare Despre democrație în America⁠(d) (1835), și-a exprimat opoziția față de sclavie, observând în același timp efectele sale asupra societății americane. El simțea că o societate multirasială fără sclavie este nesustenabilă, întrucât el credea că prejudecățile împotriva negrilor creșteau pe măsură ce li se acordau mai multe drepturi (de exemplu, în statele din nord). El credea că atitudinile albilor din Sud și concentrația populației negre din Sud aduceau populațiile albă și neagră într-o stare de echilibru și reprezentau un pericol pentru ambele rase. Datorită diferențelor rasiale dintre stăpân și sclav, el credea că acesta din urmă nu putea fi emancipat.

Într-o scrisoare adresată președintelui Franklin Pierce, din 27 decembrie 1856, Robert E. Lee scria:
„Sunt, cred eu, în această eră luminată, puțini care nu vor recunoaște că sclavia, ca instituție, este un rău moral și politic. Nu are rost să detaliez dezavantajele ei. Cred că este un rău mai mare pentru omul alb decât pentru rasa de culoare. Deși sentimentele mele sunt puternic apropiate de partea celor din urmă, simpatia mea este mai profund angajată de partea primilor. Negrilor le este cu mult mai bine aici decât în Africa, moral, fizic, și social. Dureroasa disciplină ce li se aplică este necesară pentru instruirea lor mai departe ca rasă, și îi va pregăti, sper eu, pentru lucruri mai bune. Câtă vreme va fi necesară servitutea lor știe și poruncește doar milostiva Providență.”

#### „Un bine pozitiv”
Cu toate acestea, pe măsură ce agitația mișcării aboliționiste creștea și zona dezvoltată pentru plantații se extindea, apologia sclaviei a devenit mai slabă în Sud. Liderii au descris apoi sclavia ca pe o schemă benefică de management al muncii. John C. Calhoun, într-un faimos discurs din Senat din 1837, a declarat că sclavia era „în loc de un rău, un bine — un bine pozitiv”. Calhoun și-a susținut punctul de vedere cu următorul raționament: în fiecare societate civilizată, o porțiune a comunității trebuie să trăiască din munca alteia; învățarea, știința și artele sunt construite pe baza timpul liber; sclavului african, tratat cu amabilitate de stăpânul și stăpâna lui și îngrijit la bătrânețe, îi este mai bine decât muncitorilor liberi din Europa; iar în cadrul sistemului sclavagist, sunt evitate conflictele dintre capital și muncă. Avantajele sclaviei în această privință, concluziona el, „vor deveni din ce în ce mai manifeste, dacă vor fi lăsate netulburate de interferențele din afară, pe măsură ce țara avansează în avere și în număr”.
Ofițerul de armată din Carolina de Sud, plantatorul și directorul feroviar James Gadsden a numit sclavia „o binecuvântare socială”, iar pe abolițiști „cel mai mare blestem al națiunii”. Gadsden s-a pronunțat și în favoarea secesiunii⁠(d) Carolinei de Sud în 1850 și a fost în fruntea eforturilor de a împărți California în două state, unul sclavagist și unul liber.
Alți autori din sud, care au început să descrie sclavia ca un bine pozitiv au fost James Henry Hammond⁠(d) și George Fitzhugh⁠(d). Ei au prezentat mai multe argumente pentru a apăra practica sclaviei în Sud. Hammond, ca și Calhoun, credea că sclavia este necesară pentru a construi restul societății. Într-un discurs adresat Senatului la 4 martie 1858, Hammond și-a dezvoltat „teoria pragului de noroi”, prin care argumenta punctul lui de vedere asupra sclaviei, afirmând: „trebuie să ai și o astfel de clasă, altfel nu ai avea cealaltă clasă care conduce progresul, civilizația și rafinamentul. Constituie pragul de noroi al societății și al guvernării politice; și fără acest prag de noroi, ar fi ca și cum ați construi o casă în aer..." Hammond credea că, în fiecare clasă, un grup trebuie să îndeplinească toate îndatoririle minore, deoarece fără ele liderii din societate nu ar putea progresa. El a susținut că muncitorii angajați din nord erau și ei sclavi: „Diferența ... este că sclavii noștri sunt angajați pe viață și bine compensați; nu există înfometare, cerșetorie, lipsă de muncă", în timp ce cei din nord trebuia să-și caute un loc de muncă. 
George Fitzhugh se folosea de aserțiuni despre superioritatea albilor pentru a justifica sclavia, scriind că „negrul este doar un copil mare și trebuie guvernat ca un copil”. În Legea universală a sclaviei, Fitzhugh susținea că sclavia oferă tot ceea ce este necesar pentru viață și că sclavul nu poate supraviețui într-o lume liberă, deoarece este leneș și nu poate concura cu rasa albă europeană inteligentă. El afirma că „sclavii negri din Sud sunt cei mai fericiți și, într-un anumit sens, cei mai liberi oameni din lume”. Fără Sud, „el (sclavul) ar deveni o povară nesuferită pentru societate” și „societatea are dreptul să împiedice acest lucru și poate face acest lucru doar supunându-l sclaviei domestice”. 
La 21 martie 1861, Alexander Stephens⁠(d), vicepreședintele Confederației, a ținut discursul „pietrei de temelie”⁠(d). El a explicat diferențele dintre Constituția Statelor Confederate⁠(d) și Constituția Statelor Unite, a prezentat cauza Războiului Civil American, așa cum o vedea el, și a apărat sclavia:
Noua Constituție a domolit pe vecie toate întrebările agitatoare despre deosebitele noastre instituții – sclavia africanilor, așa cum există ea între noi – statutul cuvenit al negrilor în forma noastră de civilizație. Aceasta a fost cauza imediată a recentei rupturi și a actualei revoluții. Jefferson, în prezicerea sa, anticipase aceasta, ca «piatra pe care se va spinteca vechea Uniune”. Avea dreptate. Ce el doar bănuia, acum este fapt împlinit. Dar dacă el înțelesese pe deplin marele adevări pe care stătea și stă acea piatră, nu se știe. Ideile rezistente întreținute de el și de cei mai mulți oameni de stat de la vremea formării vechii Constituții erau că înrobirea africanilor este o încălcare a legilor naturii; că este greșită în principiu, social, moral și politic. Era un rău cu care ei nu știau cum să se confrunte; dar părerea generală a oamenilor acelei vremi era că, într-un fel sau altul, în ordinea Providenței, instituția este una trecătoare și că va dispărea de la sine ... Acele idei, însă, erau fundamental greșite. Ele se sprijineau pe presupunerea egalității raselor. Aceasta a fost o eroare. Era o fundație nisipoasă, iar ideea că un Guvern sprijinit pe ea –   «când a venit furtuna și a bătut vântul, a căzut».

Noul nostru Guvern se sprijină pe ideile exact opuse; fundațiile sale stau, piatra de temelie se sprijină, pe marele adevăr că negrul nu este egalul albului; că sclavia, subordonarea față de rasa superioară, este condiția sa naturală și morală.
Această viziune asupra „rasei” negre era susținută de pseudoștiință. Cercetătorul principal era dr. Samuel A. Cartwright⁠(d), inventatorul bolilor mentale numite „drapetomanie⁠(d)” — dorința unui sclav de a fugi — și disestezie etiopică⁠(d) — „rascalitate”, care se „vindecau” prin biciuire. Asociația Medicală din Louisiana a înființat un comitet, al cărui președinte era el, pentru a investiga „bolile și particularitățile fizice ale rasei negre”. Raportul lor, transmis mai întâi în fața Asociației Medicale într-o adresă, a fost publicat în jurnalul acesteia și apoi retipărit parțial în revista științifică de largă circulație DeBow's Review⁠(d).

#### Propunerile de extindere a sclaviei
Dacă sclavia avea să fie limitată sau nu la statele din Sud care deja o aveau sau dacă trebuia permisă și în noile state formate pe teritoriile achiziției Louisianei și cesiunii mexicane⁠(d), a devenit o problemă majoră în deceniile anilor 1840 și 1850. Printre soluțiile încercate pentru acestă problemă s-au numărat Compromisul din 1850 și perioada Bleeding Kansas.
Relativ cunoscute sunt și propunerile, inclusiv Manifestul Ostend⁠(d), de a anexa Cuba ca stat sclavagist. S-a vorbit și despre crearea de state sclavagiste din Mexic, Nicaragua (afacerea Walker⁠(d)) și din alte teritorii din jurul așa-numitului Cerc de Aur⁠(d). Mai puțin cunoscut astăzi, deși de notorietate la acea vreme, era că sudiștii susținători ai sclaviei:
- vorbeau deschis despre dorința lor de a redeschide comerțul cu sclavi peste Atlantic.
- doreau reintroducerea sclaviei în statele nordice, prin acțiuni federale sau prin modificări constituționale care să facă sclavia legală la nivel național, anulând astfel legile anti-sclavie ale statelor.[129][130] (vezi Compromisul Crittenden⁠(d).)
- spuneau deschis că sclavia nu trebuie să se limiteze în niciun caz la negri, deoarece, în opinia lor, ea este benefică. Muncitorii albi din nord, care dejar ar fi fost „sclavi salariați”, ar fi avut viață mai bună dacă ar fi fost înrobiți.[131]

Aceste idei nu s-au concretizat niciodată, dar i-au alarmat pe cei din Nord și au contribuit la polarizarea crescândă a țării.

### Aboliționismul în Nord
„Sclavia este un vulcan, ale cărui flăcări nu pot fi stinse,  ale cărui ravagii nu pot fi controlate. Deja îi simțim convulsiile, și dacă stăm deoparte și îi privim flăcările, cum se ridică din ce în ce mai sus, fericita noastră republică va fi îngropată în ruină, sub copleștioarele sale energii.”—William Ellsworth⁠(d), avocatul lui Prudence Crandall⁠(d), 1834, :193–194
Începând cu Revoluția și în primele două decenii ale epocii postbelice, toate statele din nord au abolit sclavia. Acestea au fost primele legi aboliționiste din Lumea Atlantică⁠(d). Cu toate acestea, abolirea sclaviei nu însemna neapărat că sclavii existenți devin imediat liberi. În unele state, aceștia au fost obligați să rămână cu foștii lor proprietari în calitate de servitori datornici⁠(d): liberi numai cu numele, dar nu puteau fi vânduți și astfel familiile nu puteau fi despărțite, iar copiii lor se nășteau liberi. Sfârșitul sclaviei nu a venit în statul New York decât pe 4 iulie 1827, când a fost sărbătorită cu o mare paradă. Cu toate acestea, la recensământul din 1830, singurul stat fără sclavi era Vermont. La recensământul din 1840, existau încă sclavi în New Hampshire (1), Rhode Island (5), Connecticut (17), New York (4), Pennsylvania (64), Ohio (3), Indiana (3), Illinois (331), Iowa (16) și Wisconsin (11). În aceste state, nu mai exista niciun sclav la recensământul din 1850.
În Massachusetts, sclavia a fost contestată cu succes în instanță în 1783 într-un proces pentru libertate⁠(d) intentat de Quock Walker⁠(d); el a susținut că sclavia este în contradicție cu noua constituție a statului din 1780, care prevede egalitatea oamenilor. Sclavii eliberați au fost supuși segregării⁠(d) și discriminării rasiale în nord și, în multe cazuri, nu au avut dreptul de vot decât abia după ratificarea celui de al cincisprezecelea amendament în 1870.
Majoritatea statelor din nord au adoptat legislație pentru abolirea treptată a sclaviei, eliberând mai întâi copiii născuți de mame sclave (și obligându-i să-și slujească proprietarii mamei perioade lungi de timp, adesea până la peste 20 de ani, ca tineri adulți). Ultimii foști sclavi din Pennsylvania au fost eliberați în 1847, din Connecticut în 1848 și, deși nici New Hampshire, nici New Jersey nu aveau sclavi la recensământul din 1850, iar New Jersey avea unul singur în recensământul din 1860, sclavia nu a fost niciodată interzisă până la ratificarea celui de al 13-lea amendament în 1865 (iar New Jersey a fost unul dintre ultimele state care l-au ratificat).
Niciunul dintre statele sudice nu a abolit sclavia înainte de 1865, dar nu era neobișnuit ca deținătorii de sclavi individuali din sud să elibereze numeroși sclavi, citând adesea idealuri revoluționare, în testamentele lor. Predicatorii metodiști, quakeri și baptiști călătoreau prin Sud și făceau apel la deținătorii de sclavi să-și elibereze sclavii prin manumisiune, și existau „societăți de manumisiune” în unele state din Sud. Până în 1810, numărul și proporția negrilor liberi în populația Statelor Unite a crescut dramatic. Majoritatea negrilor liberi trăiau în nord, dar chiar și în Sudul superior⁠(d), proporția negrilor liberi a trecut de la mai puțin de un procent din toți negrii la peste 10 procente, chiar dacă numărul total de sclavi a crescut prin importuri.
Prin Ordonanța Nord-Vestului⁠(d) din 1787, adoptată de Congresul Confederației, sclavia a fost interzisă pe teritoriile de la nord-vest de râul Ohio; sclavii existenți nu au fost eliberați timp de ani de zile, deși nu mai puteau fi vânduți. Acesta a fost un compromis. Thomas Jefferson a propus în 1784 să se pună capăt sclaviei în toate teritoriile, însă proiectul său de lege a fost respins în Congres la diferență de un singur vot. Teritoriile de la sud de râul Ohio (și Missouri) autorizaseră sclavia.
Nordiștii predominau în mișcarea către vest în Vestul Mijlociu după Revoluția Americană; pe măsură ce se organizau noi state, ele votau interzicerea sclaviei în constituțiile lor atunci când deveneau state: Ohio în 1803, Indiana în 1816 și Illinois în 1818. Ceea ce s-a dezvoltat a fost un bloc nordic de state libere unite într-o zonă geografică contiguă care împărtășeau în general o cultură anti-sclavie. Excepțiile au fost zonele de-a lungul râului Ohio stabilite de sudiști: porțiunile sudice din Indiana, Ohio și Illinois. Locuitorii din aceste zone împărtășeau în general cultura și atitudinile Sudului. În plus, aceste zone erau dedicate agriculturii mai mult decât partea industrializată din nordul acestor state, iar unii fermieri foloseau munca sclavilor. În Illinois, de exemplu, în timp ce comerțul cu sclavi era interzis, era legal să aduci sclavi din Kentucky în Illinois și să-i folosești acolo, atâta timp cât sclavii plecau din Illinois o zi pe an („în vizită”). Emanciparea sclavilor din nord a dus la creșterea populației de negri liberi din nord, de la câteva sute în anii 1770 la aproape 50.000 până în 1810.

## Agitația împotriva sclaviei

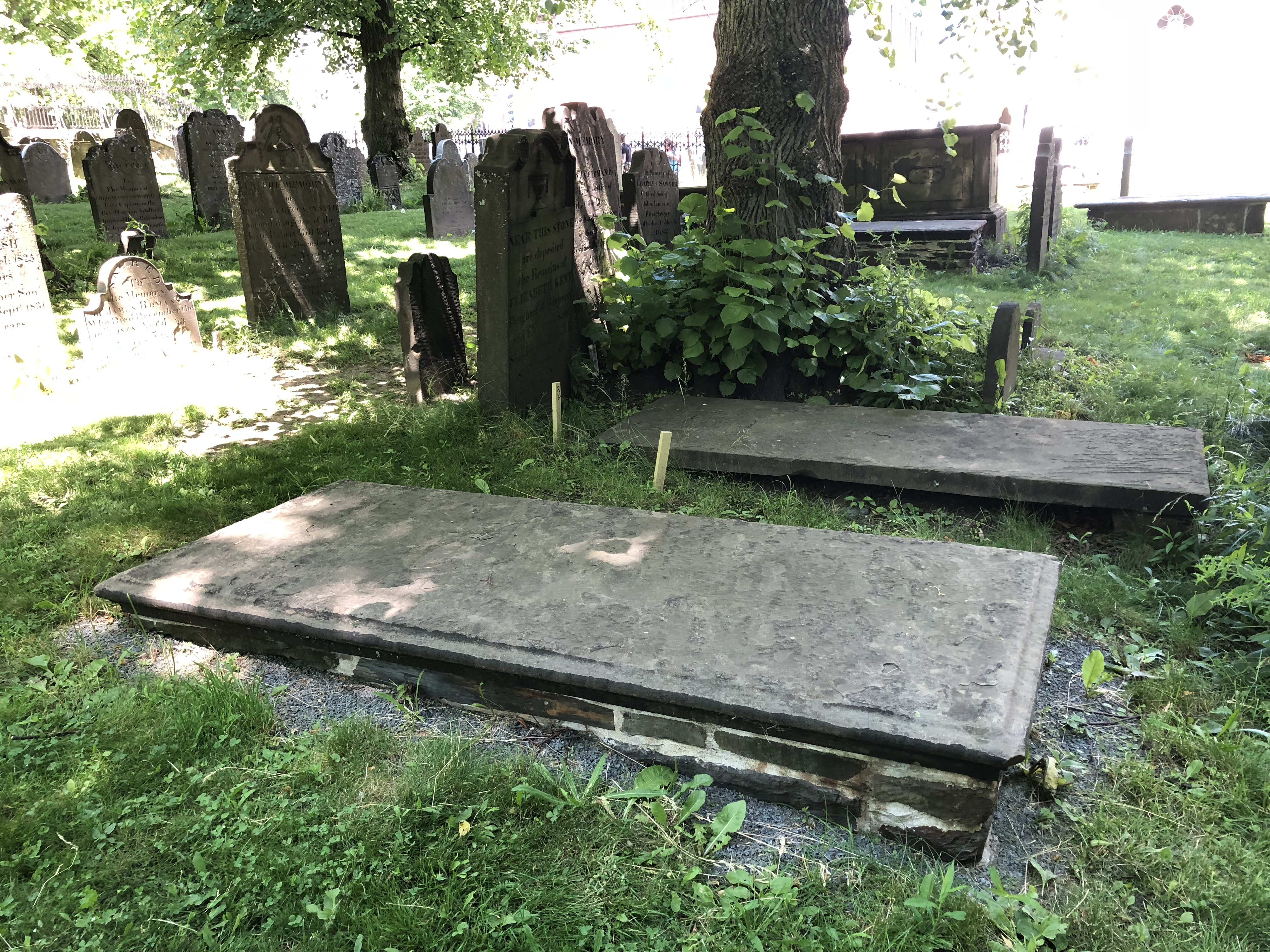
,, Halifax, Nova Scotia

Au existat agitații legale împotriva sclaviei în cele 13 colonii începând din 1752 de către avocatul Benjamin Kent⁠(d), ale cărui cazuri au fost consemnate de unul dintre studenții săi, viitorul președinte John Adams. Kent a reprezentat numeroși sclavi în încercările lor de a-și câștiga libertatea. El s-a ocupat de cazul unui sclav, Pompey, care și-a dat în judecată stăpânul. În 1766, Kent a fost primul avocat din viitoarele State Unite care a câștigat un caz pentru eliberarea unui sclav, Jenny Slew⁠(d). El a mai câștigat un proces în Old County Courthouse⁠(d) pentru un sclav pe nume Ceasar Watson (1771). Kent s-a ocupat și de divorțul lui Lucy Pernam și de procesele de libertate ale lui Rose și Salem Orne.

Simon Legree și unchiul Tom: o scenă din Coliba unchiului Tom (1852), un influent roman aboliționist.

În prima jumătate a secolului al XIX-lea, aboliționismul, o mișcare pentru a pune capăt sclaviei, a crescut în forță; majoritatea societăților și susținătorilor aboliționiști se aflau în Mord. Ei lucrau pentru a crește gradul de conștientizare cu privire la răul sclaviei și pentru a aduna sprijin pentru abolire.
Această luptă a avut loc pe fondul unui sprijin puternic pentru sclavie în rândul sudicilor albi, care profitau foarte mult de pe urma sistemului muncii aservite. Dar sclavia era legată de economia națională; de exemplu, industriile bancare, de transport maritim și de fabricație din New York City aveau toate interese economice puternice în sclavie, la fel ca industriile similare din alte orașe portuare importante din Nord. Fabricile de textile nordice din New York și New England prelucrau bumbacul sudic și fabricau haine pentru a-i îmbrăca pe sclavi. În 1822, jumătate din exporturile din New York erau legate de bumbac.
Deținătorii de sclavi au început să se refere la sclavie drept „instituția particulară” pentru a o diferenția de alte exemple de muncă forțată. Ei o justificau ca fiind mai puțin crudă decât munca liberă din Nord.

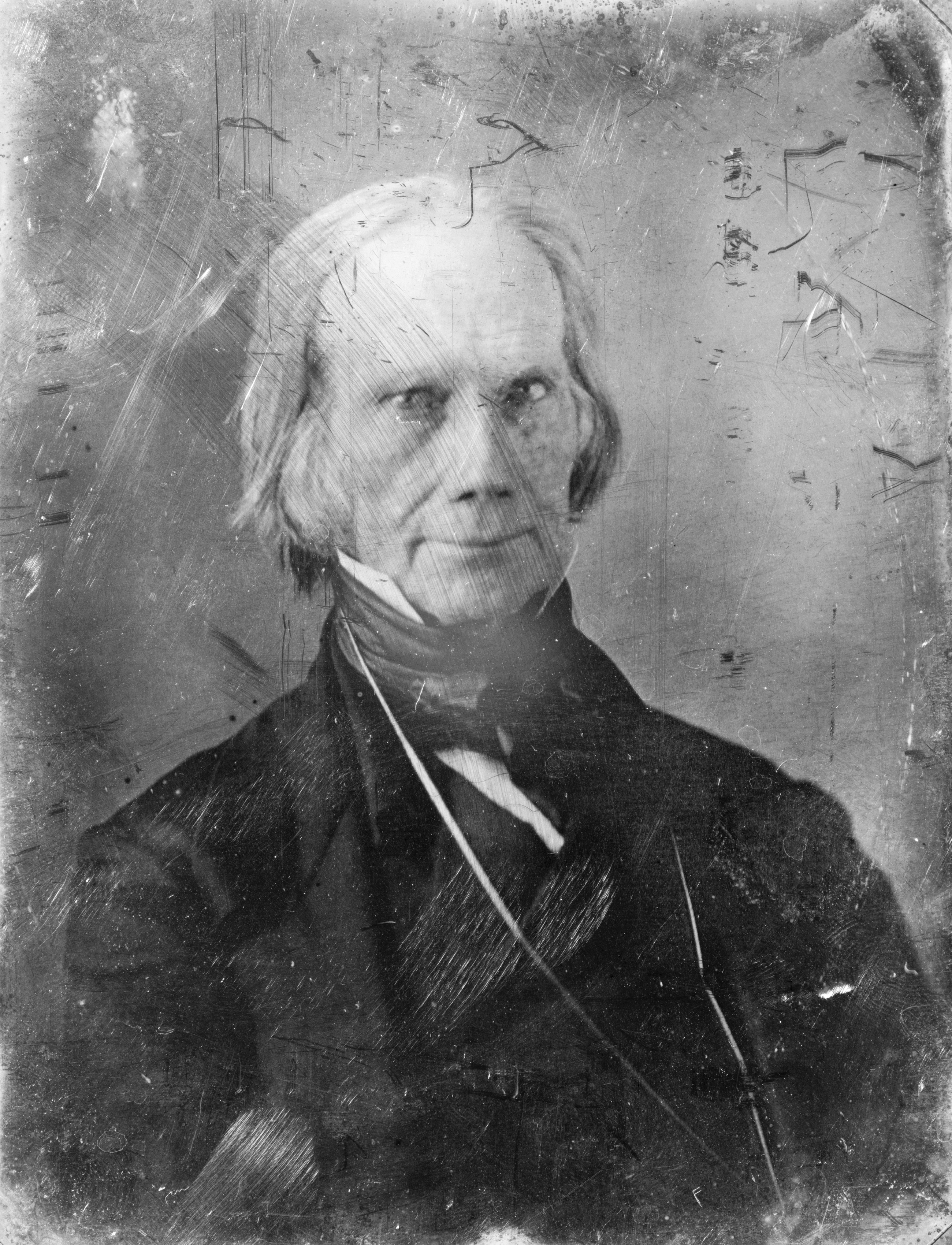
Henry Clay (1777–1852), unul dintre cei trei fondatori ai Societății Americane de Colonizare, care a ajutat negrii liberi să se mute în Africa. Statul Liberia a fost un rezultat al activități lui.

Principalele organisme organizate pentru a susține abolirea și reformele anti-sclavie din Nord au fost Pennsylvania Abolition Society⁠(d) și New York Manumission Society⁠(d). Înainte de anii 1830, grupările anti-sclavie cereau emanciparea treptată. La sfârșitul anilor 1820, sub impulsul evangheliștilor religioși precum Beriah Green⁠(d), a apărut sentimentul că deținerea de sclavi este un păcat și că proprietarul trebuia să se elibereze imediat de acest păcat grav prin emancipare imediată.

### Mișcarea pentru colonizare
La începutul secolului al XIX-lea, s-au înființat alte organizații pentru a acționa asupra viitorului americanilor negri. Unii au pledat pentru îndepărtarea persoanelor negre libere din Statele Unite către locurile în care s-ar bucura de o mai mare libertate; unii au susținut colonizarea⁠(d) în Africa, în timp ce alții susțineau emigrarea, de obicei în Haiti. În anii 1820 și 1830, American Colonization Society⁠(d) (ACS) a fost organizația principală care a implementat „întoarcerea” americanilor negri în Africa. ACS a fost alcătuită în mare parte din quakeri și deținători de sclavi, care au ajuns la un acord fragil în sprijinul a ceea ce a fost numit în mod incorect „repatriere”. În acest moment, majoritatea americanilor negri erau născuți în America și nu doreau să emigreze, spunând că ei nu erau mai africani decât erau americanii albi britanici. Mai degrabă își doreau drepturi depline în Statele Unite, unde familiile lor trăiseră și munciseră de generații.

În 1822, ACS și societățile de stat afiliate au înființat ceea ce va deveni colonia Liberia, în Africa de Vest. ACS a ajutat mii de sclavi eliberați și negri liberi (cu limite stabilite legal) să emigreze acolo din Statele Unite. Mulți albi au considerat acest lucru preferabil emancipării⁠(d) în Statele Unite. Henry Clay, unul dintre fondatori și un proeminent om politic deținător de sclavi din Kentucky, a spus că negrii se confruntă cu
prejudecățile de neînvins rezultate din culoarea lor, nu s-ar putea amalgama niciodată cu albii liberi din această țară. Prin urmare, era de dorit, în ceea ce îi privește, precum și resturile de populație din țară, să fie mutați.
Deportarea ar fi fost și o modalitate de a preveni represaliile împotriva foștilor proprietari de sclavi și a persoanelor albe în general, așa cum s-a întâmplat în masacrul din Haiti⁠(d) din 1804. După 1830, aboliționistul și editorul de ziare William Lloyd Garrison⁠(d) a promovat emanciparea, caracterizând stăpânirea de sclavi drept un păcat personal. El a cerut proprietarilor de sclavi să se pocăiască și să înceapă procesul de emancipare. Poziția sa a sporit iritarea unor sudici, care au arătat lunga istorie a sclaviei în rândul multor culturi. Câțiva aboliționiști, precum John Brown, au favorizat utilizarea forței armate pentru a încuraja răscoale ale sclavilor, așa cum a încercat el să facă la Harper's Ferry⁠(d). Majoritatea aboliționistilor au încercat să atragă sprijinul public pentru a schimba legile și a contesta legile sclaviei. Aboliționiștii erau activi în circuitul de prelegeri din Nord și adesea prezentau sclavi evadați în prezentările lor. Scriitorul și oratorul Frederick Douglass a devenit un important lider aboliționist după ce a scăpat din sclavie. Romanul lui Harriet Beecher Stowe Coliba unchiului Tom (1852) a fost un bestseller internațional și a stârnit sentimentul popular împotriva sclaviei. De asemenea, a provocat publicarea a numeroase romane anti-Tom⁠(d) de către sudici în anii dinaintea Războiului Civil American.

### Interzicerea comerțului internațional
Deși, conform Constituției, Congresul nu putea interzice comerțul cu sclavi de import până în 1808, al treilea Congres a reglementat acest lucru în Legea privind comerțul cu sclavi din 1794⁠(d), care interzicea construcția navelor și echiparea lor pentru comerțul cu sclavi. Legile ulterioare din 1800 și 1803 au încercat să descurajeze comerțul prin limitarea investițiilor în comerțul cu import și interzicerea importului în state care aboliseră sclavia, ceea ce majoritatea statelor din Nord făcuseră până atunci. Legea finală care interzice importul de sclavi⁠(d) a fost adoptată în 1807, și a intrat în vigoare în 1808. Cu toate acestea, importul ilegal de sclavi africani (contrabanda) era ceva obișnuit.
După ce Marea Britanie și Statele Unite au interzis comerțul internațional cu sclavi în 1807, activitățile britanice de suprimare a comerțului cu sclavi au început în 1808 prin eforturi diplomatice și prin formarea Escadrilei Africa de Vest⁠(d) a Marinei Regale. Din 1819, ei au fost ajutați și de forțele marinei americane. Odată cu Tratatul Webster-Ashburton⁠(d) din 1842, relațiile cu Marea Britanie au fost oficializate, iar cele două țări au efectuat împreună blocada Africii cu navele lor.

### Manumisiuni post-revoluționare din Sud
Deși Virginia, Maryland și Delaware erau state sclavagiste, acestea din urmă aveau deja o proporție ridicată de negri liberi la izbucnirea războiului de independență. În urma Revoluției, cele trei legislative au facilitat manumisiunea⁠(d), permițând-o prin act notarial sau prin testament. Pastorii quakeri și metodiști în special i-au îndemnat pe deținătorii de sclavi să-și elibereze sclavii. Numărul și proporția sclavilor eliberați în aceste state au crescut dramatic până în 1810. Mai mult de jumătate din numărul de negri liberi din Statele Unite era concentrat în Sudul Superior. Proporția de negri liberi în rândul populației negre din Sudul Superior a crescut de la mai puțin de 1% în 1792 la mai mult de 10% până în 1810. În Delaware, aproape 75% dintre negri erau liberi până în 1810.
În SUA în ansamblu, până în 1810, numărul de negri liberi a ajuns la 186.446, adică 13,5% din totalul negrilor. După acea perioadă, nu au mai fost eliberați decât puțini sclavi, deoarece dezvoltarea plantațiilor de bumbac⁠(d) cu fibră scurtă în Sudul Profund a condus la creșterea cererii pe piața internă de sclavi și creșterea prețurilor.
Carolina de Sud a îngreunat manumisiunea, făcând obligatorie aprobarea de către legislativul statului pentru fiecare caz de manumisiune. Mai multe state din sud au cerut sclavilor eliberați să părăsească statul în termen de 30 de zile.

### Comerțul intern cu sclavi și migrația forțată

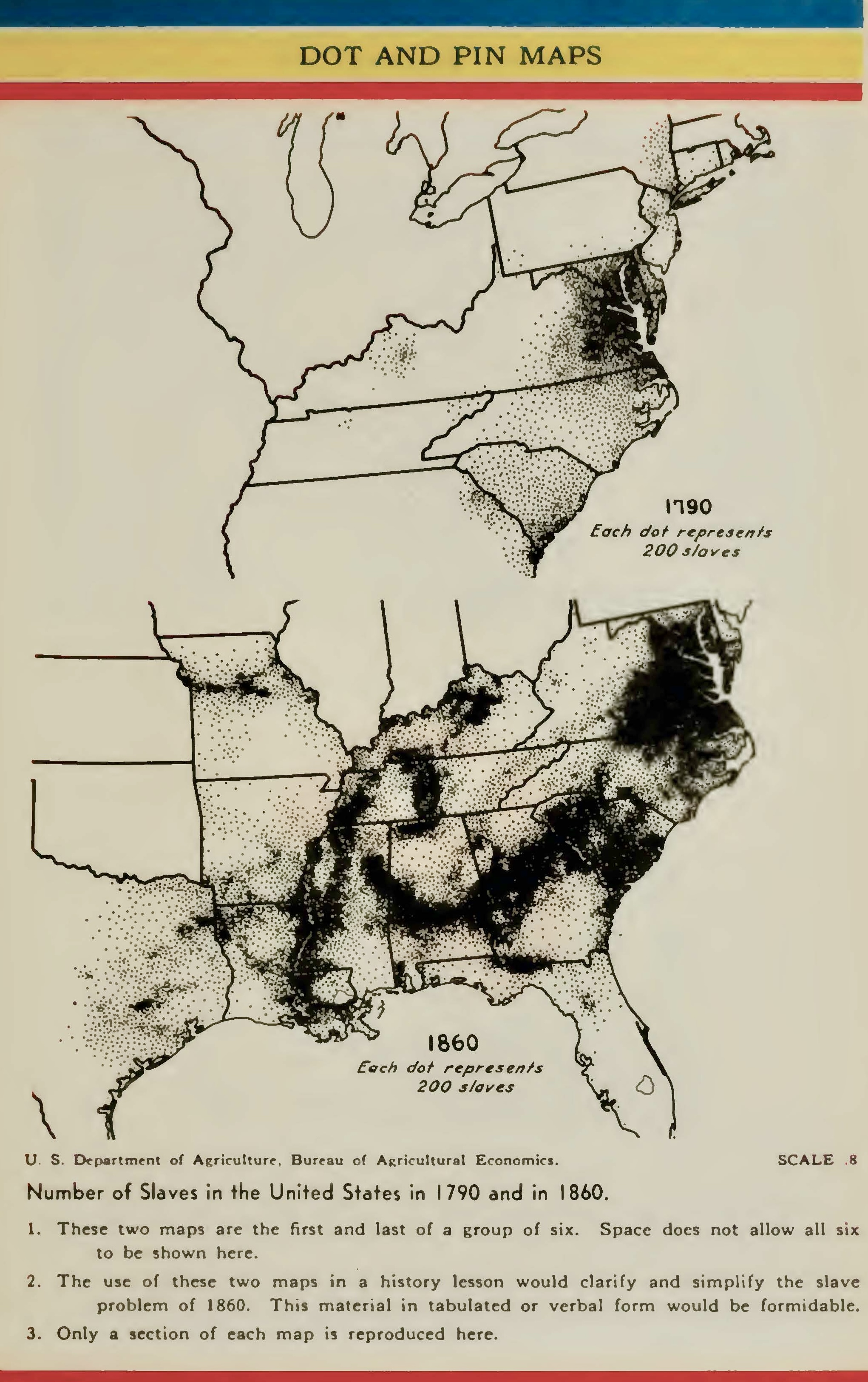
Mișcarea sclavilor între 1790 și 1860

Cererea de bumbac, în creștere pe plan internațional, i-a condus pe mulți proprietari de plantații să se orienteze mai spre vest, în căutarea unor terenuri adecvate. În plus, invenția mașinii de egrenat bumbac⁠(d) în 1793 a permis prelucrarea profitabilă a bumbacului cu fibră scurtă, care putea fi cultivat cu ușurință în zonele înalte. Invenția a revoluționat industria bumbacului, crescând de cincizeci de ori cantitatea de bumbac care putea fi procesată într-o zi. La sfârșitul Războiului din 1812, mai puțin de 300.000 de baloturi de bumbac erau produse la nivel național. Până în 1820 cantitatea de bumbac produsă a crescut la 600.000 de baloți, iar până în 1850 a ajuns la 4.000.000. A existat o creștere explozivă a cultivării bumbacului în Sudul Profund⁠(d) și a crescut foarte mult cererea de forță de muncă pentru a o susține. Drept urmare, manumisiunea a scăzut dramatic în Sud.

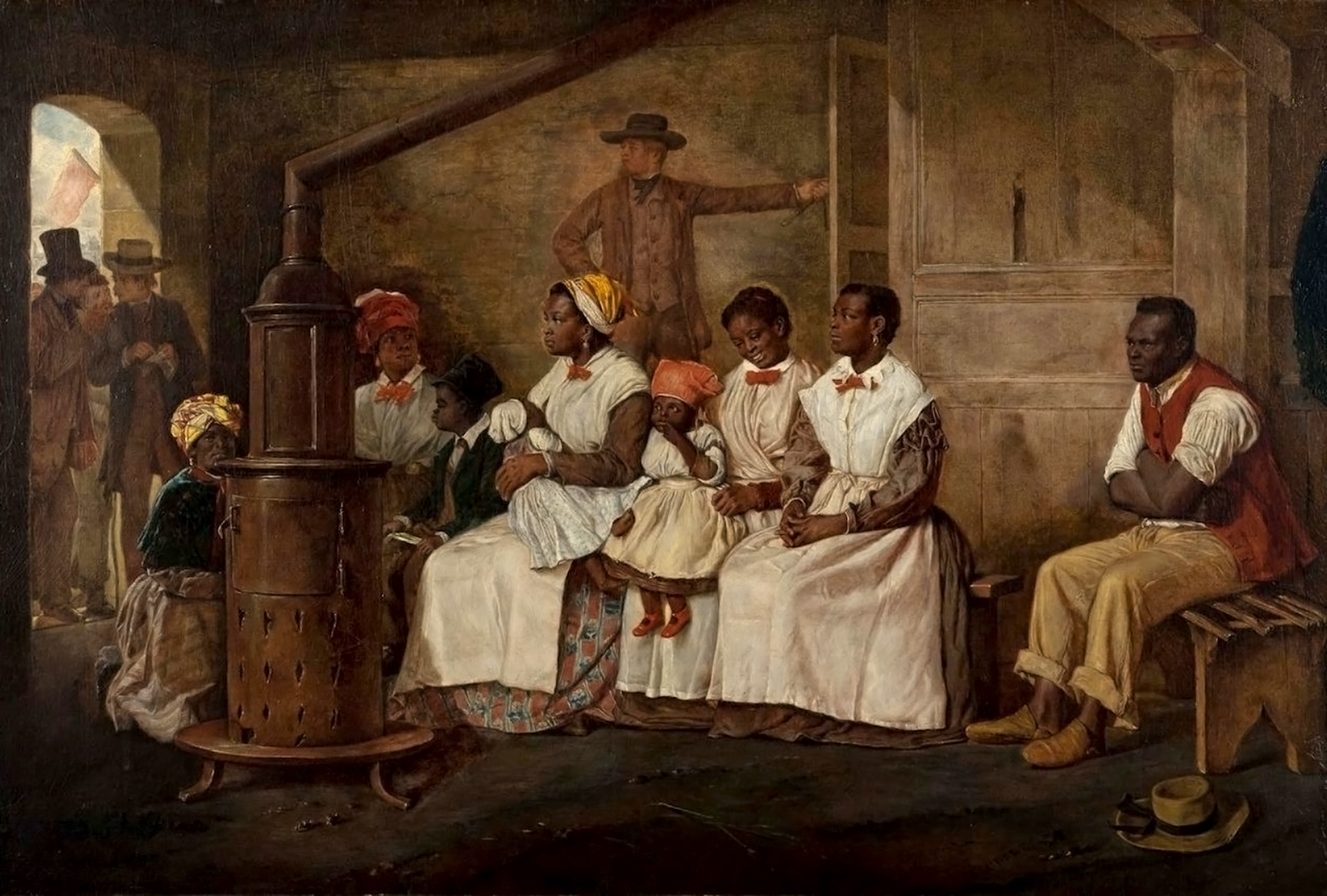
Sclavi care așteaptă vânzarea: Richmond, Virginia. Pictură după o schiță din 1853

Majoritatea sclavilor vânduți din Sudul Superior erau din Maryland, Virginia și Caroline⁠(d), unde schimbările din agricultură scăzuseră necesarul de forță de muncă și cererea de sclavi. Înainte de 1810, destinațiile principale pentru sclavii care erau vânduți erau Kentucky și Tennessee, dar după 1810 Georgia, Alabama, Mississippi, Louisiana și Texas, statele din Sudul Profund, au primit cei mai mulți sclavi. Aici, bumbacul a devenit rege. Kentucky și Tennessee s-au alăturat statelor exportatoare de sclavi.
Până în 1815, comerțul intern cu sclavi devenise o activitate economică majoră în Statele Unite; a durat până în anii 1860. Între 1830 și 1840, aproape 250.000 de sclavi au fost transportați dintr-un stat în altul. În anii 1850 au fost transportați peste 193.000, iar istoricii estimează că aproape un milion în total au participat la migrația forțată a acestui nou Middle Passage. Până în 1860, populația de sclavi din Statele Unite ajunsese la 4 milioane. Din toate cele 1.515.605 de familii libere din cele cincisprezece state sclavagiste în 1860, aproape 400.000 dețineau sclavi (aproximativ una din patru, sau 25%), reprezentând 8% din toate familiile americane.

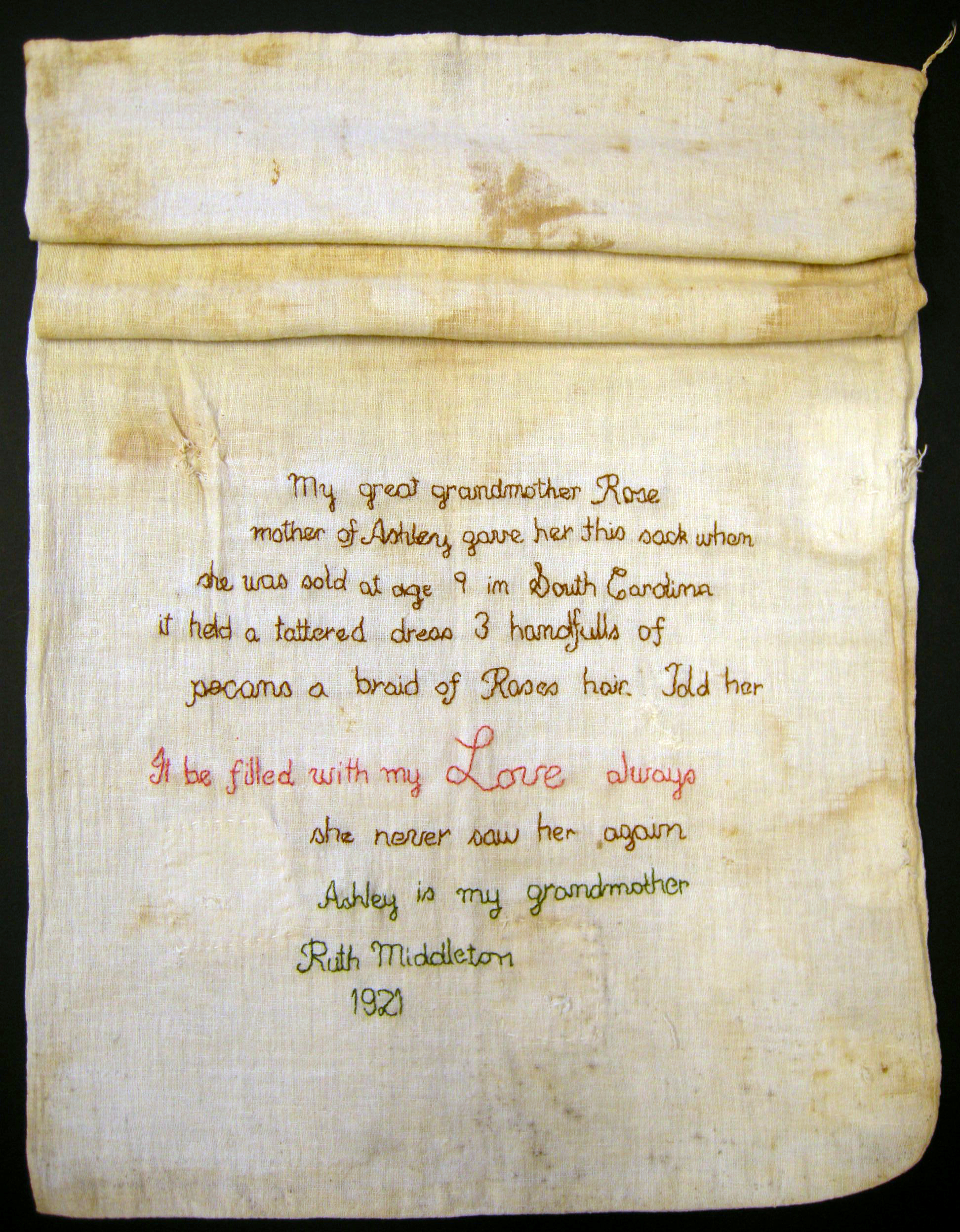
este o pânză care relatează o vânzare de sclavi ce a separat o mamă de fiica ei. Sacul aparținea unei fete de nouă ani, Ashley, care a fost un cadou de despărțire de mama ei, Rose, după ce Ashley fusese vândută. Rose a umplut sacul cu o rochie, o șuviță de păr, pecan și „dragostea mea mereu”

Istoricul Ira Berlin⁠(d) a numit această migrație forțată a sclavilor „a doua trecere mijlocie”, deoarece a produs multe dintre aceleași orori ca și trecerea mijlocie⁠(d) (numele dat transportului de sclavi din Africa în America de Nord). Aceste vânzări de sclavi au despărțit multe familii și au provocat multe greutăți. Caracterizându-l drept „evenimentul central” din viața unui sclav între Revoluția Americană și Războiul Civil, Berlin a scris că, indiferent dacă sclavii erau direct dezrădăcinați sau doar trăiau cu teama că ei sau familiile lor vor fi mutați cu forța, „deportarea în masă i-a traumatizat pe negri, atât pe sclavi, cât și pe cei liberi”. Indivizii și-au pierdut legătura cu familiile și neamurile. Pe lângă practica anterioară a coloniștilor de a combina sclavi din diferite triburi, mulți etnici africani și-au pierdut cunoștințele despre diferitele lor origini tribale din Africa. Majoritatea provin din familii care se aflau în Statele Unite de mai multe generații.
În anii 1840, au fost transportați aproape 300.000 de sclavi, Alabama și Mississippi primind fiecare câte 100.000. În fiecare deceniu dintre 1810 și 1860, cel puțin 100.000 de sclavi au fost mutați din statul lor de origine. În ultimul deceniu înainte de Războiul Civil, au fost mutați 250.000. Michael Tadman a scris în Speculators and Slaves: Masters, Traders, and Slaves in the Old South (1989) că 60–70% din migrațiile interregionale au fost rezultatul vânzării de sclavi. În 1820, un copil din Sudul Superior avea o șansă de 30% să fie vândut mai înspre în sud înainte de 1860. Rata mortalității pentru sclavii care se îndreptau spre noua lor destinație din Sudul Americii era mai mică decât cea suferită de captivii expediați peste Oceanul Atlantic, dar mortalitatea era mai mare decât rata normală a mortalității.
Negustorii de sclavi⁠(d) au transportat două treimi din sclavii care s-au mutat spre vest.  Doar o minoritate s-a mutat împreună cu familiile și cu stăpânul de până atunci. Negustorii de sclavi aveau un interes redus să cumpere sau să transporte familii intacte de sclavi; în primii ani, plantatorii cereau doar sclavi bărbați tineri, necesari pentru munca grea. Mai târziu, în interesul creării unei „forțe de muncă auto-reproductibile”, plantatorii au început să cumpere numere aproximativ egale de bărbați și femei. Berlin scria:
Comerțul intern cu sclavi a devenit cea mai mare industrie din sud, în afara plantațiilor, și probabil cea mai avansată prin folosirea căilor de transport, finanțelor și serviciilor de publicitate moderne. Industria comerțului cu sclavi și-a dezvoltat propriul limbaj unic, ajungând în uzul comun termeni precum „mâini primare, mânji, fete de prăsilă și fancy girls”.
Extinderea comerțului interstatal cu sclavi a contribuit la „revigorarea economică a statelor de pe malul mării, odininoară în criză”, deoarece cererea a mărit valoarea sclavilor care erau supuși vânzării.

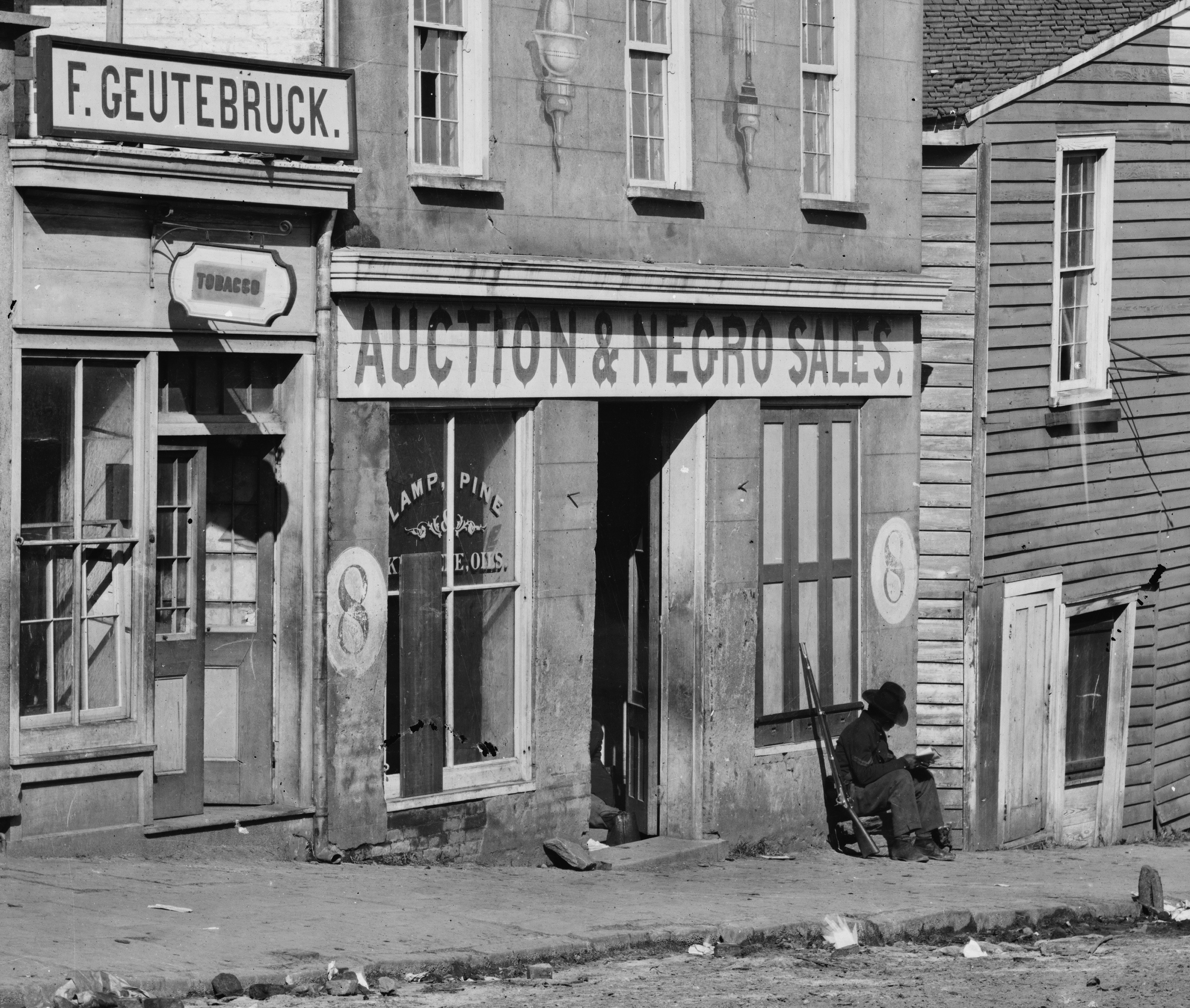
Prăvălia unui negustor de sclavi din Atlanta, Georgia, 1864

Unii negustori și-au mutat „posesiunile” pe mare, ruta de la Norfolk la New Orleans fiind cea mai obișnuită, dar majoritatea sclavilor au fost obligați să meargă pe jos pe uscat. Alții au fost expediați în aval pe fluviu de la piețe precum Louisville pe râul Ohio și Natchez de pe Mississippi. Comercianții au creat rute regulate de migrație deservite de o rețea de țarcuri, curți și depozite de sclavi necesare ca locuințe temporare pentru sclavi. În plus, alți vânzători furnizau haine, alimente și provizii pentru sclavi. Pe măsură ce drumul progresa, unii sclavi erau vânduți și alții noi erau cumpărați. Berlin a concluzionat: „În total, comerțul cu sclavi, cu huburile și centrele sale regionale, cu extensiile și circuitele sale, a ajuns în fiecare colț al societății din Sud. Puțini sudici, negri sau albi, au rămas neafectați.”
Odată ce călătoria se încheia, sclavii se confruntau cu o viață la frontieră semnificativ diferită de majoritatea forței de muncă din Sudul Superior. Îndepărtarea copacilor și desțelenirea câmpurilor virgine era o muncă dură, care lăsa efecte. O combinație de nutriție inadecvată, apă proastă și epuizare atât de pe drum, cât și de muncă, îi slăbea pe sclavii nou-sosiți și producea victime. Noile plantații au fost amplasate la marginile râurilor pentru a facilita transportul și călătoria. Țânțarii și alte probleme de mediu au răspândit boli, care au luat viața multor sclavi. În locurile de unde proveneau, ei dobândiseră doar o imunitate limitată la bolile de câmpie. Rata mortalității a fost atât de mare încât, în primii câțiva ani în care se croia o plantație în sălbăticie, unii plantatori preferau ori de câte ori este posibil să folosească sclavi închiriați, și nu să-i dețină pe ai lor.
Condițiile dure de la frontieră au sporit opoziția sclavilor și i-au determinat pe proprietari și pe supraveghetori să se bazeze pe violență pentru a-i ține sub control. Mulți dintre sclavi erau noi la plantațiile de bumbac și nu erau obișnuiți cu „munca în grup de la răsărit până la apus” solicitată de noua lor viață. Sclavii erau munciți mult mai mult decât atunci când cultivau tutun sau grâu în est. Sclavii aveau mai puțin timp și mai puține ocazii să-și îmbunătățească calitatea vieții, să-și crească propriile animale⁠(d) sau să îngrijească grădini de legume, fie pentru propriul consum, fie pentru comerț, așa cum puteau în est.
În Louisiana⁠(d), coloniștii francezi înființaseră plantați de trestie de zahăr⁠(d) și exportau zahărul ca principal produs agricol. După achiziția Louisianei în 1803, americanii au pătruns în stat și au început și ei să cultive zahăr. Între 1810 și 1830, plantatorii cumpărau sclavi din Nord, iar numărul sclavilor a crescut de la mai puțin de 10.000 la peste 42.000. Plantatorii preferau bărbații tineri, care reprezentau două treimi din achizițiile de sclavi. Trestia de zahăr era și mai solicitantă fizic decât cultivarea bumbacului. Forța de muncă formată din bărbați sclavi, în mare parte tineri și necăsătoriți, făcea ca proprietarii să se bazeze pe o violență „deosebit de sălbatică”. 
New Orleans a devenit important la nivel național ca piață și port de sclavi, deoarece sclavii erau expediați de acolo în susul râului, cu bărcile cu aburi, spre plantațiile de pe fluviul Mississippi; tot acolo se vindeau sclavi care fuseseră expediați în aval de pe piețe precum Louisville. Până în 1840, orașul avea cea mai mare piață de sclavi din America de Nord. A devenit cel mai bogat oraș și al patrulea ca mărime din țară, în special pe baza comerțului cu sclavi și a afacerilor asociate. Sezonul de tranzacționare era din septembrie până în mai, după recoltă.
Negustorii de sclavi erau oameni cu reputație proastă, chiar și în Sud. La alegerile prezidențiale din 1828, candidatul Andrew Jackson a fost puternic criticat de adversari pentru ca era negustor de sclavi care vindea și cumpăra sclavi, sfidând standardele moderne de moralitate.

### Tratamentul

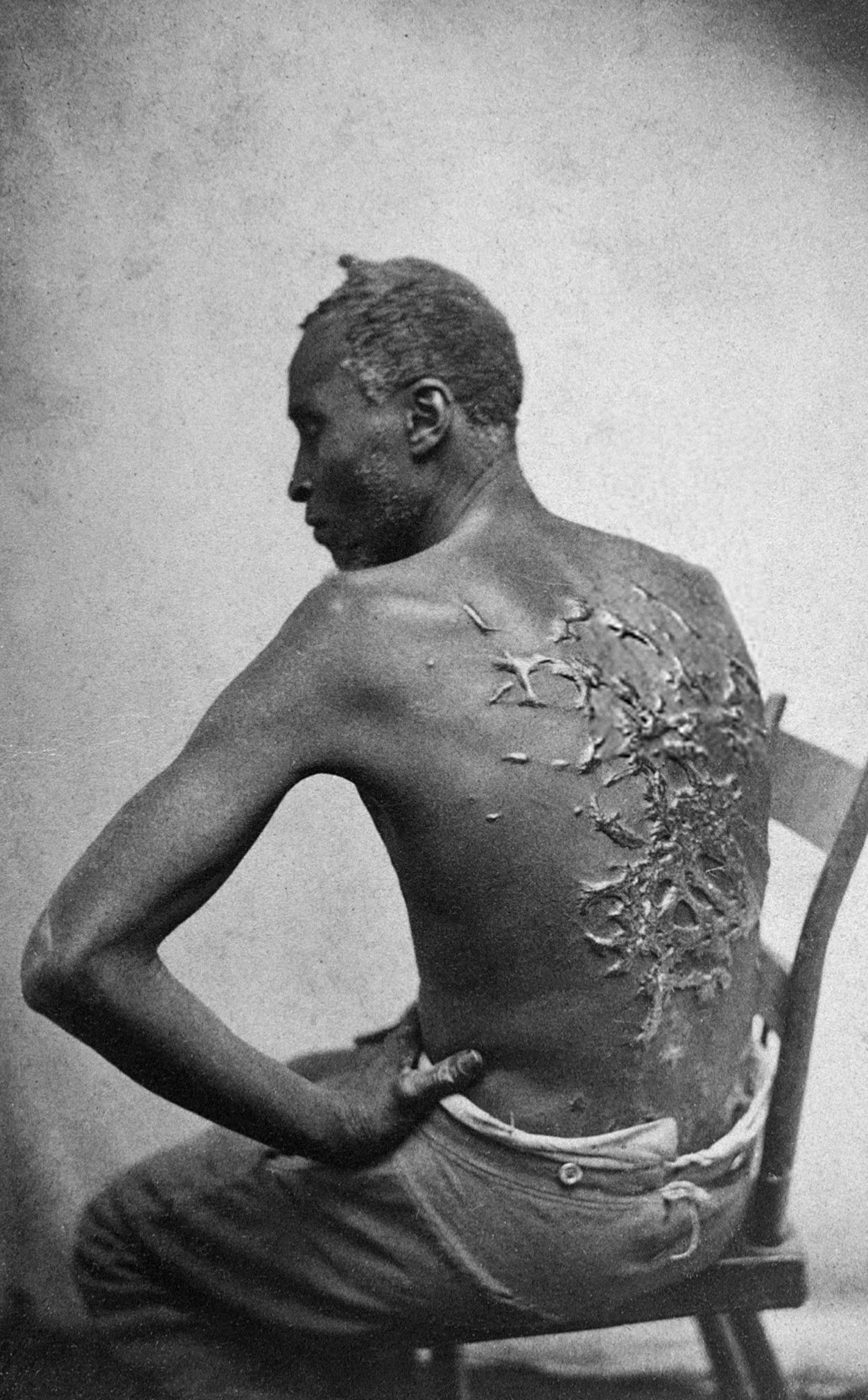
Peter sau, un sclav biciuit, fotografie făcută la Baton Rouge, Louisiana, 1863; supraveghetorul vinovat a fost concediat.

Tratamentul sclavilor din Statele Unite varia foarte mult în funcție de condiții, timp și loc, dar, în general, era brutal, în special pe plantații. Biciuirile și violurile erau de rutină. Relațiile de putere ale sclaviei au corupt mulți albi care aveau autoritate asupra sclavilor, copiii dezvoltându-și de tineri propria cruzime. Stăpânii și supraveghetorii recurgeau la pedepse fizice pentru a-și impune voința. Sclavii erau pedepsiți prin biciuire, încătușare, spânzurare, bătaie, ardere, mutilare, marcare și încarcerare. Pedeapsa era aplicată cel mai adesea pentru neascultare sau simpla bănuială că ar fi comis o infracțiune, dar uneori se făceau și abuzuri, doar pentru a reafirma dominația stăpânului sau supraveghetorului sclavului. Tratamentul era de obicei mai dur pe plantațiile mari, care erau adesea gestionate de supraveghetori și deținute de stăpâni absenți de la fața locului, condiții care permiteau cele mai multe abuzuri.
William Wells Brown, sclav care și-a dobândit libertatea prin fugă, a relatat că pe o plantație, bărbaților sclavi li se cerea să culeagă 80 de livre de bumbac pe zi, în timp ce femeilor li se cerea să culeagă 70 de livre; dacă un sclav nu-și îndeplinea cota, erau bătut cu biciul pentru fiecare livră care îi lipsea. Stâlpul de biciuire stătea lângă cântarele de bumbac. Un bărbat din New York care a participat la o licitație de sclavi la mijlocul secolului al XIX-lea a raportat că cel puțin trei sferturi dintre sclavii bărbați pe care i-a văzut la vânzare aveau cicatrici pe spate de la biciuire. În schimb, familiile mici proprietare de sclavi aveau relații mai strânse între proprietari și sclavi; aceasta a dus uneori la un mediu mai uman, dar aceasta nu se întâmpla chiar întotdeauna.
Istoricul Lawrence M. Friedman⁠(d) scria: „În zece coduri de legi din Sud, maltratarea unui sclav era o infracțiune. … Conform Codului civil al Louisianei din 1825 (art. 192), dacă un stăpân era «condamnat pentru rele tratamente», judecătorul putea dispune vânzarea sclavului maltratat, probabil unui stăpân mai bun.” Stăpânii și supraveghetorii erau însă rareori urmăriți în justiție în temeiul acestor legi. Niciun sclav nu putea depune mărturie în instanțe.
Potrivit lui Adalberto Aguirre, 1.161 de sclavi au fost executați în SUA între anii 1790 și 1850. Execuțiile sumare ale sclavilor nevinovați, precum și ale suspecților, urmau, de obicei, oricărei tentative de rebeliune a sclavilor, deoarece milițiile albe reacționau exagerat cu omoruri pe scară largă, care exprimau frica de rebeliune sau de suspiciunea vreunei rebeliuni.
Deși majoritatea sclavilor aveau vieți foarte limitate în ceea ce privește mișcarea și puterea de decizie, existau excepții de la aproape orice generalizare; de exemplu, au existat și sclavi care aveau o libertate considerabilă în viața lor de zi cu zi: sclavii aveau voie să muncească, contra unei plăți, pentru alți stăpâni, și puteau trăi independent de stăpânul lor în orașe, unii sclavi angajau chiar muncitori albi și unii doctori sclavi tratau pacienți albi din clasa superioară. După 1820, ca răspuns în parte la incapacitatea de a importa noi sclavi din Africa și în parte la criticile aboliționiste, unii proprietari de sclavi au îmbunătățit condițiile de viață ale sclavilor lor, pentru a-i încuraja să fie productivi și pentru a încerca să prevină evadările. Aceasta se înscria într-o abordare paternalistă din epoca antebelică, abordare încurajată de pastorii care încercau să se folosească de creștinism pentru a îmbunătăți tratamentul sclavilor. Deținătorii de sclavi au publicat articole în reviste agricole din sud pentru a împărtăși cele mai bune practici în tratarea și gestionarea sclavilor; intenția lor era să arate că sistemul lor era mai bun decât condițiile de viață ale muncitorilor din industrie din nord.
Îngrijirea medicală pentru sclavi era limitată în termeni de cunoștințe medicale disponibile oricui. În general, serviciile medicale erau furnizate de alți sclavi sau de membrii familiei deținătorilor de sclavi, deși uneori proprietarii chemau „medici de plantație”, ca J. Marion Sims⁠(d), pentru a-și proteja investiția prin tratarea sclavilor bolnavi. Mulți sclavi posedau abilități medicale necesare pentru a se îngriji unul pe altul și foloseau leacuri populare aduse din Africa. Ei au și dezvoltat noi leacuri bazate pe plantele și ierburile americane.
Potrivit lui Andrew Fede, un proprietar putea fi tras la răspundere penală pentru uciderea unui sclav numai dacă sclavul pe care l-a ucis era „complet supus și sub controlul absolut al stăpânului”. De exemplu, în 1791, legislativul din Carolina de Nord definea uciderea intenționată a unui sclav drept crimă, cu excepția cazului în care fapta era săvârșită ca act de rezistență sau sub corecție moderată (adică pedeapsă corporală).
Din cauza relațiilor de putere din cadrul muncii, femeile sclave din Statele Unite⁠(d) erau expuse unui risc ridicat de viol și abuzuri sexuale. Copiii le erau luați în mod repetat și vânduți ca animale de fermă; de obicei nu îi mai vedeau niciodată. Multe sclave au ripostat împotriva atacurilor sexuale, iar unele au murit rezistând. Altele purtau cicatrice psihologice și fizice de la atacuri. Abuzul sexual asupra sclavelor era parțial înrădăcinat într-o cultură patriarhală a Sudului, care trata femeile de culoare ca pe proprietăți sau animale. Cultura Sudului controla cu fermitate relațiile sexuale dintre femeile albe și bărbații de culoare pe presupuse motive de puritate rasială, dar, până la sfârșitul secolului al XVIII-lea, mulți sclavi și copii sclavi de rasă mixtă demonstrau că bărbații albi profitau adesea de femeile sclave. Văduvii bogați plantatori, cum ar fi John Wayles⁠(d) și ginerele său Thomas Jefferson, luau femei sclave drept concubine; fiecare a avut șase copii cu partenera sa: Elizabeth Hemings⁠(d) și, respectiv, fiica ei Sally Hemings⁠(d) (sora vitregă a soției decedate a lui Jefferson). Atât Mary Chesnut⁠(d), cât și Fanny Kemble⁠(d), soții de plantatori, au scris despre această problemă în Sudul antebelic în deceniile dinaintea Războiului Civil. Uneori, plantatorii foloseau sclavi de rasă mixtă ca servitori de casă sau îi preferau ca meșteri pentru că erau copiii lor sau altfel rude de sânge. Ca urmare a secolelor de sclavie și a unor astfel de relații, studiile de ADN au arătat că marea majoritate a afro-americanilor au și ascendență europeană istorică, în general prin linii paterne.

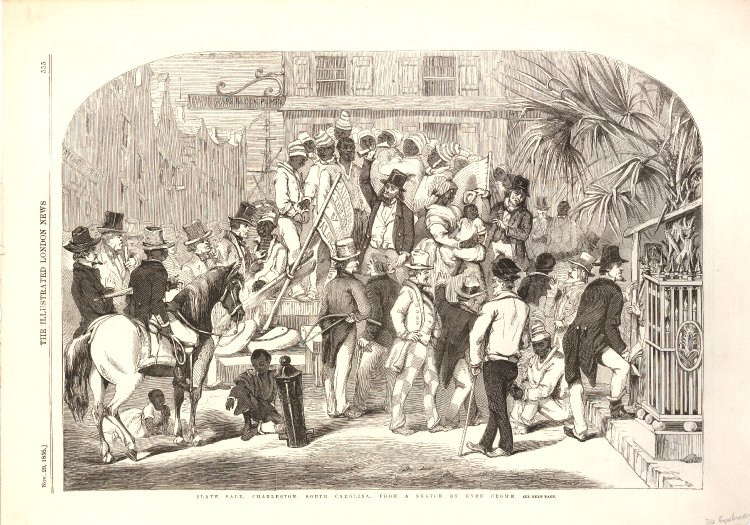
Vânzare de sclavi, Charleston, 1856

Condițiile de viață ale sclavilor erau slabe după standardele moderne, dar Robert Fogel susținea că toți muncitorii, liberi sau sclavi, din prima jumătate a secolului al XIX-lea erau supuși greutăților. Spre deosebire de indivizii liberi, totuși, sclaviu erau mult mai probabil să fie subnutriți, pedepsiți fizic, abuzați sexual sau uciși, fără a avea nicio cale de apărare, legală sau de altă natură, împotriva celor care comiteau aceste crime împotriva lor.

### Codurile sclavilor
Pentru a reglementa relația dintre sclav și proprietar, inclusiv suportul legal pentru păstrarea sclavului ca proprietate, statele au stabilit coduri ale sclavilor⁠(d), majoritatea bazate pe legile existente încă din epoca colonială. Codul Districtului Columbia definea un sclav ca fiind „o ființă umană, care este prin lege privată de libertate pe viață și este proprietatea alteia”.
Fiecare stat avea propriul său cod al sclavilor, însă multe concepte erau comune tuturor statelor sclavagiste. Conform codurilor sclavilor, dintre care unele au fost adoptate ca reacție la rebeliunile sclavilor, era ilegal ca un sclav să fie învățat să citească sau să scrie. Această interdicție era o caracteristică unică sclaviei practicate în SUA, și era motivată de credința că ar reduce riscul ca sclavii să dobândească aspirații care i-ar putea împinge la evadare sau la rebeliune. Avea loc o oarecare educație informală, atunci când copiii albi îi învățau pe tovarășii lor sclavi ceea ce învățau ei la școală; în alte cazuri, sclavii adulți învățau de la muncitorii salariați liberi, mai ales dacă se aflau în orașe, unde era mai multă libertate de mișcare.
În Alabama, sclavilor nu li se permitea să părăsească domeniul stăpânului lor fără acord sau permis scris. Aceasta era o obligativitate comună și în alte state, iar la nivel local erau organizate patrule (cunoscute sclavilor sub numele de pater rollers) care verificau adesea permisele sclavilor ce păreau să se afle departe de plantațiile lor. În Alabama, sclavilor li se interzicea să facă schimb de bunuri între ei. În Virginia, unui sclav nu i se permitea să bea în public pe o rază de o milă de stăpânul său, sau în timpul adunărilor publice. Sclavilor nu le era permis să poarte arme de foc în niciunul dintre statele sclavagiste.
Sclavilor li s-a interzis, în general, prin lege să se asocieze în grupuri, cu excepția slujbelor religioase (un motiv pentru care biserica negrilor⁠(d) este o instituție atât de importantă și în comunitățile moderne de negri). În urma răscoalei lui Nat Turner⁠(d) din 1831, care a stârnit temeri în rândul albilor din tot Sudul, unele state au interzis sau au restricționat adunările religioase ale sclavilor, sau au cerut ca acestea să fie oficiate de albi. Stăpânii de plantații se temeau că întâlnirile de grup ar facilita comunicarea între sclavi, care ar putea duce la rebeliune. Sclavii țineau și unele întâlniri secrete, private, în pădure.
În Ohio, unui sclav eliberat îi era interzis să se întoarcă în statul în care fusese sclav. Alte state din Nord au descurajat stabilirea negrilor liberi în granițele lor. Din teamă de influența negrilor liberi, Virginia și alte state din Sud au adoptat legi prin care cereau negrilor care au fost eliberați să părăsească statul în termen de un an (sau uneori mai puțin timp), cu excepția cazului în care li s-a acordat drept de ședere printr-un act al legislativului.

### Cererea mare și contrabanda

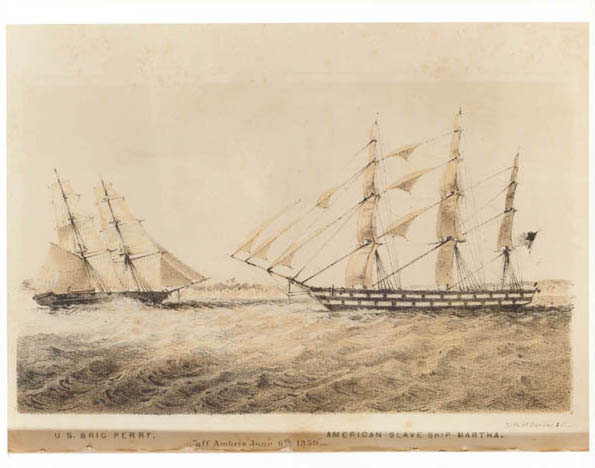
Bricul american ' se confruntă cu nava de sclavi Martha în larg de Ambriz pe

Constituția Statelor Unite, adoptată în 1787, a împiedicat Congresul să interzică complet importul de sclavi până în 1808, deși Congresul l-a reglementat în Legea comerțului cu sclavi din 1794⁠(d) și în legile ulterioare similare din 1800⁠(d) și 1803. În timpul Revoluției și după ea, statele au adoptat individual legi împotriva importului de sclavi. Au făcut notă discordantă statele Georgia și Carolina de Sud, care și-au redeschis comerțul din cauza cererii plantatorilor lor din zona continentală, care dezvoltau noi plantații de bumbac: Georgia din 1800 până la 31 decembrie 1807 și Carolina de Sud din 1804. În acea perioadă, negustorii din Charleston au importat aproximativ 75.000 de sclavi, mai mulți decât au fost aduși în Carolina de Sud în cei 75 de ani dinaintea Revoluției. În Georgia au fost importați aproximativ 30.000.
La 1 ianuarie 1808, când Congresul a interzis importurile ulterioare⁠(d), Carolina de Sud rămăsese singurul stat care încă mai permitea importul de sclavi. Comerțul intern cu sclavi a devenit extrem de profitabil pe măsură ce cererea a crescut odată cu extinderea cultivării bumbacului și trestiei de zahăr în Sudul Profund. Sclavia din Statele Unite a devenit, mai mult sau mai puțin, auto-susținută prin creștere naturală în rândul sclavilor prezenți și descendenților lor.
În ciuda interdicției, importurile de sclavi au continuat prin intermediul contrabandiștilor care aduceau sclavi în ciuda patrulei împotriva comerțului cu sclavi africani a Marinei SUA în Carolina de Sud și pe uscat din Texas și Florida, ambele sub control spaniol.  Congresul a crescut pedeapsa asociată cu importul de sclavi, clasificându-l în 1820 drept act de piraterie, contrabandiștii fiind supuși unor pedepse dure, inclusiv cu moartea. Ca urmare, „este puțin probabil ca mai mult de 10.000 [de sclavi] să fi fost debarcați cu succes în Statele Unite”. Dar, o anumită contrabandă de sclavi în Statele Unite a continuat până chiar înainte de începerea Războiului Civil; exemple sunt navele de sclavi Wanderer⁠(d) și Clotilde⁠(d).

### Războiul din 1812
În timpul Războiului din 1812, comandanții Marinei Regale britanice, care instituise o blocadă, au fost instruiți să ofere libertate sclavilor americani care dezertau, așa cum a făcut-o Coroana în timpul Războiului de Independență. Mii de sclavi evadați⁠(d) au trecut de partea Coroanei împreună cu familiile lor. Bărbații au fost recrutați în Corpul Pușcașilor Marini Coloniali⁠(d) pe insula Tangier⁠(d) din golful Chesapeake, pe care britanicii o ocupaseră. Mulți sclavi americani eliberați au fost recrutați direct în regimentele existente ale Indiilor Occidentale sau în unitățile nou-create ale armatei britanice. Britanicii au mutat mai târziu câteva mii de sclavi eliberați în Nova Scotia, așa cum au făcut-o pentru cei eliberați după Revoluție. Unii dintre primii eliberați au migrat în Sierra Leone la sfârșitul secolului al XVIII-lea, când aceasta a fost înființată drept colonie britanică. Descendenții lor au înființat Muzeul Loialiștilor Negri și website-ul acestuia.
Deținătorii de sclavi, în primul rând din Sud, au suferit considerabile „pierderi de proprietate”, deoarece mii de sclavi au fugit peste linia britanică sau spre vasele britanice pentru libertate, în ciuda dificultăților. Complezența plantatorilor față de „mulțumirea” sclavilor a suferit un șoc când aceștia au văzut că sclavii sunt dispuși să riște atât de mult ca să fie liberi. După aceea, când unii sclavi eliberați au fost stabiliți în Bermuda, proprietari de sclavi precum maiorul Pierce Butler⁠(d) din Carolina de Sud, au încercat să-i convingă să se întoarcă în Statele Unite, fără niciun rezultat.
Americanii au protestat la adresa Regatului Unit pentru că acesta din urmă nu a returnat toți sclavii, cum se angajase prin tratatul de la Gent. După arbitrajul țarului Rusiei, britanicii au plătit despăgubiri în valoare de 1.204.960 de dolari (aproximativ 26.105.104 milioane de dolari la valoarea de astăzi) Washingtonului, care i-a rambursat mai departe proprietarilor de sclavi.

### Religia

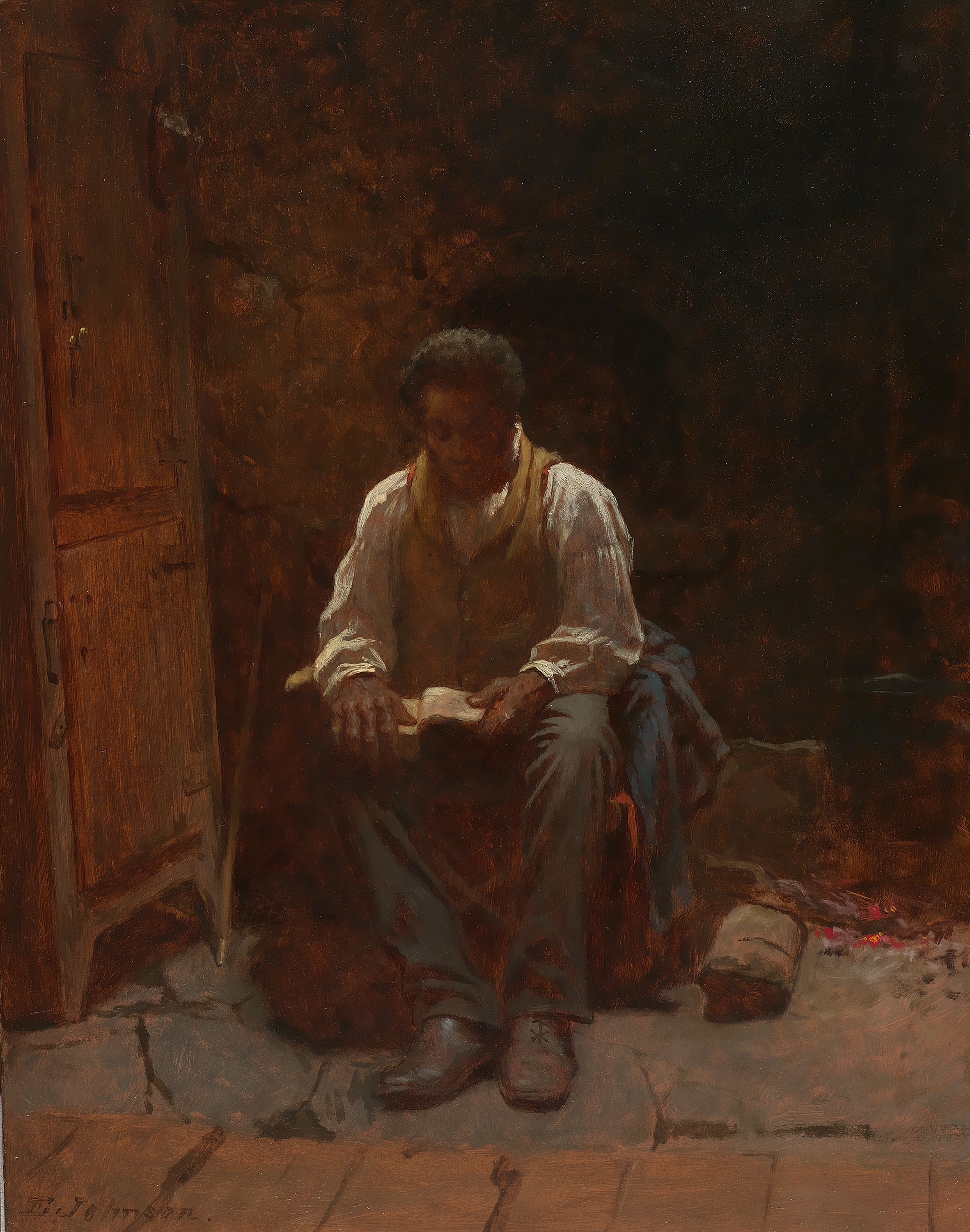
Pictura lui din 1863 „Domnul este păstorul meu”

Înainte de Revoluția Americană, stăpânii și revivaliștii au răspândit creștinismul în comunitățile de sclavi, cu susținerea Societății pentru Propagarea Evangheliei⁠(d). În Prima Mare Deșteptare⁠(d) de la mijlocul secolului al XVIII-lea, baptiștii și metodiștii din New England au predicat un mesaj împotriva sclaviei, i-au încurajat pe stăpâni să-și elibereze sclavii, au creștinat atât sclavi, cât și negri liberi, și le-au dat roluri active în noile congregații. Primele congregații independente ale negrilor au început în Sud înainte de Revoluție, în Carolina de Sud și Georgia.
De-a lungul deceniilor și odată cu creșterea sclaviei în Sud, pastorii baptiști și metodiști și-au schimbat treptat mesajele pentru a se adapta instituției. După 1830, sudiștii albi au susținut compatibilitatea dintre creștinism și sclavie, cu o multitudine de citări atât din Vechiul cât și din Noul Testament. Ei au promovat creștinismul ca o religie ce încurajează la un tratament mai bun al sclavilor și au susținut o abordare paternalistă. În anii 1840 și 1850, problema acceptării sclaviei a împărțit cele mai mari confesiuni religioase ale națiunii (bisericile metodistă⁠(d), baptistă⁠(d) și prezbiteriană⁠(d)) în organizații separate pentru Nord și Sud.
Sclavii din Sud frecventau, în general, bisericile de albi ale stăpânilor lor, unde adesea depășeau numărul congreganților albi. De obicei, le era permis să stea doar în spate sau în balcon. Ei ascultau predicatorii albi, care subliniau obligația sclavilor de a sta la locul lor și recunoșteau identitatea sclavului atât ca persoană, cât și ca proprietate. Predicatorii vorbeau despre responsabilitatea stăpânului și conceptul de tratament patern adecvat, folosind creștinismul pentru a îmbunătăți condițiile sclavilor și pentru a-i trata „drept și corect” (Col. 4:1). Aceasta includea ideea ca stăpânii să aibă stăpânire de sine, să nu aplice pedepse sub mânie, să nu amenințe și, în cele din urmă, să promoveze creștinismul prin exemplu printre sclavii lor.
Sclavii și-au creat însă și propriile practici religioase, întâlnindu-se singuri, fără supravegherea stăpânilor sau preoților lor albi. Plantațiile mai mari, cu grupuri de sclavi în număr de douăzeci sau mai mult, tindeau să fie centre de întâlniri nocturne ale uneia sau mai multor populații de sclavi de pe plantație. Aceste congregații gravitau în jurul câte unui singur predicator, adesea analfabet, cu cunoștințe limitate de teologie, care era ales după evlavia personală și după capacitatea sa de a promova un mediu spiritual. Afro-americanii au dezvoltat o teologie legată de poveștile biblice cu cea mai mare însemnătate pentru ei, inclusiv speranța de eliberare din sclavie prin propriul lor Exod. O moștenire durabilă a acestor congregații secrete este muzica spirituală afro-americană.

### Răscoalele sclavilor

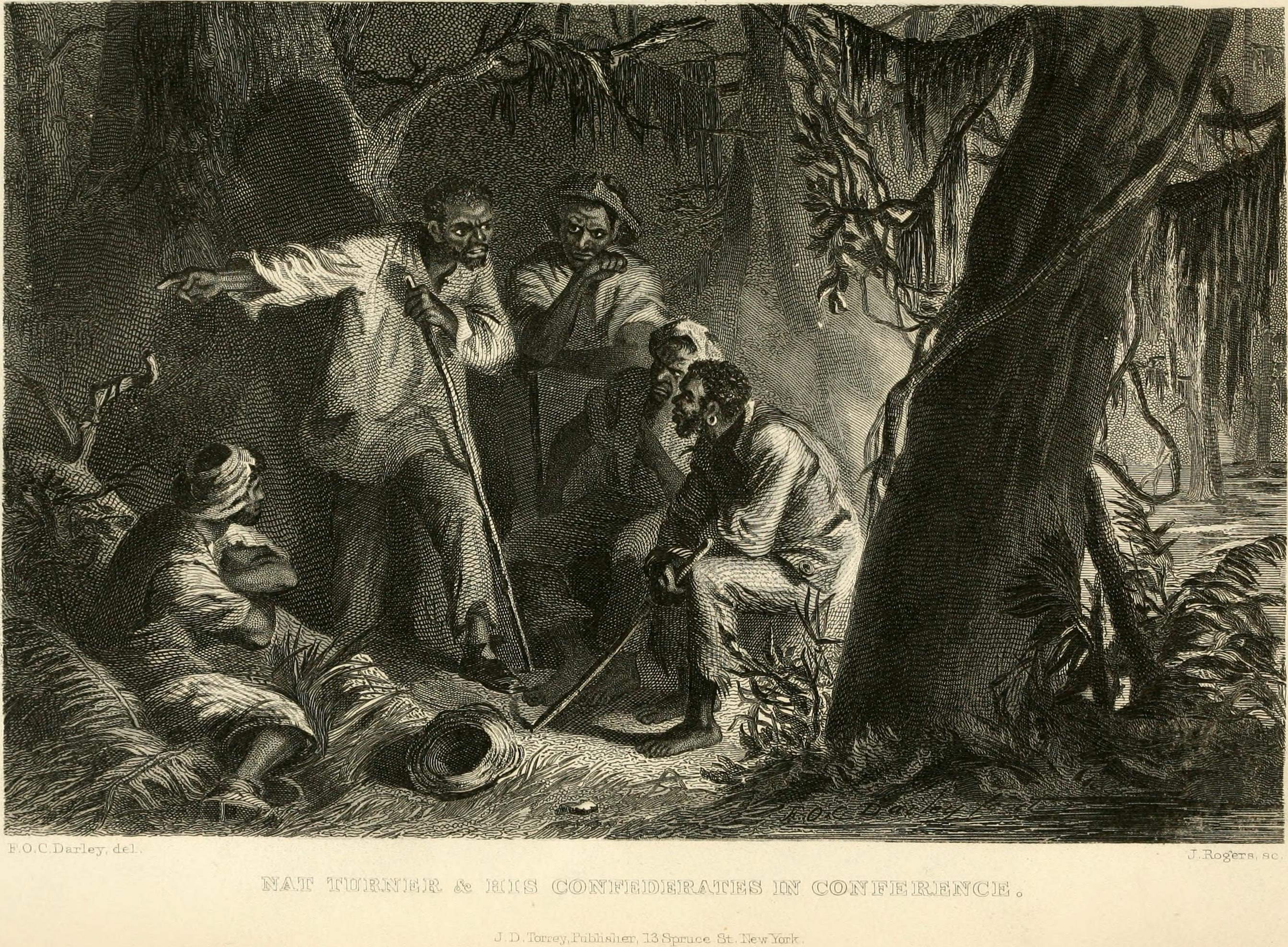
Ilustrație din Istoria conspirațiilor americane o înregistrare a trădării, insurecției, rebeliunii și c., în Statele Unite ale Americii, între 1760 și 1860 (1863)

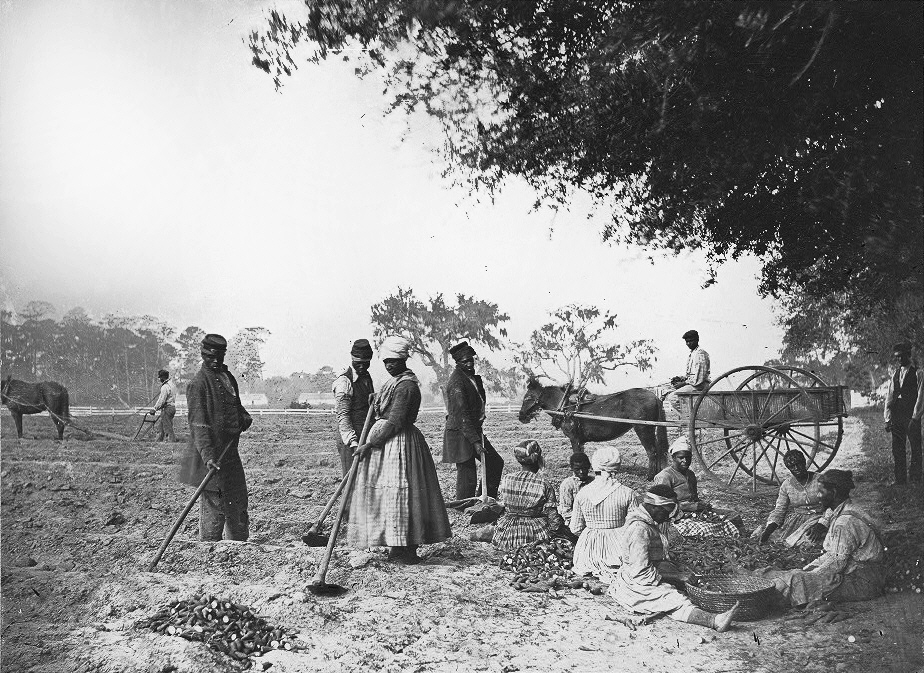
Plantația lui James Hopkinson. Plantarea cartofilor dulci. ca. 1862/63

Potrivit lui Herbert Aptheker, „au existat foarte puține faze ale vieții și istoriei în Sudul antebelic care să nu fi fost în vreun fel influențate de teama sau de izbucnirea efectivă a acțiunii concertate militante a sclavilor”.
Istoricii din secolul al XX-lea au identificat între 250 și 311 de răscale ale sclavilor în istoria SUA și colonială. Printre cele de după 1776 se numără:
- Conspirația lui Gabriel⁠(d) (1800)
- Fuga sclavilor și sinuciderea lor în masă la Igbo Landing⁠(d) (1803)
- Răscoala de la conacul Chatham (1805)
- Răscoala de pe Coasta Germană din 1811⁠(d), (1811) [207]
- Răscoala lui George Boxley⁠(d) (1815)
- Conspirația lui Denmark Vesey⁠(d) (1822)
- Răscala de sclavi a lui Nat Turner⁠(d) (1831)
- Răscoala sclavilor negri seminoli⁠(d) (1835–1838) [208]
- Sechestrarea lui Amistad⁠(d) (1839) [209]
- Cazul Creole⁠(d) (1841)
- Răscoala sclavilor din Națiunea Cherokee din 1842⁠(d)[210]

În 1831, Nat Turner⁠(d), un sclav alfabetizat care pretindea că are viziuni⁠(d) spirituale, a organizat o răscoală a sclavilor⁠(d) în comitatul Southampton, Virginia; acestei răscoale i s-a spus și Insurecția din Southampton. Turner și adepții săi au ucis aproape 60 de locuitori albi, majoritatea femei și copii. Mulți dintre bărbații din zonă participau la un eveniment religios în Carolina de Nord. În cele din urmă, Turner a fost capturat împreună cu alți 17 rebeli, care au fost supuși de miliție. Turner și adepții săi au fost spânzurați, iar trupul lui Turner a fost jupuit⁠(d). Într-o frenezie de frică și răzbunare, miliția a ucis peste 100 de sclavi care nu fuseseră implicați în rebeliune. Plantatorii au biciuit sute de sclavi nevinovați pentru a se asigura că rezistența a fost înăbușită.
Această răscoală a determinat Virginia și alte state sclavagiste să adopte mai multe restricții asupra sclavilor și asupra negrilor liberi, controlându-le mișcările și impunând ca adunările să fie mai bine supravegheate de albi. În 1835, Carolina de Nord a restrâns drepturile negrilor liberi, privându-i de dreptul de vot.

### Legile anti-alfabetizare
O caracteristică unică a sclaviei americane a fost aceea că legislativele din sud au adoptat noi legi pentru a restrânge drepturile deja limitate ale afro-americanilor. De exemplu, Virginia le-a interzis negrilor, liberi sau sclavi, să țină predici religioase, le-a interzis să dețină arme de foc și a interzis oricui să-i învețe pe sclavi sau pe negrii liberi să citească. Erau prevăzute pedepse grele atât pentru elev, cât și pentru profesorii care îi învățau pe sclavi, inclusiv biciuirea sau închisoarea.
Orice adunare de negri în scopul instruirii în citire sau scris, sau în timpul nopții pentru orice scop, este o adunare ilegală. Orice judecător poate emite mandat oricărui oficiu sau oricărei persoane, cerându-i să pătrundă în orice loc unde poate fi o astfel de adunare și să rețină pe orice negru de acolo; iar acel jucător sau oricare altul poate ordona ca un astfel de negru să fie pedepsit cu lovituri.
Contrar acestei practici din Sud, proprietarii de sclavi din Utah erau obligați să-și trimită sclavii la școală. Sclavii negri nu erau obligați să petreacă atât de mult timp la școală precum sclavii indieni.

## Economie

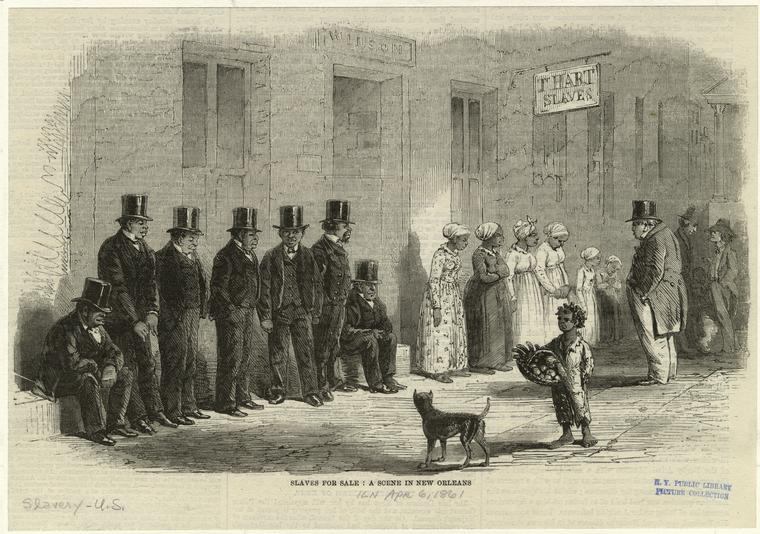
Sclavi de vânzare, scenă din New Orleans, 1861

Din 650.000 de locuitori din New England, în 1770, 15.000 erau sclavi. 35.000 de sclavi trăiau în statele mijlociu-atlantice din 600.000 de locuitori, dintre care 19.000 locuiau la New York, unde reprezentau 11% din populație. Până în 1790, Virginia avea un procent de sclavi în populație de 44% (315.000 într-o populație totală de 750.000 a statului). Era ceva obișnuit în agricultură, cu o prezență mai masivă în Sud – regiunea în care clima era mai propice pentru activități agricole la scară largă. Până în 1790, sclavia din statele din New England fusese abolită în Massachusetts, New Hampshire și Vermont și era în curs de eliminare treptată în Rhode Island și Connecticut. New York a introdus emanciparea treptată în 1799 (și a finalizat-o în 1827). Pennsylvania abolise sclavia încă din timpul Războiului de Independență.
Robert Fogel și Stanley Engerman⁠(d) susțineau, în cartea lor din 1974 intitulată Time on the Cross⁠(d), că rata de rentabilitate⁠(d) a sclaviei la prețul pieței era aproape de 10%, un număr apropiat de investiția în alte active. Tranziția de la slujitorii datornici la sclavi este dată ca argument pentru a arăta că sclavii ofereau profituri mai mari proprietarilor lor. Un consens calificat în rândul istoricilor economiști și economiștilor este că „agricultura pe bază de sclavi era eficientă în comparație cu agricultura liberă. Economiile de scară, managementul eficient și utilizarea intensivă a forței de muncă și a capitalului au făcut ca agricultura pe bază de sclavi practicată în Sud să fie considerabil mai eficientă decât agricultura fără sclavi din aceeași regiune”, și este consensul aproape universal între aceiași specialiști că sclavia nu era „un sistem menținut în mod irațional de către proprietarii de plantații care nu reușeau să perceapă sau care erau indiferenți față interesul lor economic”.
Raportul între prețul sclavilor și cel al servitorilor datornici în perioada antebelică a scăzut. Servitorii datornici au devenit mai scumpi odată cu creșterea cererii de forță de muncă calificată în Anglia. În același timp, aprovizionarea cu sclavi se făcea în cea mai mare parte din interiorul Statelor Unite și, prin urmare, limba nu era o barieră, iar costul transportului de sclavi dintr-un stat în altul era relativ scăzut. Cu toate acestea, ca și în Brazilia⁠(d) și Europa⁠(d), la sfârșitul ei în Statele Unite, sclavia tindea să se concentreze în cele mai sărace regiuni ale Statelor Unite, cu un consens calificat în rândul economiștilor și istoricilor economiști că „perioada modernă de convergență economică a Sudului la nivelul Nordului a început realmente abia atunci când fundamentele instituționale ale pieței regionale a muncii din Sud au fost subminate, în mare parte de legislația federală privind fermele și munca, ce datează din anii 1930.”
În deceniile premergătoare Războiului Civil, populația de negri a Statelor Unite a cunoscut o creștere naturală rapidă. Spre deosebire de comerțul arăbesc de sclavi⁠(d) cu Africa⁠(d), populația de sclavi transportată în comerțul atlantic cu sclavi spre Statele Unite era echilibrată pe sexe. Populația de sclavi s-a înmulțit de aproape patru ori între 1810 și 1860, în ciuda adoptării legii care interzicea importul de sclavi,⁠(d) promulgată de președintele Thomas Jefferson în 1807, prin care se interzicea comerțul internațional cu sclavi. Astfel, consensul universal între economiștii și istoricii moderni ai economiei este că sclavia în Statele Unite nu era „muribundă economic în ajunul Războiului Civil”. În anii 2010, mai mulți istorici, printre care Edward E. Baptist⁠(d), Sven Beckert⁠(d), Walter Johnson⁠(d) și Calvin Schermerhorn, au afirmat că sclavia era parte integrantă din dezvoltarea capitalismului american. Alți istorici economiști⁠(d) au respins această teză.

### Eficiența sclavilor

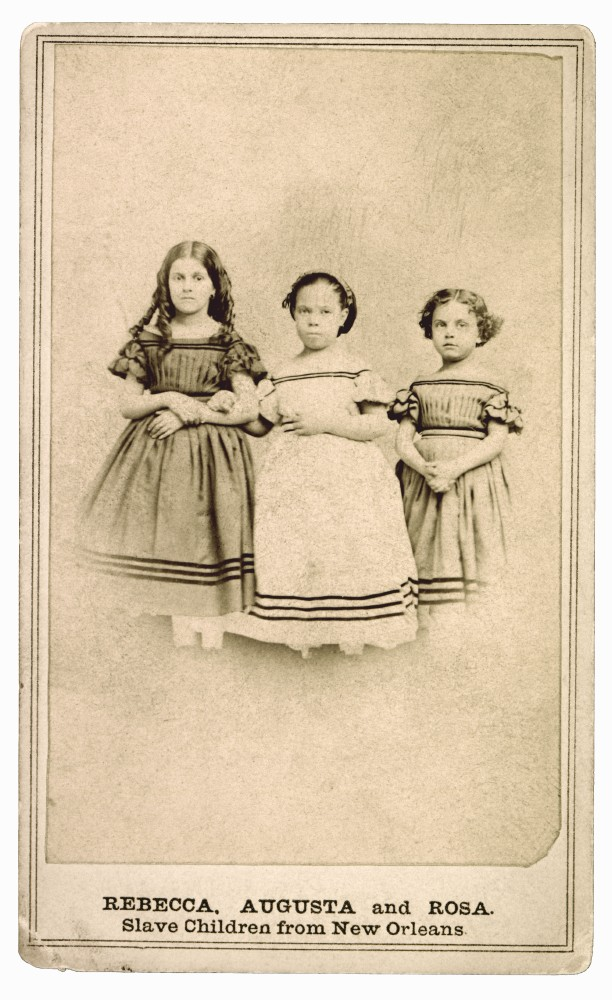
Fetițe sclave de rasă mixtă de ascendență predominant european, New Orleans, 1863.

Specialiștii nu sunt de acord cu privire la modul de cuantificare a eficienței sclaviei. În Time on the Cross, Fogel și Engerman echivalează eficiența cu productivitatea totală a factorilor⁠(d) (TFP) — producția pe unitatea medie de intrare a unei ferme. Folosind această măsurătoare, fermele din Sud cu sclavi negri folosind sistemul pe grupuri⁠(d) erau cu 35% mai eficiente decât fermele din Nord care foloseau forța de muncă salariată. În cadrul sistemului pe grupuri, se organizau grupuri de sclavi care îndeplineau sarcini sincronizate sub vigilența constantă a unui supraveghetor. Fiecare grup era ca o parte a unei mașini. Dacă supraveghetorului i se părea că un sclav sub capacitatea sa, îl putea pedepsi. Fogel susține că acest sistem de pedepse nu era frecvent și că sclavii și muncitorii liberi aveau o calitate similară a vieții; cu toate acestea, există controverse pe acest ultim punct. O critică a viziunii lui Fogel și Engerman a fost publicată de Paul A. David în 1976.
În 1995, un sondaj efectuat aleator între 178 de membri ai Asociației de Istorie Economică⁠(d) a încercat să evalueze opiniile economiștilor și istoricilor economiști în cadrul dezbaterii. Studiul a constatat că 72% dintre economiști și 65% dintre istoricii economiști ar fi, în general, de acord că „agricultura sclavilor era eficientă în comparație cu agricultura liberă. Economiile de scară, managementul eficient și utilizarea intensivă a forței de muncă și a capitalului au făcut ca agricultura pe bază de sclavi din sud să fie considerabil mai eficientă decât agricultura cu muncă liberă din aceeași regiune.” 48% dintre economiști erau de acord fără rezerve, în timp ce 24% erau de acord cu anumite rezerve. Pe de altă parte, 58% dintre istoricii economiști și 42% dintre economiști nu erau de acord cu „afirmația lui Fogel și Engerman conform căreia condițiile materiale (nu psihologice) ale vieții sclavilor se comparau favorabil cu cele ale muncitorilor liberi din industrie în deceniile dinaintea Războiului Civil”.

### Prețul sclavilor
Ținând cont și de inflație, prețurile sclavilor au crescut dramatic în cele șase decenii dinaintea Războiului Civil, reflectând cererea datorată tranzacționării bumbacului, precum și utilizarea sclavilor în transportul naval și în producție. Deși prețurile sclavilor în raport cu servitorii datornici a scăzut, ambele s-au crescut. Producția de bumbac era în creștere și se baza pe folosirea sclavilor pentru a obține profituri mari. Fogel și Engeman au susținut inițial că, dacă Războiul Civil nu ar fi avut loc, prețurile sclavilor ar fi crescut și mai mult, cu o medie de peste 50 la sută până în 1890.:96

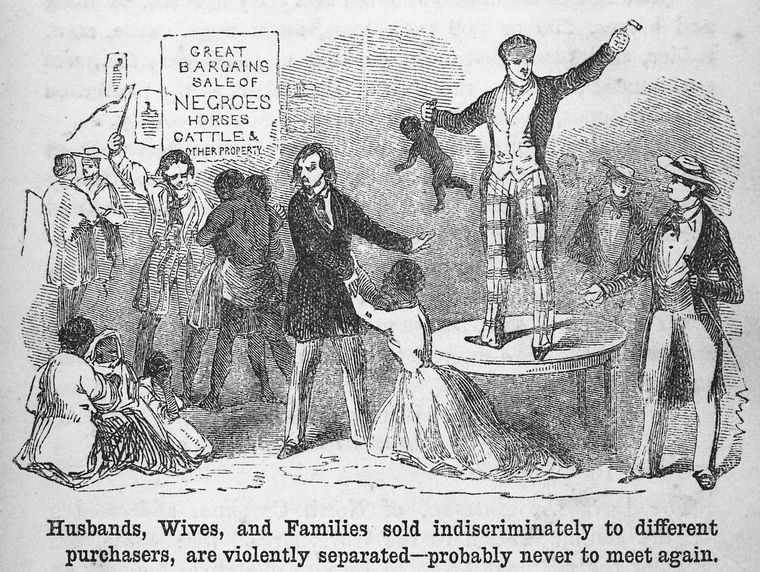
O licitație de sclavi, 1853

Prețurile reflectau caracteristicile sclavului – factori precum sexul, vârsta, constituția și înălțimea erau luați în considerare pentru a determina prețul unui sclav. De-a lungul ciclului de viață, prețul femeilor sclave era mai mare decât al omologilor lor bărbați până la vârsta pubertății, deoarece erau șanse ca ele să aibă copii și să producă mai mulți sclavi, pe lângă utilitatea ca muncitoare. Bărbații în jurul vârstei de 25 de ani erau cei mai apreciați, deoarece erau la cel mai înalt nivel de productivitate și aveau totuși o speranță de viață considerabilă. Dacă sclavii aveau o istorie de lupte sau evadări, prețul lor era redus, reflectând ceea ce plantatorii credeau că este riscul de a repeta un astfel de comportament. Negustorii de sclavi și cumpărătorii examinau spinarea unui sclav pentru a căuta cicatrici de biciuire — un număr mare de răni ar fi fost văzute ca o dovadă de lene sau răzvrătire, mai degrabă decât o dovadă a brutalității stăpânului anterior, și făcea ca prețul sclavului să scadă. Sclavii bărbați mai înalți aveau prețuri la un nivel mai ridicat, deoarece înălțimea era privită ca un indicator favorabil pentru sănătate și productivitate.
Condițiile pieței au dus la șocuri ale cererii și ofertei de sclavi, care la rândul lor au dus la modificarea prețurilor. De exemplu, sclavii s-au scumpit după 1808, moment după care nu au mai putut fi importați. Piața produselor muncii lor a afectat și valoarea economică a sclavilor: cererea de sclavi a scăzut odată cu prețul bumbacului în 1840. Chiar și anticiparea schimbărilor avea o influență imensă asupra prețurilor. Pe măsură ce Războiul Civil a progresat, au apărut mari îndoieli că sclavia va continua să fie legală, iar bărbații de calitate din New Orleans erau vânduți la 1.116 de dolari până în 1862, spre deosebire de 1.381 de dolari în 1861.

### Efecte asupra dezvoltării economice a Sudului
Sclavia aducea profituri pe termen scurt, dar încă nu este clară situația beneficiilor economice ale sclaviei pe termen lung. În 1995, un sondaj anonim efectuat aleator în rândul a 178 de membri ai Asociației de Istorie Economică⁠(d) a constatat că dintre cele 40 de afirmații despre istoria economică americană care au fost vizate de întrebări, grupul de propuneri cel mai contestat de către istoricii economiștii și de către economiști erau cele despre economia postbelică a Sudului american (împreună cu Marea Criză Economică⁠(d)). Singura excepție a fost propunerea prezentată inițial de istoricul Gavin Wright⁠(d), potrivit căreia „perioada modernă de convergență economică a Sudului la nivelul Nordului a început realmente doar atunci când fundamentele instituționale ale pieței regionale a muncii din Sud au fost subminate, în mare parte de  legislația federală a fermelor și muncii datând din anii 1930”. 62% dintre economiști (24% cu și 38% fără rezerve) și 73% dintre istorici (23% cu și 50% fără rezerve) au fost de acord cu această afirmație.   Wright a mai susținut că investiția privată de resurse monetare în industria bumbacului, printre altele, a întârziat în Sud dezvoltarea instituțiilor comerciale și industriale. Au fost puține investiții publice în căi ferate sau alte forme de infrastructură. Wright susținea că tehnologia agricolă era mult mai dezvoltată în Sud, reprezentând un avantaj economic al Sudului față de Nordul Statelor Unite.
În Democracy in America⁠(d), Alexis de Tocqueville remarca că „coloniile în care nu existau sclavi au devenit mai populate și mai bogate decât cele în care a înflorit sclavia”. Economiștii Peter H. Lindert și Jeffrey G. Williamson⁠(d), au arătat, într-o pereche de articole publicate în 2012 și 2013, că, deși Sudul american avea inițial un venit pe cap de locuitor aproximativ dublu față de cel din Nord în 1774, veniturile din Sud au scăzut cu 27% până în 1800 și a continuat să scadă în următoarele patru decenii, în timp ce economiile New Englandului și ale statelor mid-atlantice s-au extins considerabil. Până în 1840, venitul pe cap de locuitor din Sud era cu mult în urma celui de Nord-Est și a mediei naționale.

Lindert și Williamson susțin că această perioadă antebelică este un exemplu de ceea ce economiștii Daron Acemoglu, Simon Johnson și James A. Robinson numesc „o inversare a norocului”. În eseul său „The Real History of Slavery⁠(d)”, economistul Thomas Sowell a reiterat și a completat observația făcută de Tocqueville, comparând sclavia din Statele Unite cu sclavia din Brazilia⁠(d). El observa că societățile sclavagiste reflectau tendințe economice similare în acele părți ale lumii (dar și în altele), sugerând că tendința pe care Lindert și Williamson o identifică ar fi putut continua până la Războiul Civil American:
„Atât în Brazilia cât și în Statele Unite – cele două țări cu cele mai mari populații de sclavi din Emisfera Vestică – sfârșitul sclaviei a găsit regiunile în care sclavii fuseseră concentrați mai sărace decât alte regiuni ale acelorași țări. Pentru Statele Unite, se poate susține că aceasta a fost din cauza Războiului Civil, care a produs atâtea distrugeri Sudului, dar nu se poate aplica o asemenea explicație și în Brazilia, unde nu s-a dus vreun război civil pe această chestiune. Mai mult, chiar în Statele Unite, Sudul era în urma Nordului în multe feluri chiar înainte de Războiul Civil.

Deși sclavia în Europa a dispărut înainte de a fi abolită în Emisfera Vestică, în 1776 nu dipăruse pe tot continentul când Adam Smith scria în Bogăția națiunilor că ea mai există în niște regiuni din răsărit. Dar, chiar și atunci, Europa de Est era mult mai săracă decât Europa de Vest. Sclavia din Africa de Nord și din Orientul Mijlociu, de-a lungul secolelor, a luat mai mulți sclavi din Africa Subsahariană decât Emisfera Vestică ... Dar acestea au rămas țări în mare parte sărace până la descoperirea și extracția vastelor zăcăminte de petrol.”

Sowell remarca în Ethnic America: A History, citându-i pe istoricii Clement Eaton⁠(d) și Eugene Genovese, și că trei sferturi din familiile albe din sud nu dețineau deloc sclavi. Majoritatea proprietarilor de sclavi trăiau mai degrabă în ferme decât în plantații, și puține plantații erau atât de mari ca cele fictive descrise în Pe aripile vântului. În „Istoria reală a sclaviei”, Sowell observa și că, în comparație cu sclavia din lumea arabă și Orientul Mijlociu⁠(d) (unde sclavii erau rarerori folosiți în scopuri productive) și China⁠(d) (unde sclavii consumau întreaga producție creată de ei), Sowell observă că mulți proprietari comerciali de sclavi din Sudul antebelic tindeau să fie risipitori și că mulți și-au pierdut plantațiile din cauza executării silite⁠(d) de către creditori, iar în Marea Britanie, profiturile negustorilor britanici de sclavi s-au ridicat la doar 2% din investițiile interne britanice în secolul al XVIII-lea. Sowell trage următoarea concluzie cu privire la valoarea macroeconomică a sclaviei:
Pe scurt, chiar dacă unii proprietari individuali de sclavi s-au îmbogățit și unele averi de familie s-au întemeiat pe exploatarea sclavilor, aceasta este cu totul altceva față de a spune că întreaga societate, sau chiar populația ei liberă în ansamblu, era mai avansată economic decât ar fi fost în lipsa sclaviei. Aceasta înseamnă că, indiferent dacă erau folosiți ca servitori casnici sau la producția de recolte sau de alte bunuri, milioane de oameni au suferit exploatare și dezumanizare pentru niciun scop mai mare decât... mărirea proprietarilor de sclavi.
Eric Hilt a remarcat că, deși unii istorici au sugerat că sclavia ar fi fost necesară pentru Revoluția Industrială (pe motiv că plantațiile americane cu sclavi produceau cea mai mare parte a bumbacului brut pentru piața britanică a textilelor și piața britanică a textilelor era avangarda Revoluției Industriale), nu este clar dacă acest lucru chiar este adevărat; nu există nicio dovadă că bumbacul nu ar fi putut fi produs în masă de țărani liberi⁠(d) în locul plantațiilor de sclavi, dacă acestea din urmă nu ar fi existat (deoarece existența lor tindea să-i forțeze pe țăranii liberi spre agricultura de subzistență) și există unele dovezi că ar fi putut. Solul și clima din Sudul american erau excelente pentru cultivarea bumbacului, așa că nu este nerezonabilă afirmația că fermele fără sclavi ar fi putut produce cantități substanțiale de bumbac; chiar dacă nu ar fi produs la fel de mult ca plantațiile, ar fi putut fi totuși suficient pentru a satisface cererea producătorilor britanici. Argumente similare au fost susținute și de alți istorici.

### Economia sexuală a sclaviei americane
Adrienne Davis articulează modul în care economia sclaviei poate fi definită și ca o economie sexuală, concentrându-se în mod special pe modul în care femeile negre erau obligate să presteze muncă fizică, sexuală și reproductivă pentru a oferi o forță de muncă înrobită consistentă și pentru a crește profiturile sclavilor albi. Davis scrie că femeile negre erau necesare pentru „munca lor sexuală și reproductivă pentru a satisface interesele economice, politice și personale ale bărbaților albi din clasa de elită” articulând că capacitatea de reproducere a femeilor de culoare era importantă în menținerea sistemului de sclavie datorită capacității sale de a perpetua o forță de muncă înrobită. Ea atrage, de asemenea, atenția asupra faptului că munca femeilor de culoare era necesară pentru a menține aristocrația unei clase conducătoare albe, datorită naturii intime a reproducerii și a potențialului acesteia de a produce mai mulți sclavi.

Datorită instituției Partus sequitur ventrem⁠(d), pântecele femeilor de culoare a devenit locul unde s-a dezvoltat și transferat sclavia, ceea ce înseamnă că femeile de culoare nu erau folosite doar pentru munca lor fizică, ci și pentru munca lor sexuală și reproductivă.
„Regula conform căreia statutul copiilor îl moștenește pe cel al mamei a fost una fundamentală pentru economia noastră. A transformat capacitatea de reproducere a femeilor sclave în capital de piață”
Această formulare a lui Davis ilustrează modul în care capacitatea de reproducere a femeilor de culoare a fost comercializată în sclavie și că o analiză a structurilor economice ale sclaviei necesită o recunoaștere a modului în care sexualitatea femeilor de culoare era esențială în menținerea puterii economice a sclaviei. Davis scrie cum femeile de culoare executau munca de sclave, scriind: „[femeile negre erau] bărbați când era convenabil și îngrozitor de femei când era nevoie”.
Argumentele lui Davis abordează faptul că, în sclavie, sexualitatea femeilor de culoare a devenit legată de sfera economică și publică, transformând viața lor intimă în instituție publică. Munca fizică a femeilor de culoare era considerată ca masculină în sclavie atunci când acestea erau necesare pentru a produce mai mult profit, dar capacitățile lor de reproducere și munca sexuală erau la fel de importante în menținerea puterii albilor asupra comunităților negre și în perpetuarea forței de muncă înrobite. Această estompare a graniței dintre sfera privată și cea publică este un alt mod în care Davis articulează modul în care sexualitatea și reproducerea femeilor de culoare au fost comercializate și exploatate în scopul câștigurilor capitaliste, pe măsură ce viețile lor private și intime au fost perturbate de violența bărbaților albi, iar capacităților lor sexuale au devenit o parte importantă a pieței publice și a economiei Statelor Unite.
În ciuda acestui fapt, populația de sclavi transportată de comerțul cu sclavi din Atlantic în Statele Unite era echilibrată pe sexe și majoritatea au supraviețuit trecerii. Astfel, în ciuda lipsei recunoașterii legale, majoritatea sclavilor din Sudul antebelic trăiau în familii, spre deosebire de comerțul arab cu sclavi⁠(d) din Africa, în care mare parte din sclavi erau femei și majoritatea mureau pe drum, traversând Sahara (majoritatea minorității bărbaților sclavi africani murind ca urmare a procedurilor rudimentare de castrare pentru a produce eunuci, care erau solicitați ca însoțitori de harem).

## Anii 1850

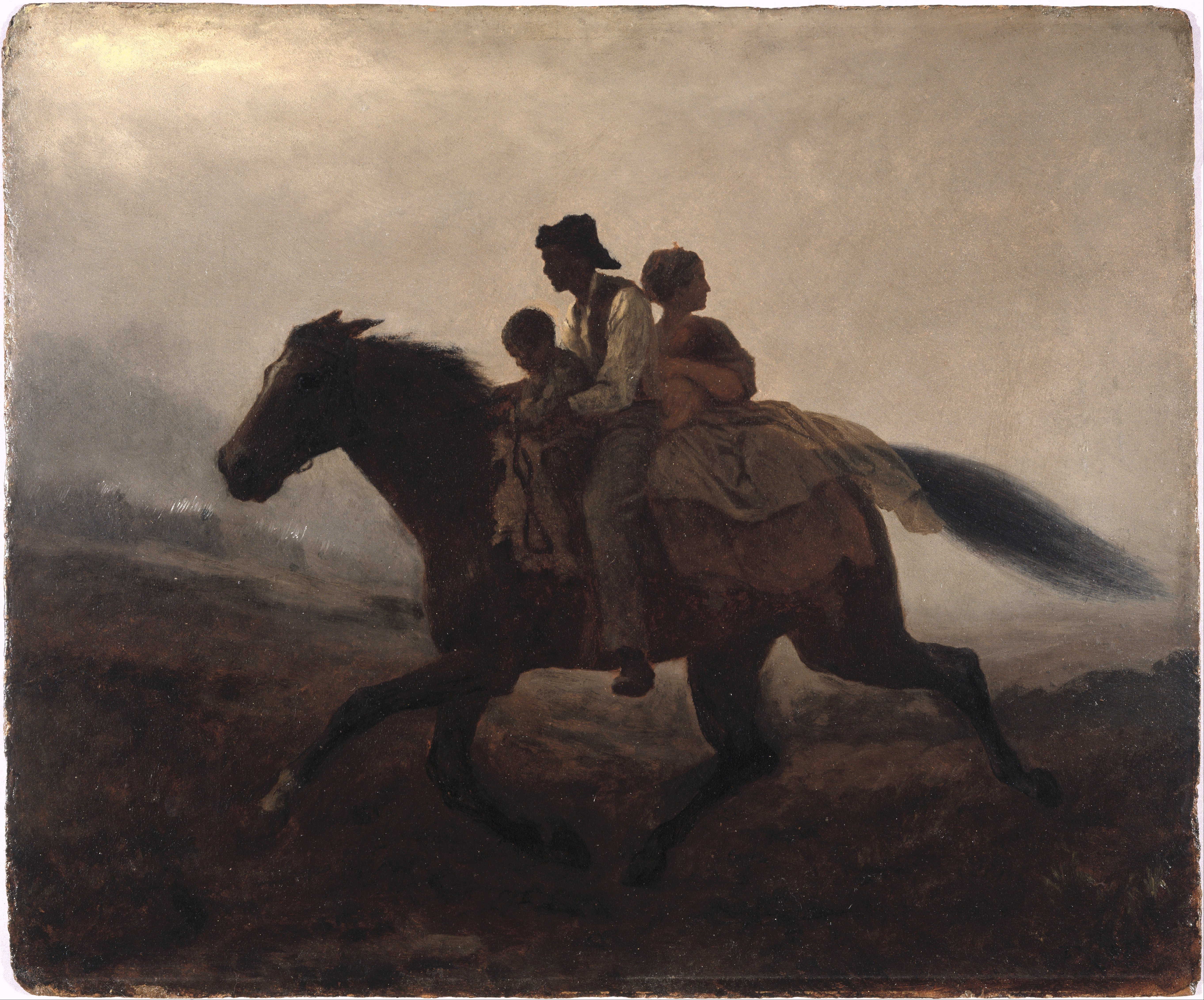
(american, 1824–1906). A Ride for Liberty – The Fugitive Slaves (recto), ca. 1862. Ulei pe carton.

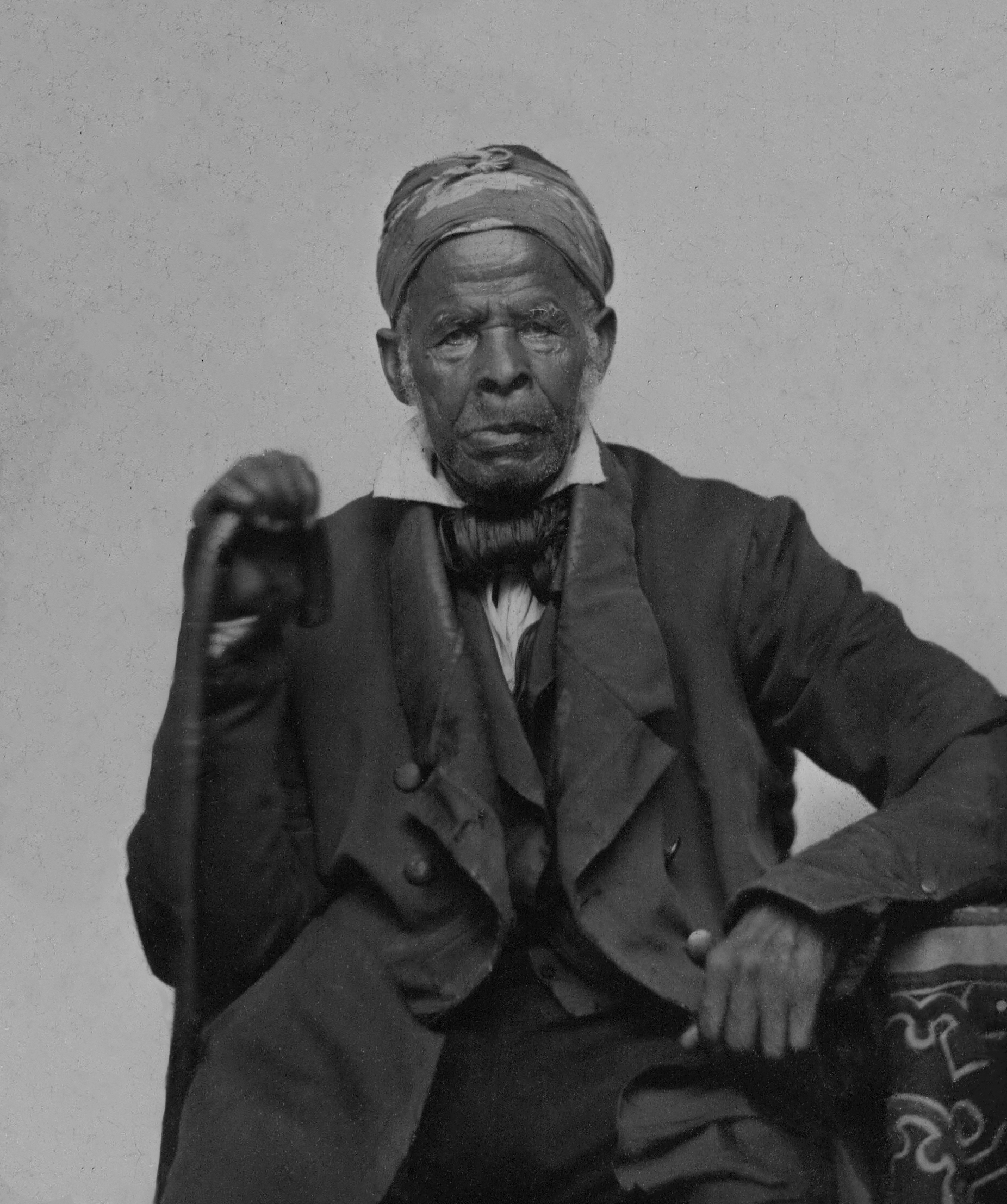
, un sclav de mare notorietate, din Carolina de Nord. Daghereotip al unui sclav vârstnic din Carolina de Nord, circa 1850.

În 1850, Congresul a adoptat legea sclavilor fugari, care impunea forțelor de ordine și cetățenilor statelor libere să coopereze la capturarea și returnarea sclavilor. Acest lucru a întâmpinat o considerabilă rezistență, atât vizibilă cât și ascunsă, în state și orașe libere precum Philadelphia, New York și Boston. Refugiații din sclavie au continuat să fugă din Sud, peste râul Ohio și prin alte părți ale liniei Mason-Dixon, care despărțea Nnordul de Sud, spre Nord și spre Canada prin intermediul căii ferate subterane. Unii albi din Nord au ajutat la ascunderea foștilor sclavi de foștii lor proprietari sau i-au ajutat să ajungă la libertate în Canada. 
Ca parte a Compromisului din 1850, Congresul a abolit comerțul cu sclavi (dar nu și dreptul de proprietate asupra sclavilor) în Districtul Columbia; temându-se că acest lucru s-ar întâmpla, Alexandria, centru și port regional de comerț cu sclavi, a reușit să obțină îndepărtarea sa din Districtul Columbia și transferarea la Virginia⁠(d). După 1854, republicanii⁠(d) au susținut că „Puterea Sclavă”, în special Partidul Democrat⁠(d) pro-sclavie din Sud, controla două dintre cele trei ramuri ale guvernului federal.
Realizând că eliminarea totală a sclaviei era nerealistă ca scop imediat, aboliționiștii s-au străduit să prevină extinderea sclaviei în teritoriile vestice care în cele din urmă aveau să devină state noi. Compromisul Missouri, Compromisul din 1850 și perioada Bleeding Kansas au fost rezultatul luptelor politice sau chiar armate pe marginea statutului de stat liber sau sclavagist al acelor teritorii. Ambele părți erau îngrijorate de efectele acestor decizii asupra echilibrului de putere în Senat.
După adoptarea legii Kansas-Nebraska în 1854, au izbucnit lupte de graniță în teritoriul Kansas⁠(d), unde întrebarea dacă va fi admis în Uniune ca stat sclavagist sau liber a fost lăsată în seama locuitorilor⁠(d). Migranți din statele libere și sclavagiste s-au mutat în teritoriu pentru a se pregăti pentru votul asupra sclaviei. Aboliționistul John Brown, cel mai faimos dintre imigranții anti-sclavie, a fost activ în luptele din Bleeding Kansas, dar la fel au fost mulți sudiști albi (mulți din Missouri-ul adiacent) care s-au opus abolirii.
Platforma politică a lui Abraham Lincoln și a republicanilor în 1860 a fost să oprească expansiunea sclaviei. Istoricul James McPherson a afirmat că, în celebrul său discurs „Casa dezbinată” din 1858, Lincoln spunea că republicanismul american poate fi purificat prin limitarea extinderii în continuare a sclaviei, ca prim pas pentru a o pune pe drumul „extincției definitive”. Sudiștii l-au crezut pe Lincoln pe cuvânt. Când a câștigat președinția, ei au părăsit Unirea pentru a scăpa de „extincția definitivă” a sclaviei.

### Procesele pentru libertate și Dred Scott
Odată cu dezvoltarea statelor sclavagiste și libere după Revoluția Americană și a activităților comerciale și militare extinse, au apărut noi situații în care sclavii puteau fi duși de stăpâni în state libere. Majoritatea statelor libere nu numai că interziceau sclavia, dar hotărâseră că sclavii aduși și ținuți acolo ilegal pot fi eliberați. Astfel de cazuri au fost uneori cunoscute drept cazuri de tranzit. Dred Scott⁠(d) și soția sa Harriet Scott au deschis procese pentru libertate⁠(d) în St. Louis după moartea stăpânului lor, pe baza faptului că au fost deținuți pe un teritoriu liber (partea de nord a Achiziției Louisianei unde sclavia era exclusă în condițiile Compromisului Missouri). (Mai târziu, cele două cazuri au fost combinate sub numele lui Dred Scott.) Scott a deschis proces pentru libertate în 1846 și a trecut prin două procese la nivel de stat, primul refuzându-i și al doilea acordându-i libertatea cuplului (și, prin extensie, celor două fiice ale acestora, care fuseseră și ele deținute ilegal în teritorii libere). Timp de 28 de ani, precedentul statului Missouri respecta în general legile statelor și teritoriilor libere învecinate, hotărând libertatea în astfel de cazuri de tranzit în care sclavii fuseseră ținuți ilegal pe teritoriul liber. Dar în cazul Dred Scott, Curtea Supremă a Statului a decis împotriva sclavilor.
După ce Scott și echipa sa au făcut recurs la Curtea Supremă a SUA, printr-o altă decizie surprinzătoare, judecătorul-șef Roger B. Taney i-a refuzat lui Scott libertatea. Decizia din 1857, adoptată cu 7 voturi pentru și 2 împotrivă, considera că un sclav nu devine liber atunci când este dus într-un stat liber; Congresul nu putea interzice sclavia dintr-un teritoriu; iar oamenii de descendență africană importați în Statele Unite și ținuți ca sclavi, sau descendenții lor, nu puteau fi niciodată cetățeni și, prin urmare, nu aveau dreptul de a deschide procese în instanțele americane. Un stat nu putea interzice proprietarilor de sclavi să aducă sclavi în acel stat. Mulți republicani, inclusiv Abraham Lincoln, au considerat decizia nedreaptă și o dovadă că Puterea Sclavă a ajuns să domine Curtea Supremă. Grupurile anti-sclavie s-au înfuriat și proprietarii de sclavi s-au simțit încurajați, intensificând tensiunile care aveau să ducă la război civil.

## Războiul Civil și emanciparea

### Alegerile prezidențiale din 1860
Diviziunile au fost expuse pe deplin odată cu alegerile prezidențiale din 1860. Electoratul s-a împărțit în patru. Democrații din Sud au susținut sclavia, în timp ce republicanii au denunțat-o. Democrații din Nord au spus că democrația impune ca oamenii să decidă asupra sclaviei la nivel local, stat cu stat și teritoriu cu teritoriu. Partidul Uniunii Constituționale⁠(d) spunea că este în joc supraviețuirea Uniunii și că orice problemă ar trebui rezolvată prin compromis.
Republicanul Lincoln a câștigat cu o pluralitate de vot popular și cu o majoritate a voturilor electorale. Lincoln nu apărea însă pe buletinele de vot din zece state sclavagiste din Sud. Mulți proprietari de sclavi din Sud se temeau că intenția reală a republicanilor era abolirea sclaviei în statele în care aceasta exista deja și că emanciparea bruscă a patru milioane de sclavi ar fi dezastruoasă pentru proprietarii de sclavi și pentru economia care își trăgea cele mai mari profituri din munca oamenilor care nu erau plătiți. Proprietarii de sclavi se temeau că încheierea echilibrului ar putea duce la dominația statelor libere din nord asupra guvernului federal. Acest lucru a determinat șapte state din sud să se separe de Uniune⁠(d). Când forțele Sudului au atacat o instalație a armatei americane la Fort Sumter, a izbucnit Războiul Civil American și apoi alte patru state sclavagiste s-au separat. Liderii din Nord vedeau deja interesele sclaviei ca pe o amenințare din punct de vedere politic, dar odată cu secesiunea, au considerat perspectiva unei noi țări în Sud, Statele Confederate ale Americii, cu control asupra râului Mississippi și a unor părți din Vest, ca fiind inacceptabilă din punct de vedere politic. Mai presus de toate, nu puteau accepta această repudiere a naționalismului american.

### Războiul Civil
Războiul Civil American care a urmat, început în 1861, a dus la sfârșitul sclaviei în America. La scurt timp după izbucnirea războiului, printr-o manevră legală creditată generalului unionist Benjamin F. Butler⁠(d), avocat de profesie, sclavii care intrau în „posesiunea” Uniunii erau considerați „contrabandă de război”⁠(d) . Generalul Butler a hotărât că ei nu urmau să fie returnați proprietarilor confederați așa cum se practica înainte de război. Curând s-a răspândit vestea, și mai mulți sclavi au căutat refugiu pe teritoriul Uniunii, dorind să fie declarați „contrabandă”. Mulți dintre aceștia s-au alăturat Armatei Uniunii⁠(d) ca muncitori sau soldați, formând regimente întregi de trupe americane de culoare⁠(d). Alții au mers în tabere de refugiați, cum ar fi Grand Contraband Camp⁠(d) de lângă Fort Monroe⁠(d) sau au fugit în orașele din Nord. Interpretarea generalului Butler a fost întărită atunci când Congresul a adoptat legea de confiscare din 1861⁠(d), prin care orice proprietate folosită de armata confederată, inclusiv sclavii, era declarată confiscabilă de către forțele Uniunii.

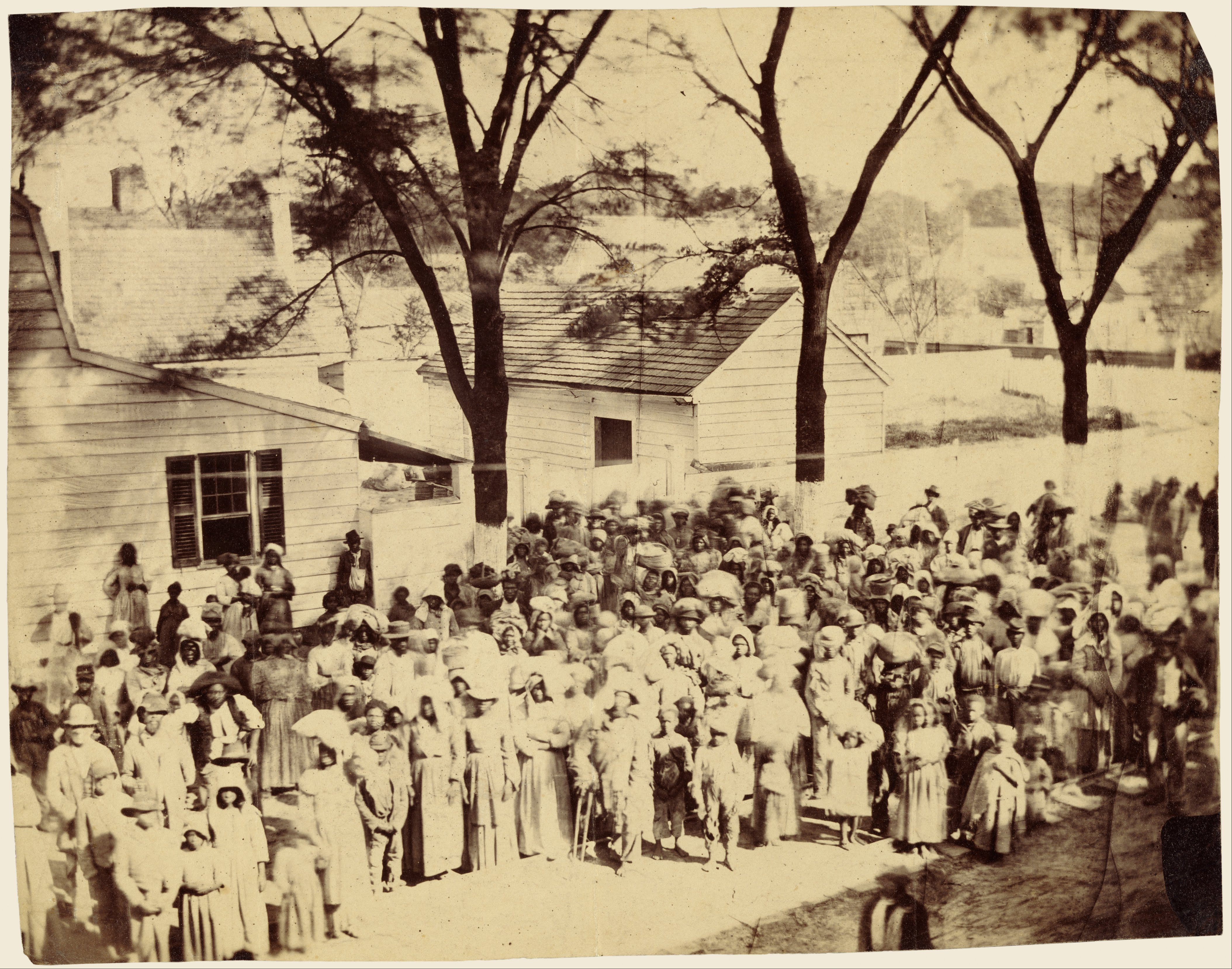
Sclavi de pe plantația de bumbac a lui JJ Smith de lângă Beaufort, Carolina de Sud, fotografiați de stând în picioare în fața locuințelor lor în 1862

La începutul războiului, unii comandanți ai Uniunii se considerau datori să returneze sclavii evadați stăpânilor lor. Până în 1862, când a devenit clar că războiul va fi unul îndelungat, chestiunea viitorului sclaviei a devenit mai general. Economia Sudului și efortul militar depindeau de munca sclavilor. A început să pară nerezonabilă protejarea sclaviei în timp ce comerțul din Sud era supus unei blocade, iar producția Sudului era distrusă. După cum spunea congressmanul George W. Julian⁠(d) din Indiana într-un discurs din 1862 în Congres, sclavii „nu pot fi neutri. Ca muncitori, dacă nu ca soldați, ei vor fi aliați fie ai rebelilor, fie ai Uniunii.” Julian și colegii săi republicani radicali au făcut presiuni asupra lui Lincoln pentru a-i emancipa rapid pe sclavi, în timp ce republicanii moderați au ajuns să accepte emanciparea și colonizarea treptate, cu compensație. Copperheads, statele de frontieră⁠(d) și democrații de război s-au opus emancipării, deși statele de graniță și democrații de război au acceptat-o în cele din urmă ca parte a războiului total necesar pentru salvarea Uniunii.

### Proclamația de emancipare
Proclamația de emancipare a fost o ordonanță executivă emisă de președintele Lincoln la 1 ianuarie 1863. Dintr-o singură lovitură, ea schimba statutul legal, așa cum este recunoscut de guvernul SUA, de 3 milioane de sclavi în zonele desemnate ale Confederației, de la „sclav” la „om liber”. Ea a avut efectul practic că, de îndată ce un sclav scăpa de sub controlul guvernului confederat, prin fugă sau prin înaintarea trupelor federale, sclavul devenea, legal și efectiv, om liber. Dându-și seama că emanciparea le-ar distruge sistemul economic, proprietarii de plantații și-au mutat uneori sclavii cât mai departe posibil de armata Uniunii. Până în iunie 1865, armata Uniunii controla toată Confederația și îi eliberase pe toți cei desemnați ca sclavi.
În 1861, Lincoln și-a exprimat teama că încercările premature de emancipare ar însemna pierderea statelor de graniță. El credea că „a pierde Kentucky este aproape la fel cu a pierde întregul joc”. La început, Lincoln a anulat încercările de emancipare ale secretarului de război Simon Cameron⁠(d) și ale generalilor John C. Fremont (în Missouri) și David Hunter⁠(d) (în Carolina de Sud, Georgia și Florida) pentru a păstra loialitatea statelor de graniță și a democraților de război.

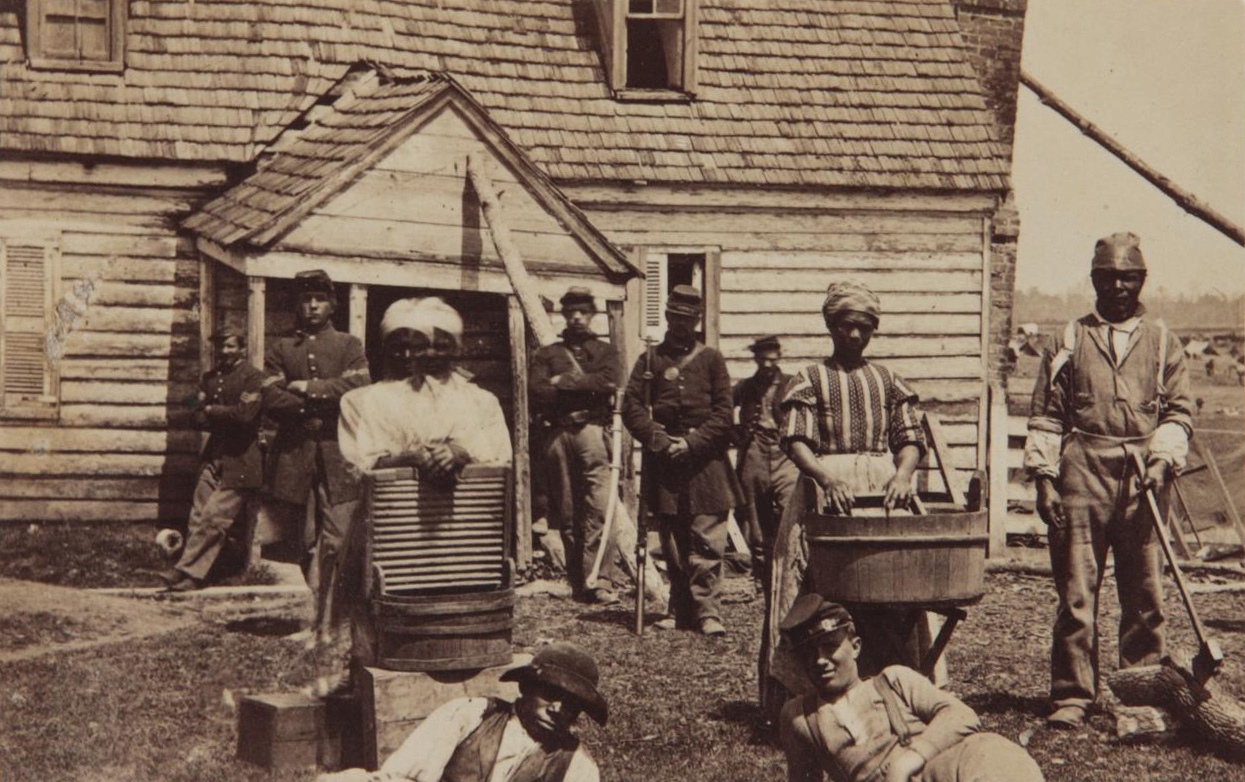
Sclavi evadați, ca. 1862, la cartierul general al generalului Lafayette

Lincoln a menționat proclamația sa de emancipare membrilor cabinetului său pe 21 iulie 1862. Secretarul de stat William H. Seward i-a spus lui Lincoln să aștepte o victorie înainte de a emite proclamația, deoarece altfel ar părea „ultimul nostru țipăt la retragere”. În septembrie 1862, bătălia de pe Antietam a oferit această oportunitate, iar Conferința Guvernatorilor de Război⁠(d) ulterioară a adăugat sprijin pentru proclamație. Lincoln publicase deja o scrisoare prin care încuraja statele de frontieră în special să accepte emanciparea ca fiind necesară pentru a salva Uniunea. Lincoln a spus mai târziu că sclavia a fost „cumva cauza războiului”.
Lincoln și-a emis Proclamația preliminară de emancipare pe 22 septembrie 1862 și a spus că o proclamație finală va fi emisă dacă planul său treptat, bazat pe emancipare cu compensație și colonizare voluntară, va fi respins. Doar Districtul Columbia a acceptat planul gradual al lui Lincoln, iar Lincoln și-a emis proclamația finală de emancipare la 1 ianuarie 1863. În scrisoarea sa către Hodges, Lincoln și-a explicat convingerea că
„Dacă sclavia nu e ceva greșit, atunci nimic nu e greșit ... Și totuși nu am înțeles niciodată că președinția mi-ar fi conferit un drept neîngrădit de a acționa oficial în baza acestei judecăți și acestui sentiment ... Eu spun că nu am controlat evenimentele, ci mărturisesc că evenimentele m-au controlat pe mine.”
Proclamația de emancipare a lui Lincoln din 1 ianuarie 1863 a fost o acțiune puternică care a promis libertatea sclavilor din Confederație de îndată ce armatele Uniunii ajung la ei și a autorizat înrolarea afro-americanilor în armata Uniunii. Proclamația de emancipare nu a eliberat sclavi în statele deținătoare de sclavi aliate Uniunii care se învecinau cu Confederația. Deoarece Statele Confederate nu recunoșteau autoritatea președintelui Lincoln, iar proclamația nu se aplica în statele de graniță⁠(d), la început proclamația i-a eliberat doar pe acei sclavi care scăpaseră în spatele liniilor Uniunii. Proclamația a făcut din abolirea sclaviei un obiectiv oficial de război care a fost implementat pe măsură ce Uniunea a ocupat tot mai mult teritoriu al Confederației. Conform recensământului din 1860, această politică ar fi eliberat aproape patru milioane de sclavi, sau peste 12% din populația totală a Statelor Unite.
Pe baza puterilor de război ale președintelui, Proclamația de Emancipare se aplica teritoriului deținut de confederați la acea vreme. Proclamația a devenit însă și un simbol al angajamentului din ce în ce mai mare al Uniunii de a adăuga emanciparea definiției libertății promovate de Uniune. Lincoln a jucat un rol principal în obținerea majorității de două treimi impuse de Constituție în ambele camere ale Congresului la votul celui de al treisprezecelea amendament, care a făcut emanciparea universală și permanentă.

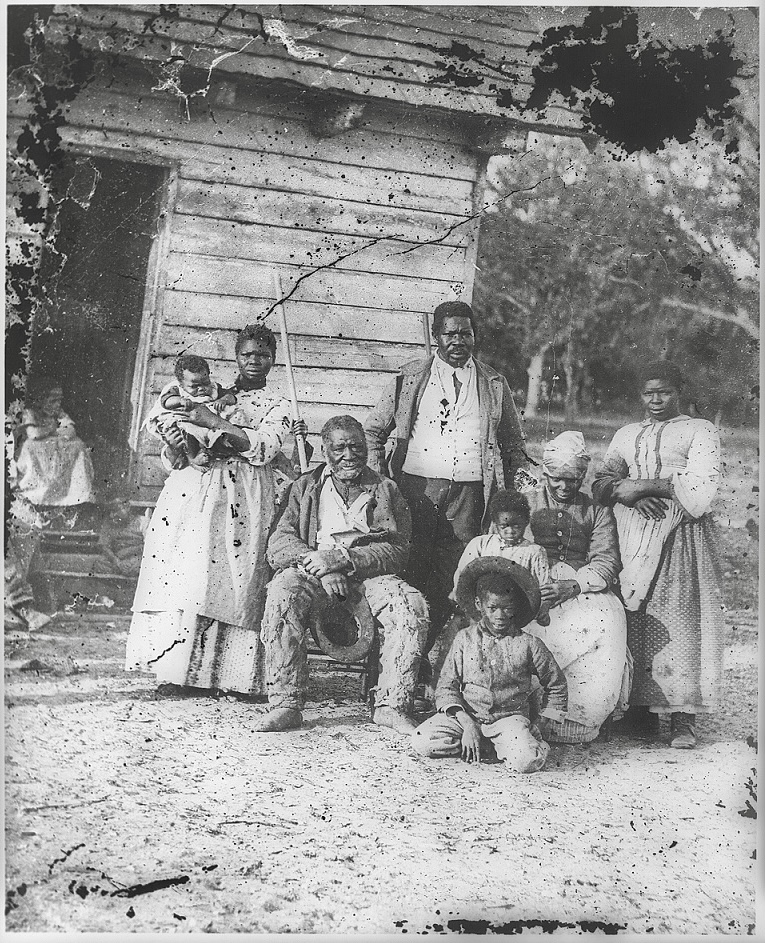
Patru generații ale unei familii de sclavi, Smith's Plantation, Beaufort, Carolina de Sud, 1862

Sclavii afro-americani nu-l așteptaseră pe Lincoln înainte de a scăpa și de a căuta libertatea în spatele liniilor Uniunii. Încă din primii ani ai războiului, sute de mii de afro-americani au evadat către liniile Uniunii, în special în zonele controlate de Uniune, cum ar fi Norfolk și regiunea Hampton Roads⁠(d) în Virginia în 1862, apoi din Tennessee începând cu anul 1862, de-a lungul liniei marșului lui Sherman etc. Atât de mulți afro-americani au fugit dincolo de liniile Uniunii, încât comandanții au creat tabere și școli pentru ei, unde atât adulții, cât și copiii au învățat să citească și să scrie. Asociația Misionară Americană⁠(d) a intrat în efortul de război trimițând profesori în Sud, în astfel de tabere de contrabandă, înființând, de exemplu, școli în Norfolk și pe plantațiile din apropiere.
În plus, aproape 200.000 de bărbați afro-americani au luptat cu distincție în forțele Uniunii ca soldați și marinari. Majoritatea erau sclavi evadați. Confederația a fost revoltată de ideea de soldați negri înarmați și a refuzat să-i trateze ca prizonieri de război. I-au ucis pe mulți, ca în masacrul de la Fort Pillow⁠(d), și alții au fost transformați din nou în sclavi.
Legea organică a Arizonei⁠(d) a abolit sclavia pe 24 februarie 1863, în nou-formatul teritoriu Arizona. Tennessee și toate statele de graniță (cu excepția statului Kentucky) au abolit sclavia la începutul anului 1865. Mii de sclavi au fost eliberați prin aplicarea Proclamației de Emancipare, în timp ce armatele Uniunii mărșăluiau prin sud. Emanciparea a venit la sclavii din Sud rămași după capitularea tuturor trupelor confederate în primăvara anului 1865.
În ciuda lipsei de forță de luptă din Sud, până în 1865, majoritatea liderilor Sudului s-au opus înarmării sclavilor ca soldați. Cu toate acestea, câțiva confederați au discutat despre înarmarea sclavilor. În cele din urmă, la începutul anului 1865, generalul Robert E. Lee a spus că soldații negri sunt esențiali, iar legislația a fost adoptată. Primele unități negre erau în pregătire când războiul s-a încheiat în aprilie.

### Sfârșitul sclaviei

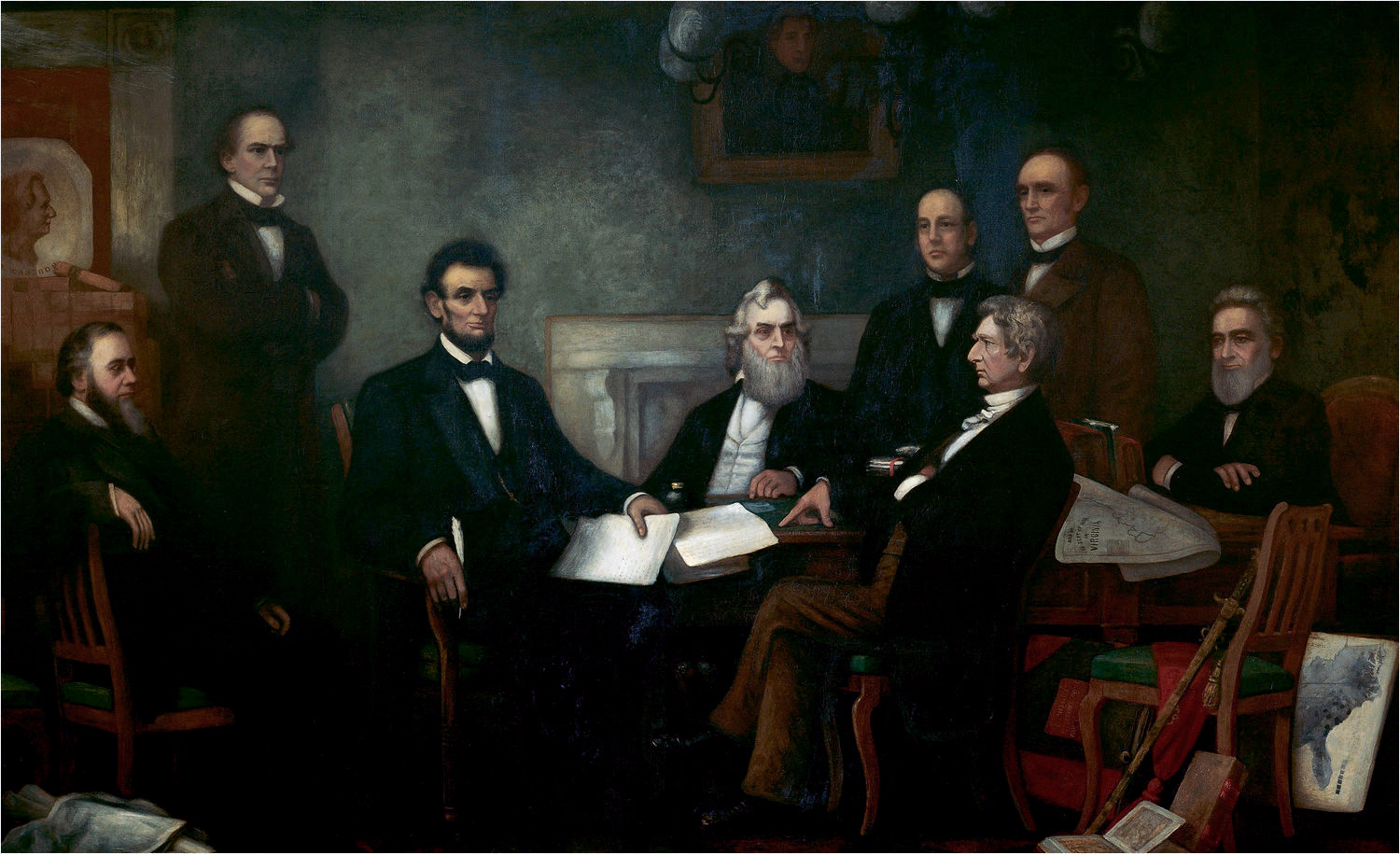
Abraham Lincoln prezintă cabinetului său primul proiect al Proclamației de Emancipare. Pictură de în 1864

Booker T. Washington și-a amintit de Ziua Emancipării de la începutul anului 1863, când era un băiat de nouă ani în Virginia:
„Pe măsură ce se apropia ziua cea mare, erau mai multe cântece ca de obicei în chiliile sclavilor. Erau mai îndrăznețe, mai sonore, și durau mai mult noaptea. Cele mai multe strofe ale cântecelor de plantație aveau câte o referire la libertate. ... Un om ce părea a fi străin (un ofițer unionist, bănuiesc) a ținut o scurtă cuvântare și apoi a citit un document destul de lung – Proclamația de emancipare, cred. După ce l-a citit, ni s-a spus că suntem toți liberi, și că putem să mergem când și unde vrem noi. Mama mea, care stătea lângă mine, s-a aplecat și și-a sărutat copiii, în timp ce pe obraji i se rostogoleau lacrimi de bucurie. Ea ne-a explicat ce înseamnă toate acelea, că aceea era ziua pentru care se ruga de atâta amar de vreme, dar pe care se temea că nu va apuca să o vadă.”
     Abolition of slavery during or shortly after the American Revolution

Abolirea sclaviei în diferitele state ale SUA de-a lungul timpului:
Abolition of slavery during or shortly after the American Revolution

Războiul a luat sfârșit la 22 iunie 1865 și, în urma acelei capitulări, Proclamația de Emancipare a fost aplicată în regiunile rămase din Sud care nu eliberaseră încă sclavii. Sclavia a continuat să mai existe oficial câteva luni în alte locații. Trupele federale au sosit la Galveston, Texas⁠(d), la 19 iunie 1865, pentru a impune emanciparea. Acea zi a câștigării libertății în Texas este acum sărbătorită ca Juneteenth⁠(d) în multe state din SUA.
Al treisprezecelea amendament, abolirea sclaviei, cu excepția cazului de pedeapsă penală, fusese adoptat de Senat în aprilie 1864 și de Camera Reprezentanților în ianuarie 1865. Modificarea nu a intrat în vigoare decât după ce a fost ratificată de trei sferturi din state, ceea ce s-a întâmplat la 6 decembrie 1865, când a fost ratificat de Georgia. La acea dată, toți sclavii rămași au devenit oficial liberi. La începutul secolului al XX-lea, după ce s-au decis cazurile insulare⁠(d), s-a constatat că amendamentul nu se aplica Filipinelor controlate de americani⁠(d).
Din punct de vedere legal, ultimii 40.000–45.000 de sclavi au fost eliberați în ultimele două state sclavagiste, Kentucky și Delaware, prin ratificarea finală a celui de alt treisprezecelea amendament la Constituție la 18 decembrie 1865. Sclavii încă deținuți în Tennessee, Kentucky, Kansas, New Jersey, Delaware, Virginia de Vest, Maryland, Missouri, Washington, DC și în douăsprezece parohii din Louisiana au devenit, de asemenea, liberi din punct de vedere legal la această dată.

### Comparații de costuri
Istoricul american RR Palmer opina că abolirea sclaviei în Statele Unite fără compensație pentru foștii proprietari de sclavi a fost o „anihilare a drepturilor individuale de proprietate fără paralel... în istoria lumii occidentale”. Istoricul economist Robert E. Wright⁠(d) susține că ar fi fost mult mai ieftin, cu decese minime, dacă guvernul federal ar fi cumpărat și eliberat toți sclavii, mai degrabă decât să lupte Războiul Civil. Un alt istoric economist, Roger Ransom, scrie că Gerald Gunderson a comparat emanciparea cu compensație cu costul războiului și „observă că cele două au aproximativ același ordin de mărime – 2,5 până la 3,7 miliarde de dolari”. Ransom mai scrie că emanciparea cu compensație ar fi triplat cheltuielile federale dacă ar fi fost plătită pe o perioadă de 25 de ani și a fost un program care nu avea sprijin politic în Statele Unite în anii 1860.

## De la Reconstrucție până în prezent
Jurnalistul Douglas A. Blackmon⁠(d) relata în cartea sa, laureată a premiului Pulitzer, Slavery By Another Name⁠(d), că multe persoane de culoare au fost practic înrobite în cadrul programelor de închiriere a condamnaților⁠(d), care au început după Războiul Civil. Majoritatea statelor din Sud nu aveau închisori; ele închiriau afacerilor și fermelor deținuții pentru muncă, iar acele afaceri și ferme plăteau pentru hrana și masa acestora.
Servitutea involuntară a continuat sub diferite forme, dar formele primare au inclus închirierea condamnaților, peonajul⁠(d) și arenda⁠(d), acesta din urmă incluzându-i în cele din urmă și pe albii săraci. Până în anii 1930, albii constituiau cea mai mare parte a arendașilor din sud. Mecanizarea agriculturii a redus nevoia de muncă umană în agricultură, și mulți negri au părăsit Sudul în Marea Migrație. Jurisdicțiile și statele au creat amenzi și sentințe pentru o mare varietate de infracțiuni minore și le-au folosit ca scuză pentru arestarea și condamnarea persoanelor de culoare. În cadrul programelor de închiriere a condamnaților, bărbații afro-americani, adesea nevinovați de vreo infracțiune, au fost arestați, forțați să muncească fără plată, cumpărați și vânduți în mod repetat și constrânși să facă ce le spune cel care i-a închiriat. Arenda, așa cum era practicată în această perioadă, implica adesea restricții severe ale libertății de mișcare a arendașilor, care puteau fi biciuiți pentru părăsirea plantației. Atât arenda, cât și închirierea condamnaților erau legale și tolerate atât de Nord, cât și de Sud. Peonajul (un fel de iobăgie) era însă o formă ilegală de muncă forțată. Existența sa a fost ignorată de autorități, în timp ce mii de afro-americani, dar și anglo-americani săraci, au fost subjugați și ținuți în robie până la mijlocul anilor 1960 și chiar spre sfârșitul anilor 1970. Cu excepția cazurilor de peonaj, dincolo de perioada Reconstrucției, guvernul federal nu a luat aproape nicio măsură pentru a pune în aplicare cel de al 13-lea amendament până în decembrie 1941, când președintele Franklin Delano Roosevelt a cerut acest lucru procurorului general. La cinci zile după Pearl Harbor, la cererea președintelui, procurorul general Francis Biddle a emis Circulara nr. 3591 tuturor procurorilor federali, instruindu-i să investigheze și să judece în mod activ orice caz de servitute sau sclavie involuntară. Câteva luni mai târziu, închirierea condamnaților a fost eliminată oficial. Aspectele ei au persistat însă sub alte forme. Istoricii susțin că alte sisteme de muncă penală au fost toate create în 1865, dar închirierea condamnaților era pur și simplu cea mai opresivă formă. De-a lungul timpului, a apărut o mare mișcare pentru drepturile civile⁠(d) pentru a aduce tuturor americanilor drepturi civile depline și egalitate conform legii. 

### Închirierea deținuților
După ce emanciparea a ajuns o realitate legală, sudiștii albi au devenit preocupați atât de controlul sclavilor proaspăt eliberați, cât și de menținerea lor în forța de muncă la cel mai de jos nivel. În timpul Reconstrucției, a fost inițiat sistemul de închiriere a deținuților, sistem ce avea să fie pe deplin implementat în anii 1880 și care a luat sfârșit oficial în ultimul stat, Alabama, în 1928. A persistat însă sub diferite forme până când a fost abolit în 1942 de către președintele Franklin D. Roosevelt în timpul celui de al Doilea Război Mondial, la câteva luni după ce atacul de la Pearl Harbor a implicat SUA în conflict. Acest sistem permitea contractorilor privați să achiziționeze de la guvernele de stat sau locale serviciile deținuților pentru o anumită perioadă de timp. Afro-americanii, din cauza „aplicării viguroase și selective a legilor și a sentințelor discriminatorii”, constituiau marea majoritate a deținuților închiriați. Autorul Douglas A. Blackmon scria despre acest sistem:
„Era o formă de servitute diferită în mod distinct de cea din Sudul antebelic prin aceea că pentru majoritatea bărbaților și a relativ puținelor femei antrenate în ea, această sclavie nu dura toată viața și nu se extindea automat de la o generație la următoarea. Dar era, totuși, sclavie – un sistem în care armate de oameni liberi, nevinovați de vreo crimă și având dreptul la libertate prin lege, erau obligați să muncească fără compensație, erau cumpărați și vânduți în mod repetat, și erau obligați să se supună bunului plac al stăpânilor albi prin aplicarea regulată a coerciunii fizice extraordinare.”
Temeiul constituțional pentru închirierea deținuților era că, deși abolea în general sclavia și servitutea involuntară, al treisprezecelea amendament le permitea în mod expres ca pedeapsă pentru infracțiuni.

### Probleme educaționale
Legile anti-alfabetizare⁠(d) de după 1832 au contribuit în mare măsură la problema analfabetismului larg răspândit cu care se confruntau sclavii eliberați⁠(d) și alți afro-americani după Emancipare și Războiul Civil 35 de ani mai târziu. Problema analfabetismului și nevoia de educație era văzută ca una dintre cele mai mari provocări cu care se confruntă acești oameni, deoarece ei încercau să se alăture sistemului de liberă întreprindere și să se întrețină în timpul Reconstrucției și ulterior.

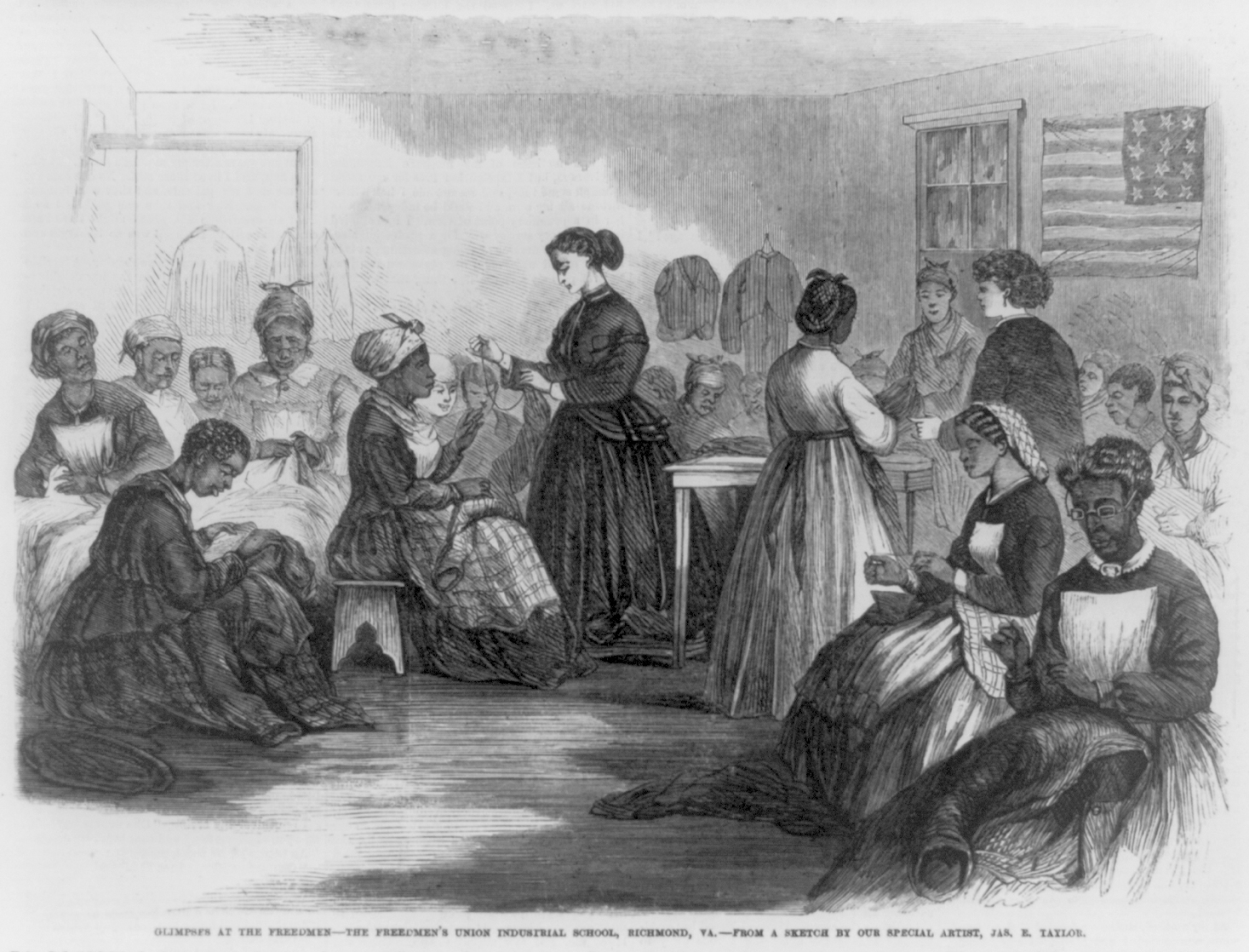
O școală industrială înființată pentru foști sclavi în Richmond în timpul Reconstrucției

În consecință, multe organizații religioase de albi și negri, foști ofițeri și soldați ai Armatei Uniunii și filantropi bogați au demarat și au finanțat eforturile educaționale special concepute pentru îmbunătățirea educației afro-americanilor; unii afro-americani își înființaseră propriile școli înainte de sfârșitul războiului. Nordicii au ajutat la crearea a numeroase școli normale⁠(d), cum ar fi cele care au devenit Universitatea Hampton⁠(d) și Universitatea Tuskegee⁠(d), care să pregătească dascăli, precum și alte colegii pentru foștii sclavi. Negrii considerau rolul de dascăl unul de înaltă importanță, educația fiind prima prioritate pentru copii și adulți. Mulți dintre cei mai talentați au intrat în domeniu. Unele școli au avut nevoie de ani de zile pentru a atinge un standard înalt, dar au reușit să demareze cariera a mii de profesori. După cum consemna WEB Du Bois⁠(d), colegiile pentru negri nu erau perfecte, dar „într-o singură generație au produs treizeci de mii de profesori negri în Sud” și „au eradicat analfabetismul majorității negrilor din țară”.
Filantropii nordici au continuat să susțină educația negrilor în secolul al XX-lea, chiar dacă tensiunile au crescut în cadrul comunității negre, exemplificate de Booker T. Washington și WEB Du Bois⁠(d), în ceea ce privește accentul adecvat între educația academică industrială și cea clasică la nivel de colegiu. Un exemplu de donator major pentru Hampton Institute și Tuskegee a fost George Eastman, care a ajutat, de asemenea, la finanțarea programelor de sănătate la colegii și în comunități. Colaborând cu Washington în primele decenii ale secolului al XX-lea, filantropul Julius Rosenwald⁠(d) a oferit fonduri egale pentru eforturile comunității de a construi școli rurale pentru copiii de culoare. El a insistat asupra cooperării între albi și negri în acest efort, dorind să se asigure că consiliile școlare controlate de albi își iau angajamentul de a menține școlile. Până în anii 1930, părinții localnici ajutaseră la strângerea de fonduri (uneori donând forță de muncă și pământ) pentru a crea peste 5.000 de școli rurale în Sud. Alți filantropi, cum ar fi Henry H. Rogers⁠(d) și Andrew Carnegie, ambii cu origini modeste și deveniți bogați, au oferit fonduri nerambursabile pentru a stimula dezvoltarea locală a bibliotecilor și școlilor.

### Scuze oficiale
La 24 februarie 2007, Adunarea Generală⁠(d) din Virginia a adoptat rezoluția comună numărul 728, care recunoaște „cu regret profund servitutea involuntară a africanilor și exploatarea băștinașilor americani și face apel la reconciliere între toți virginienii”. Odată cu adoptarea acestei rezoluții, Virginia a devenit primul stat care a recunoscut prin organul de conducere al statului implicarea negativă a statului lor în sclavie. Adoptarea acestei rezoluții a avut loc puțin înaintea comemorării a 400 de ani de la întemeierea orașului Jamestown, Virginia⁠(d) (prima așezare permenentă engleză din America de Nord), care a fost unul dintre primele porturi coloniale pentru sclavi. Ulterior, declarații similare au fost emise și în Alabama, Florida, Maryland, Carolina de Nord și New Jersey.
La 29 iulie 2008, în timpul celei de a 110-a sesiuni a Congresului SUA, Camera Reprezentanților Statelor Unite a adoptat o rezoluție „HR. 194” cerându-și scuze pentru sclavia americană și legile discriminatorii ulterioare.
Senatul SUA a adoptat în unanimitate o rezoluție similară pe 18 iunie 2009, cerându-și scuze pentru „nedreptatea fundamentală, cruzimea, brutalitatea și inumanitatea sclaviei”. Declarația a afirmat în mod explicit că nu poate fi utilizată pentru cereri de despăgubire.

### Moștenire politică
Un studiu din 2016, publicat în The Journal of Politics, constată că „albii care locuiesc în prezent în comitatele din sud, care aveau un procent mare de sclavi în 1860, sunt mai predispuși să se identifice drept republicani, să se opună acțiunii afirmative și să exprime resentimente rasiale și sentimente mai reci față de negri”. Studiul susține că „diferențele contemporane de atitudini politice între comitatele din sudul Americii își au originea în parte din prevalența sclaviei cu mai bine de 150 de ani în urmă.” Autorii susțin că constatările lor sunt în concordanță cu teoria potrivit căreia „în urma Războiului Civil, albii din sud au fost întâmpinați de stimulente politice și economice pentru a consolida normele și instituțiile rasiste existente pentru a menține controlul asupra populației afro-americane recent eliberate. Aceasta a amplificat diferențele locale în atitudinile politice rasial conservatoare, care, la rândul lor, au fost transmise la nivel local din generație în generație.”
Un studiu din 2017 din British Journal of Political Science⁠(d) a afirmat că coloniile britanice americane fără sclavie au adoptat instituții democratice mai bune pentru a atrage muncitori migranți în coloniile lor.

## Băștinașii americani

### Amerindieni sclavi

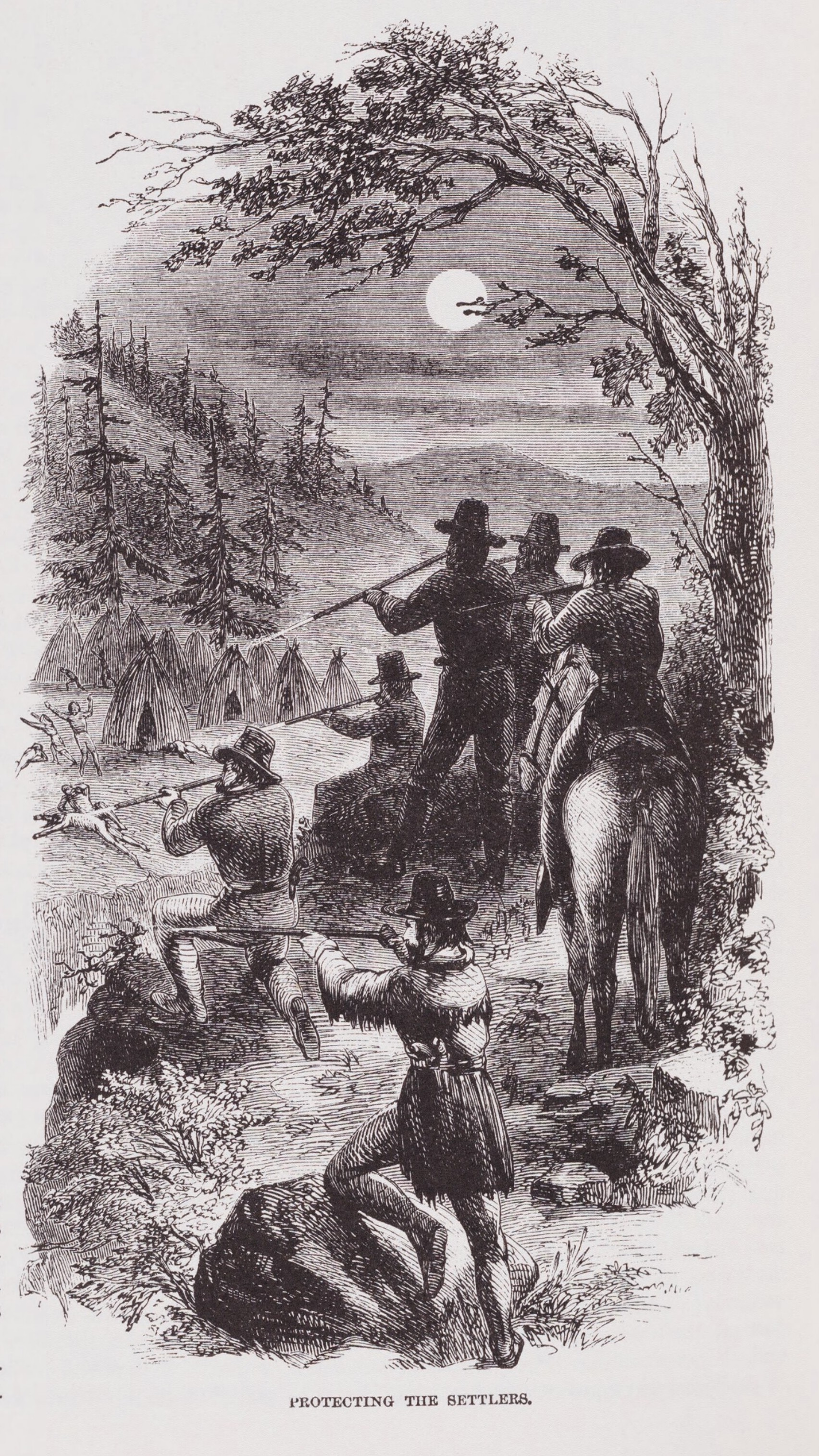
Mulți băștinași amerindieni au fost înrobiți în timpul de către coloniștii americani.

În secolele al XVII-lea și al XVIII-lea, sclavia indienilor⁠(d), înrobirea băștinașilor americani de către coloniștii europeni, era ceva comun. Mulți dintre acești băștinași sclavi au fost exportați în coloniile nordice și în coloniile de peste mări, în special în „insulele zahărului” din Caraibe. Numărul exact de băștinași americani care au fost înrobiți este necunoscut, deoarece statisticile vitale și rapoartele de recensământ erau în cel mai bun caz rare.  Istoricul Alan Gallay estimează că între 1670 și 1715, negustorii britanici de sclavi au vândut între 24.000 și 51.000 de băștinași americani din ceea ce este acum partea de sud a SUA. Andrés Reséndez estimează că între 147.000 și 340.000 de băștinași americani au fost înrobiți în toată America de Nord, mai puțin Mexic. Chiar și după ce comerțul cu sclavi amerindieni s-a încheiat în 1750, înrobirea băștinașilor americani a continuat în vest și în statele din Sud, mai ales prin răpiri.
Sclavia băștiașilor americani a fost organizată în California colonială⁠(d) și în cea mexicană⁠(d) prin misiuni franciscane, cărora, teoretic, băștinașii le datorau zece ani de muncă, dar care, în practică, îi mențineau pe aceștia în servitute perpetuă, până când obligația aceasta a fost revocată la mijlocul anilor 1830. În urma invaziei americane din 1847–1848, „indienii rătăciți sau orfani” au fost de facto înrobiți în noul stat de când acesta a devenit stat în 1850 până în 1867. Sclavia presupunea depunerea unei garanții de către deținătorul de sclavi, iar înrobirea se făcea prin raiduri și prin aplicarea unei pedepse de patru luni de muncă  silnică amerindienilor pentru „vagabondaj⁠(d)”.

### Băștinașii americani stăpâni de sclavi afro-americani
După 1800, unii dintre amerindienii Cherokee și din celelalte patru triburi civilizate din sud-est au început să cumpere și să folosească sclavi negri ca forță de muncă. Ei au continuat această practică după strămutarea lor în Teritoriul Indian în anii 1830, când au fost luați cu ei până la 15.000 de negri înrobiți.
Natura sclaviei în societatea Cherokee⁠(d) o oglindea adesea pe cea a societății albilor deținători de sclavi. Legea interzicea căsătoriile mixte între băștiașii Cherokee și sclavii afro-americani, dar bărbații cherokee aveau legături cu femei sclave, din care rezultau copii de rasă metisă. Băștinașii Cherokee care ajutau sclavii erau pedepsiți cu o sută de lovituri de bici pe spate. În societatea Cherokee, persoanelor de origine africană li s-a interzis să ocupe funcții, chiar dacă erau de origine parțial Cherokee și complet integrați și asimilați în societate. De asemenea, li s-a interzis să poarte arme și să dețină proprietăți. Băștinașii Cherokee au interzis învățarea cititului și scrisului de către afro-americani.
În schimb, amerindienii Seminole⁠(d) i-au primit în rândurile lor pe afro-americanii care scăpaseră din sclavie (seminolii negri⁠(d)). De-a lungul istoriei, seminolii negri au trăit în mare parte în grupuri distincte pe lângă seminolii băștinași. Unii au fost ținuți ca sclavi ai unor căpetenii seminole. Practica seminolilor din Florida recunoștea sclavia, dar nu chiar modelul în care sclavii erau proprietate mobiliară, obișnuit în alte părți. Era, de fapt, ceva mai degrabă similar iobăgiei sau sistemului de obligații feudale de muncă. Relația dintre seminolii negri și cei băștinași s-a schimbat după strămutarea lor în anii 1830 pe teritoriul controlat de băștinașii Creek⁠(d), care aveau un sistem propriu de sclavie. Presiunea pro-sclavie din partea triburilor Creek și a seminolilor pro-Creek, precum și raidurile de capturare de sclavi au dus la evadarea multor seminoli negri în Mexic.

### Sclavia inter-tribală
Amerindienii Haida⁠(d) și Tlingit⁠(d) care trăiau de-a lungul coastei de sud-est a Alaskăi erau tradițional cunoscuți ca războinici feroce și negustori de sclavi, raiduri ale lor fiind consemnate până în California. Sclavia era ereditară, după ce sclavii erau luați ca prizonieri de război. Printre unele triburi din nord-vestul Pacific⁠(d), aproximativ un sfert din populație erau sclavi. Alte triburi deținătoare de sclavi din America de Nord erau, de exemplu, comanche-ii din Texas, Creek⁠(d) din Georgia, societățile de pescari, cum ar fi Yurok⁠(d), care trăiau de-a lungul coastei din ceea ce este acum Alaska până în California; Pawnee, și Klamath⁠(d).
Unele triburi țineau oamenii ca sclavi captivi chiar și la sfârșitul secolului al XIX-lea. De exemplu, „femeia Ute”, a fost o Ute⁠(d) capturată de Arapaho⁠(d) și vândută mai târziu unui Cheyenne⁠(d). Ea a fost ținută de Cheyenne pentru a fi folosită ca prostituată în folosul soldaților americani de la Cantonment⁠(d) în Teritoriul Indian. Ea a trăit în sclavie până în 1880 și a murit în urma unei hemoragii rezultată din „raport sexual excesiv”.

## Negri proprietari de sclavi
Printre proprietarii de sclavi s-au numărat și oameni de origine africană, atât în fiecare dintre cele treisprezece colonii originare cât și în toate statele și teritoriile ulterioare care au permis sclavia; în unele cazuri, americanii de culoare dețineau servitori datornici albi. Fost servitor datornic⁠(d) african stabilit în Virginia în 1621, Anthony Johnson⁠(d) a devenit unul dintre primii proprietari de sclavi documentați în coloniile americane continentale, când a câștigat un proces civil pentru proprietatea asupra lui John Casor⁠(d). În 1830 existau în Sud 3.775 de astfel de negri proprietari de sclavi, care dețineau un total de 12.760 de sclavi, un procent mic, dintr-un total de peste 2 milioane de sclavi. 80% dintre deținătorii de sclavi negri erau localizați în Louisiana, Carolina de Sud, Virginia și Maryland.
Au existat diferențe economice și etnice între negrii liberi din Sudul Superior și cei din Sudul Profund, aceștia din urmă fiind mai puțini ca număr, dar mai bogați și de obicei de rasă mixtă⁠(d). Jumătate dintre negrii deținători de sclavi locuiau în orașe, și nu în mediul rural, majoritatea locuind în New Orleans și Charleston. În special, New Orleans avea o populație de negri liberi⁠(d) (gens de couleur⁠(d)) mare, relativ bogată, compusă din oameni de rasă mixtă, care devenise a treia clasă socială între albi și sclavii negri, sub dominația colonială franceză și spaniolă⁠(d). Relativ puțini dintre deținători de sclavi care nu erau albi erau „plantatori substanțiali”. Dintre cei care erau, cei mai mulți erau de rasă mixtă, adesea moștenitori de la părintele alb ai unor proprietăți și ai unui oarecare capital social. De exemplu, Andrew Durnford din New Orleans a fost menționat ca deținând 77 de sclavi. Potrivit lui Rachel Kranz: „Durnford era cunoscut ca un stăpân sever care își muncea din greu sclavii și îi pedepsea frecvent în eforturile sale de a face plantația de zahăr din Louisiana un succes”. În anii care au precedat Războiul Civil,  Antoine Dubuclet⁠(d), care deținea peste o sută de sclavi, era considerat cel mai bogat negru proprietar de sclavi din Louisiana.
Istoricii John Hope Franklin⁠(d) și Loren Schweninger scriau:
„O mare majoritate a negrilor stăpâni de sclavi, orientați spre profit, trăiau în Sudul Inferior. În cea mai mare parte, erau persoane de origine rasială mixtă, adesea femei care coabitau sau era amantele unor albi, sau mulatri ... Primiseră pământ și sclavi de la albi, dețineau ferme și plantații, munceau și ei pe ogoarele de orez, bumbac și zahăr, și, ca și contemporanii lor albi, erau deranjați de sclavii fugari.”
Istoricul Ira Berlin⁠(d) scria:
„În societățile sclavagiste, aproape toată lumea – sclavi și oameni liberi – aspirau să intre în clasa deținătorilor de sclavi, și ocazional unii foști sclavi ajungeau să dețină ei înșiși sclavi. Erau acceptați cu scrâșnet de dinți, întrucât purtau stigmatul sclaviei în originea lor și, în cazul sclaviei americane, în culoarea pielii.”
Specialistul în istorie și cultură afro-americană Henry Louis Gates Jr.⁠(d) scria:
„... procentajul negrilor liberi deținători de sclavi în numărul total de capi de familie negri liberi era destul de mare în unele state, anume 43 de procente în Carolina de Sud, 40 de procente în Louisiana, 26 de procente în Mississippi, 25 de procente în Alabama și 20 de procente în Georgia.”
Negrii liberi erau percepuți „ca o amenințare simbolică permanentă la adresa proprietarilor de sclavi, ceva ce contesta ideea că «negru» și «sclav» sunt sinonime”. Negrii liberi erau uneori văzuți ca potențiali aliați ai sclavilor fugari, iar „proprietarii de sclavi își mărturiseau frica și dezgustul față de negrii liberi în termeni deloc ambigui”. Pentru negrii liberi, a căror libertate era precară, „deținerea de sclavi nu era doar o conveniență economică, ci și o dovadă indispensabilă a hotărârii negrilor liberi de a se rupe de trecutul lor de sclavi și a acceptării lor tăcute – dacă nu a aprobării – a sclaviei”.
Istoricul James Oakes⁠(d) afirma în 1982 că „sunt copleșitoare dovezile că marea majoritate a negrilor deținători de sclavi erau oameni liberi care și-au cumpărat membri ai familiilor lor sau care acționau din mărinimie”. După 1810, statele sudice au făcut din ce în ce mai dificilă eliberarea sclavilor de către orice deținător de sclavi. Adesea, cei care cumpărau membrii ai familiei lor nu aveau de ales decât să mențină, pe hârtie, relația proprietar-sclav. În anii 1850, „au fost tot mai multe eforturi pentru a restrânge dreptul de a deține sclavi pe motiv că sclavii ar trebui ținuți «pe cât posibil numai sub controlul albilor»”.
În studiul său din 1985 asupra negrilor deținători de sclavi din Carolina de Sud, Larry Koger a contestat această viziune a mărinimiei. El a descoperit că majoritatea negrilor deținători de sclavi păreau să-și țină cel puțin unii dintre sclavi din motive comerciale. De exemplu, el a remarcat că în 1850 mai mult de 80% dintre negrii deținători de sclavi erau de rasă mixtă, dar aproape 90% dintre sclavii lor erau clasificați drept negri. Koger a remarcat, de asemenea, că mulți negri liberi din Carolina de Sud dețineau mici afaceri ca meseriași calificați, iar mulți dețineau sclavi care lucrau în acele afaceri. „Koger subliniază că era ceva foarte obișnuit ca sclavii eliberați să devină ei înșiși proprietari de sclavi”.
Unii negri liberi deținători de sclavi din New Orleans s-au oferit să lupte pentru Louisiana în Războiul Civil. Peste o mie de negri liberi s-au oferit voluntari și au format Regimentul I Băștinași Gardă din Louisiana (SCA)⁠(d), care a fost desființat fără a fi ajuns să lupte.

## Pirații berberi
Pirații berberi⁠(d) din Africa de Nord au început să captureze coloniști americani încă din 1625, și aproximativ 700 de americani au fost ținuți captivi în această regiune ca sclavi⁠(d) între 1785 și 1815. Unii captivi s-au folosit de experiența lor ca sclavi nord-africani pentru a critica sclavia din Statele Unite, cum ar fi cazul lui William Ray în cartea sa .
Situația cu berberii a condus direct la crearea Marinei Statelor Unite în martie 1794. Statele Unite au reușit să-și asigure tratate de pace, dar prin acestea s-au obligat să plătească tribut pentru protecție împotriva atacurilor. Plățile de răscumpărare și tribut către statele berbere⁠(d) s-au ridicat la 20% din cheltuielile anuale ale guvernului Statelor Unite în 1800. Primul Război Berber⁠(d) din 1801 și al Doilea Război Berber⁠(d) din 1815 au dus la condiții de pace mai favorabile, care au pus capăt plății tributului.

## Distribuție

### Distribuția sclavilor

Procentul de sclavi în fiecare comitat din statele sclavagiste în 1860

| An recensământ                                                                                   | Nr. sclavi | Nr. africani liberi | Total africani | % africani liberi | Total populație SUA | % africani din total |
| ------------------------------------------------------------------------------------------------ | ---------- | ------------------- | -------------- | ----------------- | ------------------- | -------------------- |
| 1790                                                                                             | 697.681    | 59.527              | 757.208        | 8%                | 3.929.214           | 19%                  |
| 1800                                                                                             | 893.602    | 108.435             | 1.002.037      | 11%               | 5.308.483           | 19%                  |
| 1810                                                                                             | 1.191.362  | 186.446             | 1.377.808      | 14%               | 7.239.881           | 19%                  |
| 1820                                                                                             | 1.538.022  | 233.634             | 1.771.656      | 13%               | 9.638.453           | 18%                  |
| 1830                                                                                             | 2.009.043  | 319.599             | 2.328.642      | 14%               | 12.860.702          | 18%                  |
| 1840                                                                                             | 2.487.355  | 386.293             | 2.873.648      | 13%               | 17.063.353          | 17%                  |
| 1850                                                                                             | 3.204.313  | 434.495             | 3.638.808      | 12%               | 23.191.876          | 16%                  |
| 1860                                                                                             | 3.953.760  | 488.070             | 4.441.830      | 11%               | 31.443.321          | 14%                  |
| 1870                                                                                             | 0          | 4.880.009           | 4.880.009      | 100%              | 38.558.371          | 13%                  |
| Sursă:„Distribution of Slaves in US History”. Accesat în 13 mai 2010. Consultat la 13 mai 2010 . |            |                     |                |                   |                     |                      |

| Recensământ An      | 1790    | 1800    | 1810      | 1820      | 1830      | 1840      | 1850      | 1860      |
| Toate statele       | 694,207 | 893,308 | 1,191,338 | 1,531,490 | 2,009,079 | 2,487,392 | 3,204,215 | 3,953,820 |
| ------------------- | ------- | ------- | --------- | --------- | --------- | --------- | --------- | --------- |
| Alabama             | –       | 494     | 2,565     | 41,879    | 117,549   | 253,532   | 342,844   | 435,080   |
| Arkansas            | –       | –       | 136       | 1,617     | 4,576     | 19,935    | 47,100    | 111,115   |
| California          | –       | –       | –         | –         | –         | –         | 0         | 0         |
| Connecticut         | 2,648   | 951     | 310       | 97        | 25        | 54        | 0         | 0         |
| Delaware            | 8,887   | 6,153   | 4,177     | 4,509     | 3,292     | 2,605     | 2,290     | 1,798     |
| Districtul Columbia | –       | 2,072   | 3,554     | 4,520     | 4,505     | 3,320     | 3,687     | 3,185     |
| Florida             | –       | –       | –         | –         | 15,501    | 25,717    | 39,310    | 61,745    |
| Georgia             | 29,264  | 59,699  | 105,218   | 149,656   | 217,531   | 280,944   | 381,682   | 462,198   |
| Illinois            | –       | 107     | 168       | 917       | 747       | 331       | 0         | 0         |
| Indiana             | –       | 28      | 237       | 190       | 3         | 3         | 0         | 0         |
| Iowa                | –       | –       | –         | –         | –         | 16        | 0         | 0         |
| Kansas              | –       | –       | –         | –         | –         | –         | –         | 2         |
| Kentucky            | 12,430  | 40,343  | 80,561    | 126,732   | 165,213   | 182,258   | 210,981   | 225,483   |
| Louisiana           | –       | –       | 34,660    | 69,064    | 109,588   | 168,452   | 244,809   | 331,726   |
| Maine               | –       | –       | –         | –         | 2         | 0         | 0         | 0         |
| Maryland            | 103,036 | 105,635 | 111,502   | 107,398   | 102,994   | 89,737    | 90,368    | 87,189    |
| Massachusetts       | 0       | 0       | 0         | 0         | 1         | 0         | 0         | 0         |
| Michigan            | –       | –       | 24        | 0         | 1         | 0         | 0         | 0         |
| Minnesota           | –       | –       | –         | –         | –         | –         | 0         | 0         |
| Mississippi         | –       | 2,995   | 14,523    | 32,814    | 65,659    | 195,211   | 309,878   | 436,631   |
| Missouri            | –       | –       | –         | 10,222    | 25,096    | 58,240    | 87,422    | 114,931   |
| Nebraska            | –       | –       | –         | –         | –         | –         | –         | 15        |
| Nevada              | –       | –       | –         | –         | –         | –         | –         | 0         |
| New Hampshire       | 157     | 8       | 0         | 0         | 3         | 1         | 0         | 0         |
| New Jersey          | 11,423  | 12,422  | 10,851    | 7,557     | 2,254     | 674       | 236       | 18        |
| New York            | 21,193  | 20,613  | 15,017    | 10,088    | 75        | 4         | 0         | 0         |
| Carolina de Nord    | 100,783 | 133,296 | 168,824   | 205,017   | 245,601   | 245,817   | 288,548   | 331,059   |
| Ohio                | –       | 0       | 0         | 0         | 6         | 3         | 0         | 0         |
| Oregon              | –       | –       | –         | –         | –         | –         | 0         | 0         |
| Pennsylvania        | 3,707   | 1,706   | 795       | 211       | 403       | 64        | 0         | 0         |
| Rhode Island        | 958     | 380     | 108       | 48        | 17        | 5         | 0         | 0         |
| Carolina de Sud     | 107,094 | 146,151 | 196,365   | 251,783   | 315,401   | 327,038   | 384,984   | 402,406   |
| Tennessee           | 3,417   | 13,584  | 44,535    | 80,107    | 141,603   | 183,059   | 239,459   | 275,719   |
| Texas               | –       | –       | –         | –         | –         | –         | 58,161    | 182,566   |
| Utah                | –       | –       | –         | –         | –         | –         | 26        | 29        |
| Vermont             | 0       | 0       | 0         | 0         | 0         | 0         | 0         | 0         |
| Virginia            | 287,959 | 339,499 | 383,521   | 411,886   | 453,698   | 431,873   | 452,028   | 472,494   |
| Virginia de Vest    | 4,668   | 7,172   | 10,836    | 15,178    | 17,673    | 18,488    | 20,428    | 18,371    |
| Wisconsin           | –       | –       | –         | –         | –         | 11        | 4         | 0         |

Evoluția populației de sclavi din Statele Unite ca procent din populația fiecărui stat, 1790–1860

Din diverse motive, recensămintele nu cuprindeau întotdeauna toți sclavii, mai ales în Vest. California a fost admisă ca stat liber și nu a raportat niciun sclav. Cu toate acestea, mai mulți sclavi care au fost aduși să muncească în mine în timpul goanei după aur din California. Unele comunități din California tolerau deschis sclavia, cum ar fi San Bernardino, care eraalcătuită în mare parte din strămutați din teritoriul sclavagist învecinat Utah. Teritoriul New Mexico nu a raportat niciodată vreun sclav la recensământ, dar a dat în judecată guvernul pentru despăgubiri pentru 600 de sclavi care au fost eliberați atunci când Congresul a interzis sclavia în teritoriu. Utah a încercat activ să-și ascundă populația de sclavi față de Congres și nu a raportat sclavii din mai multe comunități. În plus, recensământul nu includea în mod tradițional băștinașii americani și, prin urmare, nu includea sclavii băștinași americani ai albilor, și nici sclavii africani deținuti de băștinașii americani. Au fost sute de sclavi băștinași americani în California, Utah și New Mexico care nu au fost niciodată înregistrați la vreun recensământ.

### Distribuția proprietarilor de sclavi
Conform recensământului din 1860, se pot calcula următoarele statistici privind deținerea de sclavi:
- Enumerând sclavii pe comitate, 393.975 de persoane numite dețineau 3.950.546 de sclavi nenumiți, pentru o medie de aproximativ zece sclavi per deținător. Întrucât unii deținători aveau sclavi în mai multe comitate și, prin urmare, sunt numărați în mai multe, acest lucru supraestimează ușor numărul deținătorilor de sclavi.
- Excluzând sclavii, populația SUA din 1860 era de 27.167.529; prin urmare, aproximativ 1,45% dintre persoanele libere (aproximativ 1 din 69) erau deținători de sclavi numiți (393.975 deținători de sclavi numiți dintre 27.167.529 de persoane libere). Numărând numai deținătorii de sclavi numiți, această abordare nu recunoaște persoanele care beneficiau de munca sclavilor ca membri ai unei gospodării deținătoare de sclavi, de exemplu, soția și copiii unui proprietar; în 1850, existau în medie 5,55 persoane pe gospodărie,[356] deci, în medie, aproximativ 8,05% dintre persoanele libere trăiau într-o gospodărie cu sclavi. În Sud, 33% dintre familii dețineau cel puțin un sclav. Potrivit istoricului Joseph Glatthaar, numărul de soldați ai Armatei Confederate a Virginiei de Nord care fie dețineau sclavi, fie proveneau din gospodării deținătoare de sclavi este „aproape unul din doi recruți la 1861”. În plus, el notează că „Un număr inestimabil de soldați luau în arendă pământ, vindeau recoltele, sau munceau pentru proprietarii de sclavi. În tabelul final, marea majoritate a voluntarilor din 1861 aveau o legătură directă cu sclavia.”[357]
- Transcrictorul Tom Blake estimează că deținătorii de 200 sau mai mulți sclavi, care reprezentau mai puțin de 1% din toți deținătorii de sclavi din SUA (mai puțin de 4.000 de persoane, 1 din 7.000 de persoane libere, sau 0,015% din populație) dețineau aproximativ 20–30% din toți sclavii (800.000 până la 1.200.000 de sclavi). Au fost identificați 19 mari deținători de 500 sau mai mulți sclavi.[358] Cel mai mare deținător de sclavi era Joshua John Ward⁠(d), din Georgetown, Carolina de Sud⁠(d), care în 1850 deținea 1.092 de sclavi[359] și ai cărui moștenitori în 1860 aveau 1.130 sau 1.131 de sclavi[358][359] – el era supranumit „regele plantatorilor de orez”,[359] și una dintre plantațiile sale face acum parte din Brookgreen Gardens⁠(d).
- Procentul de familii care dețineau sclavi în 1860 în diferite grupări de state era următorul:[360]

| Grupul de state                                              | State din grup | Familii deținătoare de sclavi |
| ------------------------------------------------------------ | --- | ----------------------------- |
| 15 state în care sclavia era legală                          | Alabama, Arkansas, Delaware, Florida, Georgia, Kentucky, Louisiana, Maryland, Mississippi, Missouri, Carolina de Nord, Carolina de Sud, Tennessee, Texas, Virginia | 26%                           |
| 11 state care s-au separat                                   | Alabama, Arkansas, Florida, Georgia, Louisiana, Mississippi, Carolina de Nord, Carolina de Sud, Tennessee, Texas, Virginia                                         | 31%                           |
| 7 state care s-au separat înainte de inaugurarea lui Lincoln | Alabama, Florida, Georgia, Louisiana, Mississippi, Carolina de Sud, Texas                                                                                          | 37%                           |
| 4 state care s-au separat ulterior                           | Arkansas, Carolina de Nord, Tennessee, Virginia | 25%                           |
| 4 state sclavagiste care nu s-au separat                     | Delaware, Kentucky, Maryland, Missouri | 16%                           |

## Istoriografia
Istoricul Peter Kolchin⁠(d) scria în 1993, remarcând că până în ultimele decenii ale secolului al XX-lea, istoricii sclaviei s-au preocupat în primul rând de cultura, practicile și economia deținătorilor de sclavi, nu de sclavi. Acest lucru s-a datorat în parte circumstanței că majoritatea proprietarilor de sclavi erau alfabetizați și lăsau în urmă înregistrări scrise, în timp ce sclavii erau în mare parte analfabeți și nu erau în măsură să lase înregistrări scrise. Istoricii aveau opinii împărțite în ceea ce privește chestiunea dacă sclavia ar trebui să fie considerată o instituție benignă sau o instituție „crunt exploatatoare”.
O mare parte din istoria scrisă înainte de anii 1950 avea o pronunțată înclinație rasistă. În anii 1970 și 1980, istoricii au început din ce în ce mai mult să folosească dovezi arheologice, folclorul negrilor și datele statistice pentru a dezvolta o imagine mult mai detaliată și nuanțată a vieții sclavilor. S-a demonstrat că indivizii erau rezistenți și oarecum autonomi în multe dintre activitățile lor, în limitele situației lor și în ciuda precarității acesteia. Printre istoricii care au scris în această epocă se numără John Blassingame⁠(d) (Comunitatea sclavilor⁠(d)), Eugene Genovese (Roll, Jordan, Roll), Leslie Howard Owens (This Species of Property) și Herbert Gutman⁠(d) (The Black Family in Slavery and Freedom⁠(d)).

### Studii naționale și comparative
- Berlin, Ira⁠(d). Generations of Captivity: A History of African American Slaves. (2003) ISBN: 0-674-01061-2.
- Berlin, Ira. Many Thousands Gone: The First Two Centuries of Slavery in North America. Harvard University Press, 1998. ISBN: 0-674-81092-9
- Berlin, Ira and Ronald Hoffman, eds. Slavery and Freedom in the Age of the American Revolution University Press of Virginia, 1983. essays by scholars
- Blackmon, Douglas A.⁠(d) Slavery by Another Name: The Re-Enslavement of Black Americans from the Civil War to World War II. (2008) ISBN: 978-0-385-50625-0.
- Blassingame, John W.⁠(d) The Slave Community⁠(d): Plantation Life in the Antebellum South Oxford University Press, 1979. ISBN: 0-19-502563-6.
- David, Paul A.⁠(d) and Temin, Peter⁠(d). "Slavery: The Progressive Institution?", Journal of Economic History⁠(d). Vol. 34, No. 3 (September 1974)
- Davis, David Brion⁠(d). Inhuman Bondage: The Rise and Fall of Slavery in the New World⁠(d) (2006)
- Elkins, Stanley⁠(d). Slavery : A Problem in American Institutional and Intellectual Life. University of Chicago Press, 1976. ISBN: 0-226-20477-4
- Fehrenbacher, Don E.⁠(d) Slavery, Law, and Politics: The Dred Scott Case in Historical Perspective Oxford University Press, 1981
- Fogel, Robert W. Without Consent or Contract: The Rise and Fall of American Slavery W.W. Norton, 1989. Econometric approach
- Foner, Eric (2005). Forever Free. ISBN 978-0-375-40259-3.
- Foner, Eric. The Fiery Trial: Abraham Lincoln and American Slavery⁠(d) (2010), Pulitzer Prize excerpt and text search
- Franklin, John Hope⁠(d) and Loren Schweninger. Runaway Slaves: Rebels on the Plantation. (1999) ISBN: 0-19-508449-7.
- Gallay, Alan⁠(d). The Indian Slave Trade (2002).
- Genovese, Eugene D.⁠(d) Roll, Jordan, Roll: The World the Slaves Made Pantheon Books, 1974.
- Genovese, Eugene D. The Political Economy of Slavery: Studies in the Economy and Society of the Slave South (1967)
- Genovese, Eugene D. and Elizabeth Fox-Genovese⁠(d), Fruits of Merchant Capital: Slavery and Bourgeois Property in the Rise and Expansion of Capitalism (1983)
- Hahn, Steven⁠(d). "The Greatest Slave Rebellion in Modern History: Southern Slaves in the American Civil War." Southern Spaces⁠(d) (2004)
- Higginbotham, A. Leon, Jr.⁠(d) In the Matter of Color: Race and the American Legal Process: The Colonial Period. Oxford University Press, 1978. ISBN: 0-19-502745-0
- Horton, James Oliver and Horton, Lois E. Slavery and the Making of America. (2005) ISBN: 0-19-517903-X
- Kolchin, Peter⁠(d). American Slavery, 1619–1877 Hill and Wang, 1993. Survey
- Litwack, Leon F.⁠(d) Been in the Storm So Long: The Aftermath of Slavery (1979), social history of how slavery ended in the Confederacy
- Mason, Matthew. Slavery and Politics in the Early American Republic. (2006) ISBN: 978-0-8078-3049-9.
- Moon, Dannell, "Slavery", article in Encyclopedia of rape, Merril D. Smith (Ed.), Greenwood Publishing Group, 2004
- Moore, Wilbert Ellis⁠(d), American Negro Slavery and Abolition: A Sociological Study, Ayer Publishing, 1980
- Morgan, Edmund S.⁠(d) American Slavery, American Freedom⁠(d): The Ordeal of Colonial Virginia  W.W. Norton, 1975.
- Morris, Thomas D. Southern Slavery and the Law, 1619–1860 University of North Carolina Press, 1996.
- Oakes, James⁠(d). The Ruling Race: A History of American Slaveholders. (1982) ISBN: 0-393-31705-6.
- Ransom, Roger L. "Was It Really All That Great to Be a Slave?" Agricultural History, Vol. 48, No. 4 (1974) in JSTOR
- Rodriguez, Junius P.⁠(d), ed. Encyclopedia of Emancipation and Abolition in the Transatlantic World. Armonk, NY: M.E. Sharpe, 2007.
- Rodriguez, Junius P., ed. Encyclopedia of Slave Resistance and Rebellion. Westport, CT: Greenwood, 2007.
- Scarborough, William K. The Overseer: Plantation Management in the Old South (1984)
- Schermerhorn, Calvin. The Business of Slavery and the Rise of American Capitalism, 1815–1860. New Haven, CT: Yale University Press, 2015.
- Snyder, Terri L. The Power to Die: Slavery and Suicide in British North America. Chicago: University of Chicago Press, 2015.
- Stampp, Kenneth M.⁠(d) The Peculiar Institution: Slavery in the Ante-Bellum South (1956) Survey
- Stampp, Kenneth M. "Interpreting the Slaveholders' World: a Review." Agricultural History 1970 44(4): 407–12. ISSN 0002-1482
- Tadman, Michael. Speculators and Slaves: Masters, Traders, and Slaves in the Old South University of Wisconsin Press, 1989.
- Wright, W. D.⁠(d) Historians and Slavery; A Critical Analysis of Perspectives and Irony in American Slavery and Other Recent Works Washington, D.C.: University Press of America (1978)

### Studii la nivel de stat și locale
- Fields, Barbara J.⁠(d) Slavery and Freedom on the Middle Ground: Maryland During the Nineteenth Century Yale University Press, 1985.
- Jewett, Clayton E. and John O. Allen; Slavery in the South: A State-By-State History Greenwood Press, 2004
- Jennison, Watson W. Cultivating Race: The Expansion of Slavery in Georgia, 1750–1860 (University Press of Kentucky; 2012)
- Kulikoff, Alan. Tobacco and Slaves: The Development of Southern Cultures in the Chesapeake, 1680–1800 University of North Carolina Press, 1986.
- Minges, Patrick N.⁠(d); Slavery in the Cherokee Nation: The Keetoowah Society and the Defining of a People, 1855–1867 2003 deals with Indian slave owners.
- Mohr, Clarence L. On the Threshold of Freedom: Masters and Slaves in Civil War Georgia University of Georgia Press, 1986.
- Mutti Burke, Diane (2010). On Slavery's Border: Missouri's Small Slaveholding Households, 1815–1865. University of Georgia Press. ISBN 978-0-8203-3683-1.
- Mooney, Chase C. Slavery in Tennessee Indiana University Press, 1957.
- Olwell, Robert. Masters, Slaves, & Subjects: The Culture of Power in the South Carolina Low Country, 1740–1790 Cornell University Press, 1998.
- Reidy, Joseph P. From Slavery to Agrarian Capitalism in the Cotton Plantation South, Central Georgia, 1800–1880 University of North Carolina Press, 1992.
- Ripley, C. Peter. Slaves and Freemen in Civil War Louisiana Louisiana State University Press, 1976.
- Rivers, Larry Eugene. Slavery in Florida: Territorial Days to Emancipation University Press of Florida, 2000.
- Sellers, James Benson; Slavery in Alabama University of Alabama Press, 1950
- Sydnor, Charles S. Slavery in Mississippi. 1933
- Takagi, Midori. Rearing Wolves to Our Own Destruction: Slavery in Richmond, Virginia, 1782–1865 University Press of Virginia, 1999.
- Taylor, Joe Gray. Negro Slavery in Louisiana. Louisiana Historical Society, 1963.
- Trexler, Harrison Anthony. Slavery in Missouri, 1804–1865 (Johns Hopkins University Press, 1914) online edition
- Wood, Peter H.⁠(d) Black Majority: Negroes in Colonial South Carolina from 1670 through the Stono Rebellion W.W. Norton & Company, 1974.

### Istorii orale și autobiografii ale foștilor sclavi

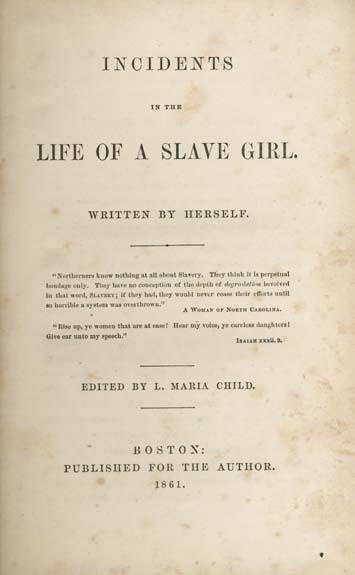

#### Video
- Jenkins, Gary (regizor). Negroes To Hire (Lifedocumentares, 2010) ; DVD de 52 de minute; despre sclavia din Missouri
- A Moral Debt: The Legacy of Slavery in the USA. 25 octombrie 2018. https://www.aljazeera.com/programmes/aljazeeracorrespondent/2018/10/moral-debt-legacy-slavery-usa-181017093941707.html.  „Gannon is a descendant of Robert E. Lee”

### Istoriografie
- Ayers, Edward L.⁠(d) "The American Civil War, Emancipation, and Reconstruction on the World Stage," OAH Magazine of History, January 2006, Vol. 20, Issue 1, pp. 54–60
- Berlin, Ira⁠(d). "American Slavery in History and Memory and the Search for Social Justice," Journal of American History, March 2004, Vol. 90, Issue 4, pp. 1251–1268
- Boles, John B. and Evelyn T. Nolen, eds., Interpreting Southern History: Historiographical Essays in Honor of Sanford W. Higginbotham (1987).
- Brown, Vincent⁠(d). "Social Death and Political Life in the Study of Slavery," American Historical Review, December 2009, Vol. 114, Issue 5, pp. 1231–1249, examined historical and sociological studies since the influential 1982 book Slavery and Social Death by American sociologist Orlando Patterson⁠(d)
- Campbell, Gwyn. "Children and slavery in the new world: A review," Slavery & Abolition, August 2006, Vol. 27, Issue 2, pp. 261–285
- Collins, Bruce. "Review: American Slavery and Its Consequences" Historical Journal (1979) 33#4 pp. 997–1015 online
- Dirck, Brian. "Changing Perspectives on Lincoln, Race, and Slavery," OAH Magazine of History, October 2007, Vol. 21, Issue 4, pp. 9–12
- Farrow, Anne; Lang, Joel; Frank, Jenifer. Complicity: How the North Promoted, Prolonged, and Profited from Slavery. Ballantine Books, 2006 ISBN: 0-345-46783-3
- Fogel, Robert W. The Slavery Debates, 1952–1990: A Retrospective (2007)
- Ford, Lacy K. (2009). Deliver Us from Evil. The Slavery Question in the Old South. Oxford University Press. ISBN 9780195118094.
- Frey, Sylvia R. "The Visible Church: Historiography of African American Religion since Raboteau," Slavery & Abolition, January 2008, Vol. 29 Issue 1, pp. 83–110
- Hettle, Wallace. "White Society in the Old South: The Literary Evidence Reconsidered," Southern Studies: An Interdisciplinary Journal of the South, Fall/Winter 2006, Vol. 13, Issue 3/4, pp 29–44
- King, Richard H. "Marxism and the Slave South", American Quarterly 29 (1977), 117–31. focus on Genovese
- Kolchin, Peter⁠(d). "American Historians and Antebellum Southern Slavery, 1959–1984", in William J. Cooper⁠(d), Michael F. Holt, and John McCardell⁠(d), eds., A Master's Due: Essays in Honor of David Herbert Donald (1985), 87–111
- Laurie, Bruce. "Workers, Abolitionists, and the Historians: A Historiographical Perspective," Labor: Studies in Working Class History of the Americas, Winter 2008, Vol. 5, Issue 4, pp. 17–55
- Neely Jr., Mark E.⁠(d) "Lincoln, Slavery, and the Nation," Journal of American History, September 2009, Vol. 96 Issue 2, pp. 456–458
- Parish; Peter J. Slavery: History and Historians Westview Press. 1989
- Penningroth, Dylan⁠(d). "Writing Slavery's History," OAH Magazine of History, April 2009, Vol. 23 Issue 2, pp. 13–20, basic overview
- Rael, Patrick. Eighty-Eight Years: The Long Death of Slavery in the United States, 1777–1865. Athens, GA: University of Georgia Press, 2015.
- Sidbury, James. "Globalization, Creolization, and the Not-So-Peculiar Institution," Journal of Southern History, August 2007, Vol. 73, Issue 3, pp. 617–630, on colonial era
- Stuckey, P. Sterling. "Reflections on the Scholarship of African Origins and Influence in American Slavery," Journal of African American History, Fall 2006, Vol. 91 Issue 4, pp. 425–443
- Sweet, John Wood. "The Subject of the Slave Trade: Recent Currents in the Histories of the Atlantic, Great Britain, and Western Africa," Early American Studies, An Interdisciplinary Journal, Spring 2009, Vol. 7 Issue 1, pp. 1–45
- Tadman, Michael. "The Reputation of the Slave Trader in Southern History and the Social Memory of the South," American Nineteenth Century History, September 2007, Vol. 8, Issue 3, pp. 247–271
- Tulloch, Hugh. The Debate on the American Civil War Era (1998), ch. 2–4